# Liste der Panzerkreuzer
In der Liste der Panzerkreuzer sind alle zwischen 1870 und 1910 gebauten und in Dienst gestellten Panzerkreuzer aufgeführt.

## Liste der Schiffe

### Argentinien
- (Italienische) Giuseppe-Garibaldi-Klasse
  - ARA Garibaldi (1895, urspr. ital. Giuseppe Garibaldi)
  - ARA San Martín (1896, urspr. ital. Varese)
  - ARA General Belgrano (1897, urspr. ital. Varese)
  - ARA Pueyrredón (1897, urspr. ital. Giuseppe Garibaldi)

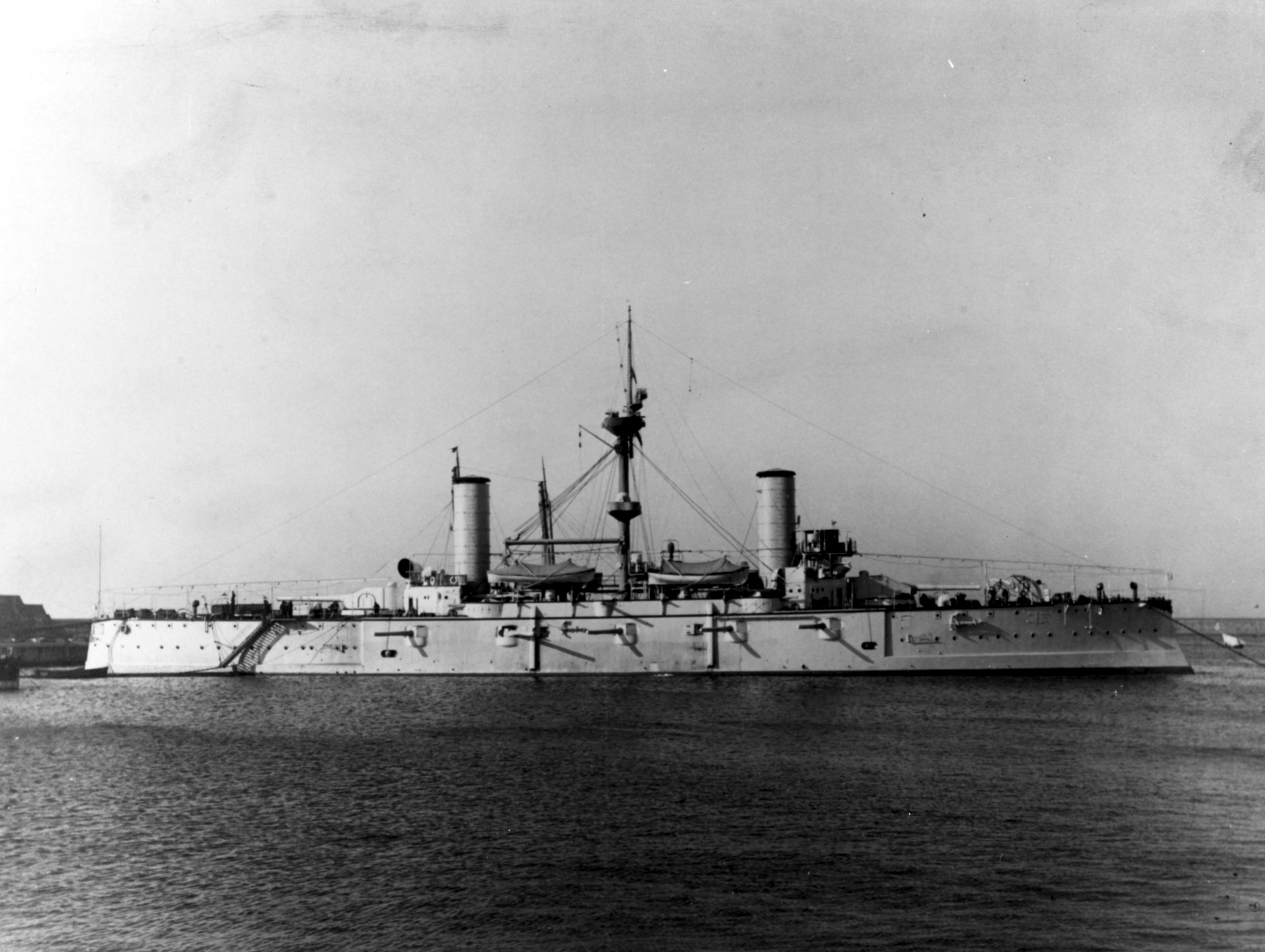
ARA Garibaldi
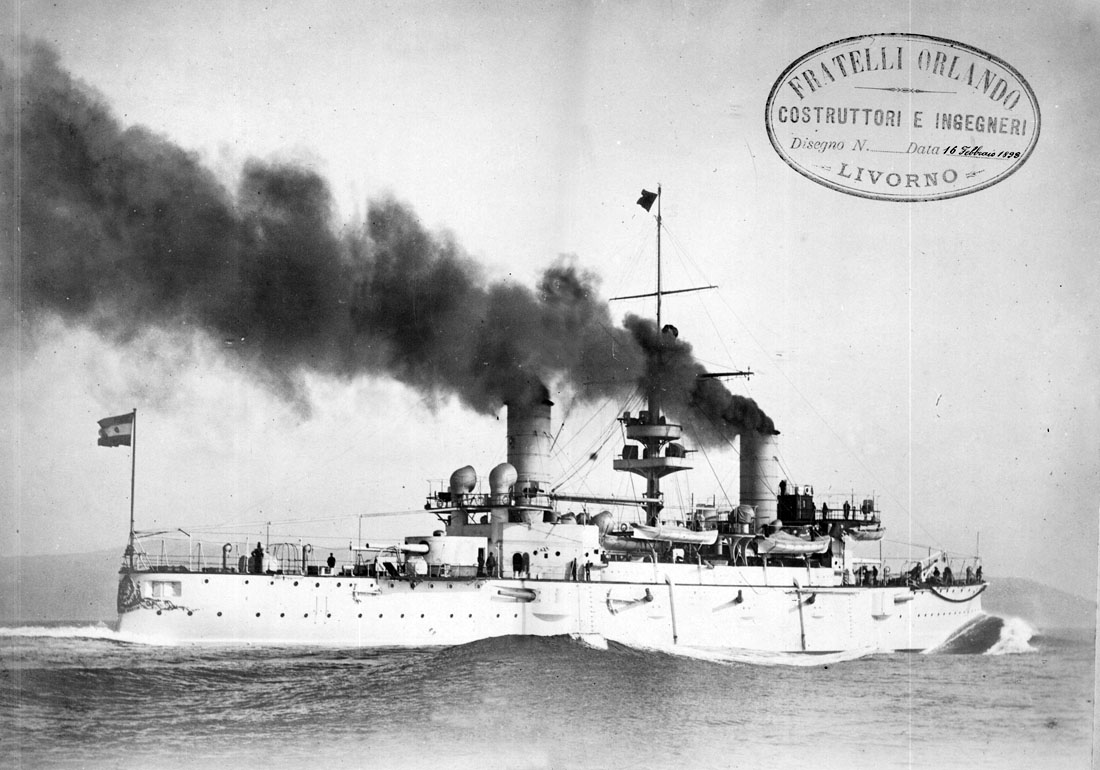
ARA San Martín
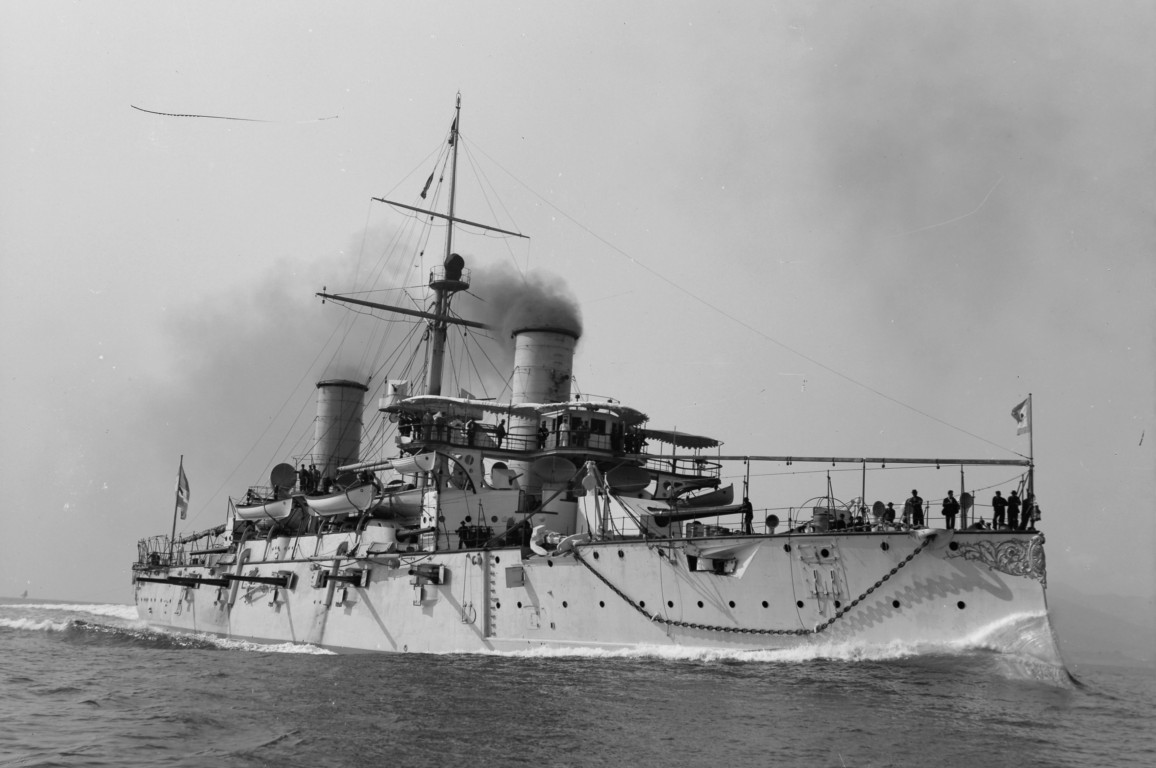
ARA General Belgrano
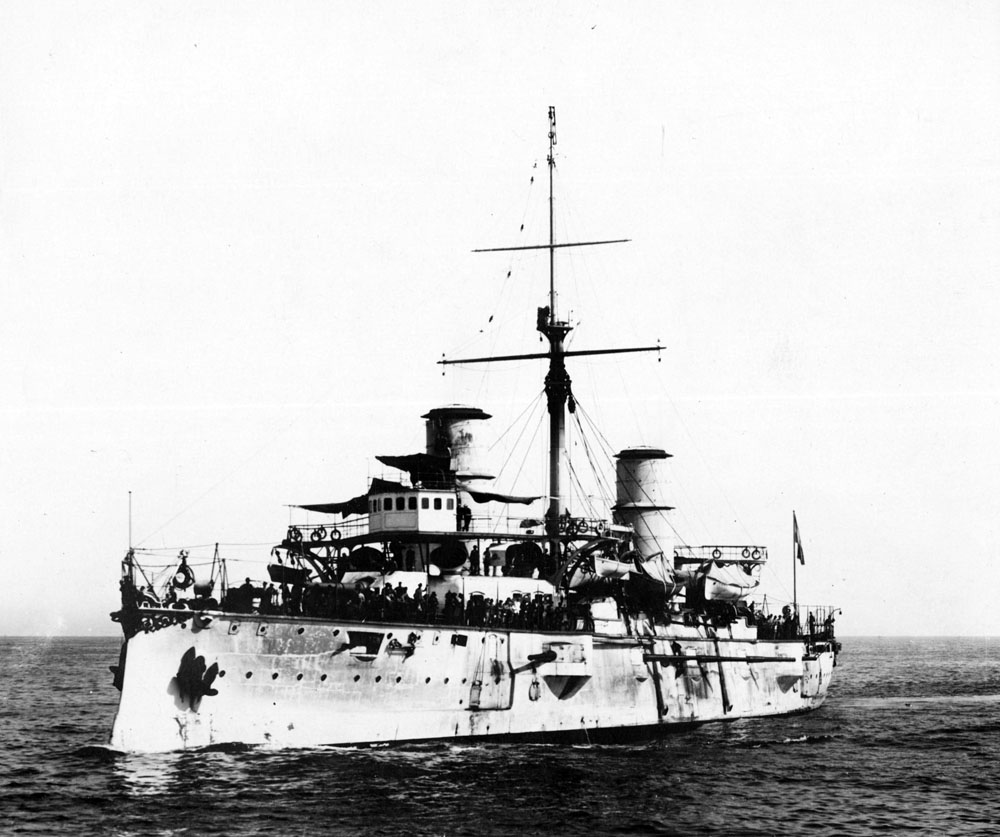
ARA Pueyrredón

### Chile
- Esmeralda (1896)
- O’Higgins (1897)

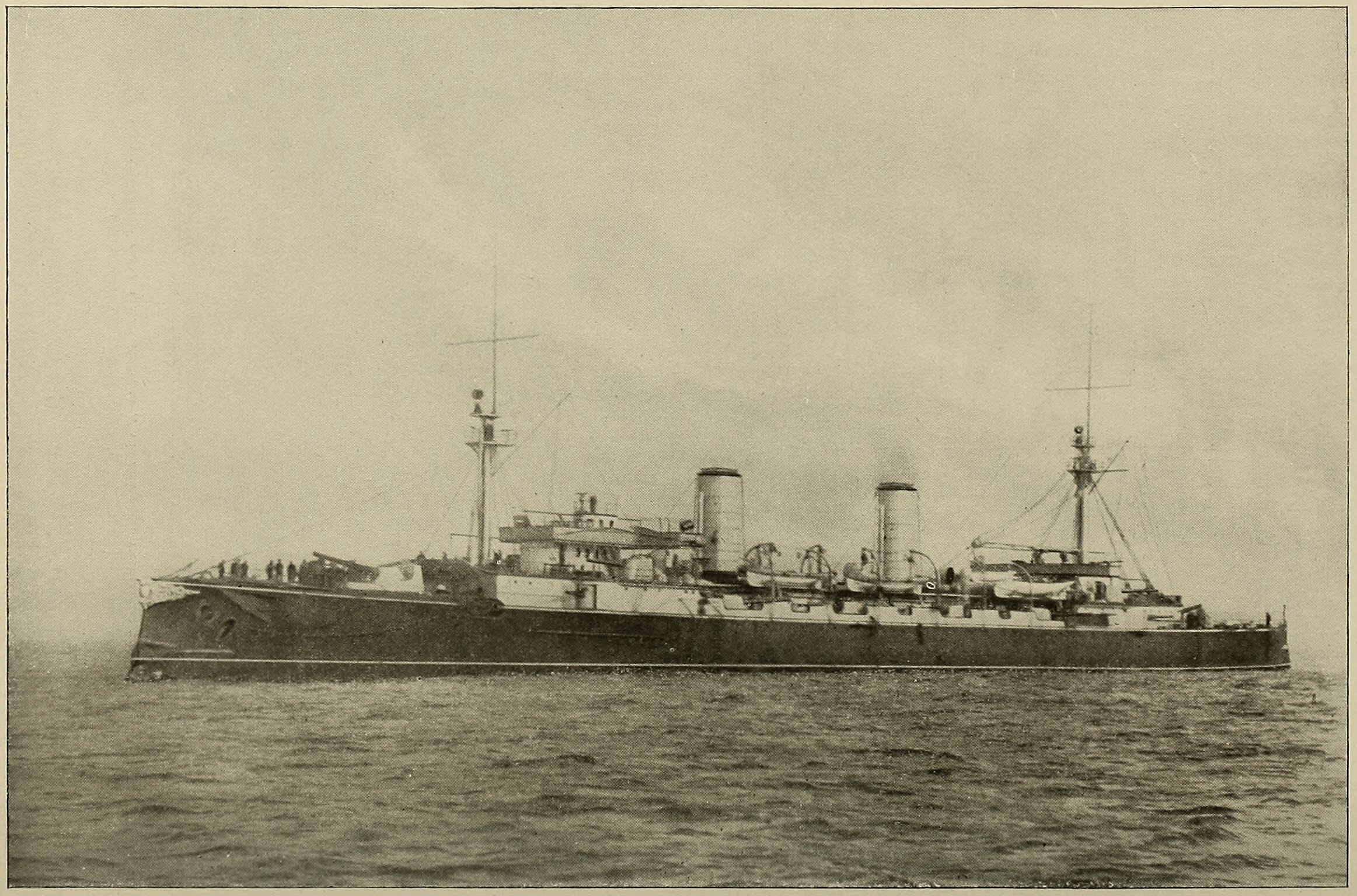
Esmeralda
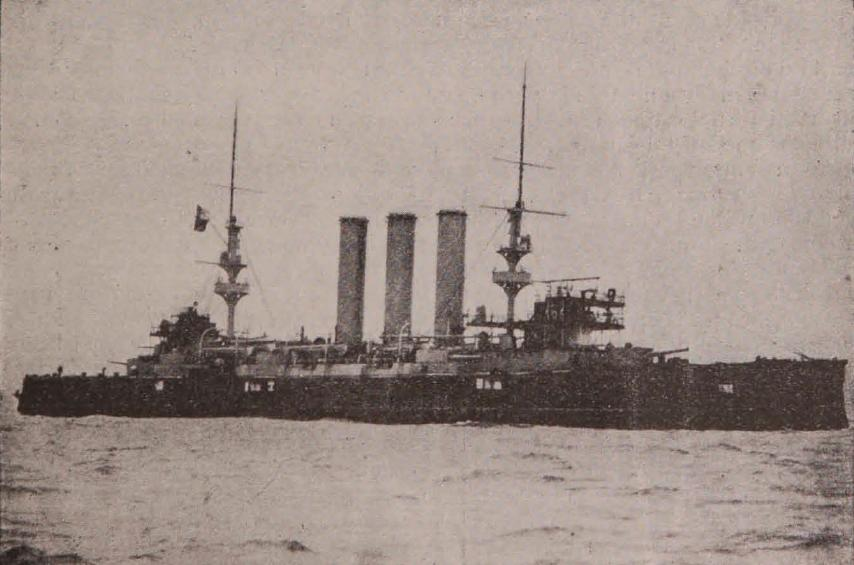
O’Higgins

### China
- Jingyuan-Klasse
  - Jingyuan (1887)
  - Laiyuan (1887)

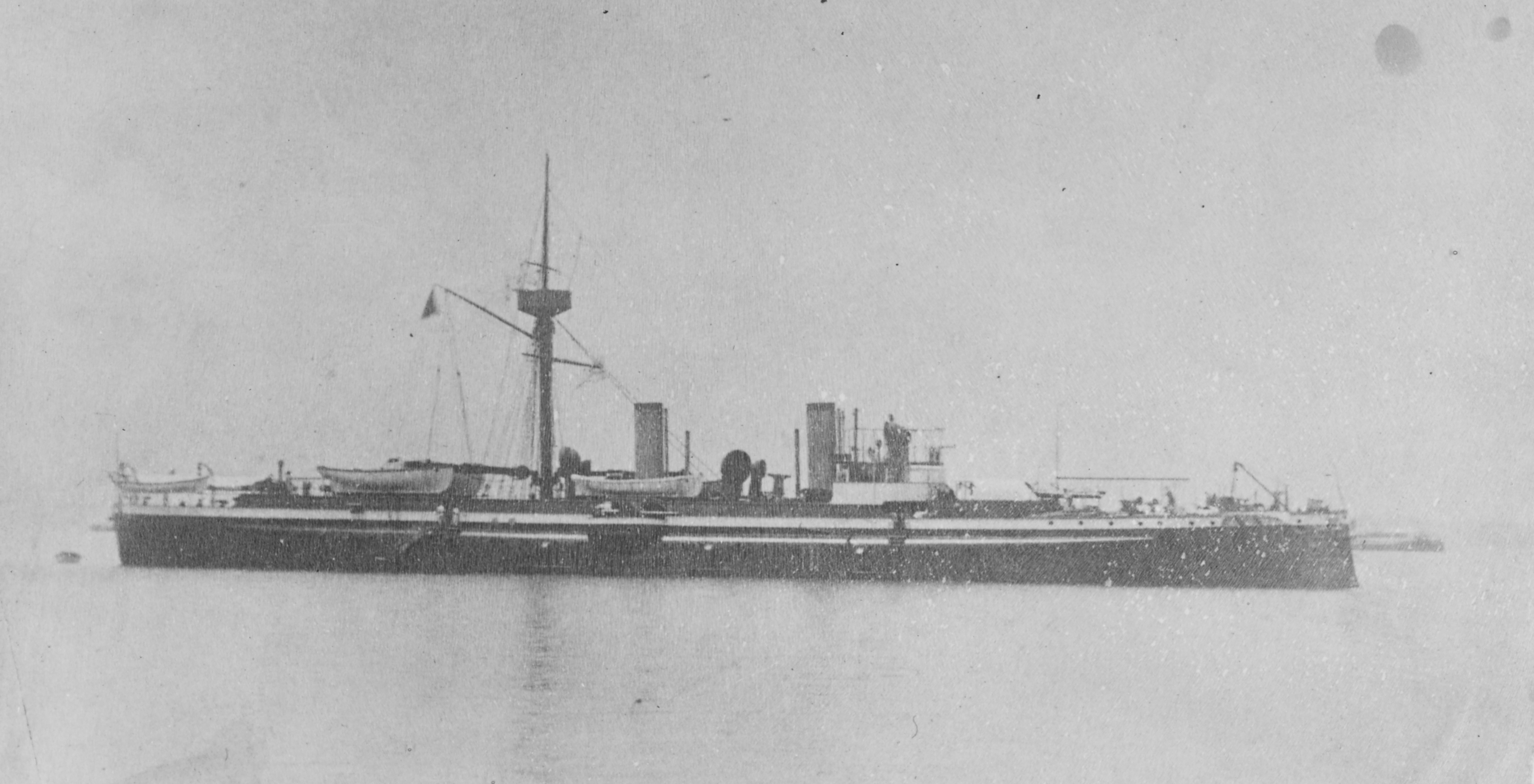
Jingyuan
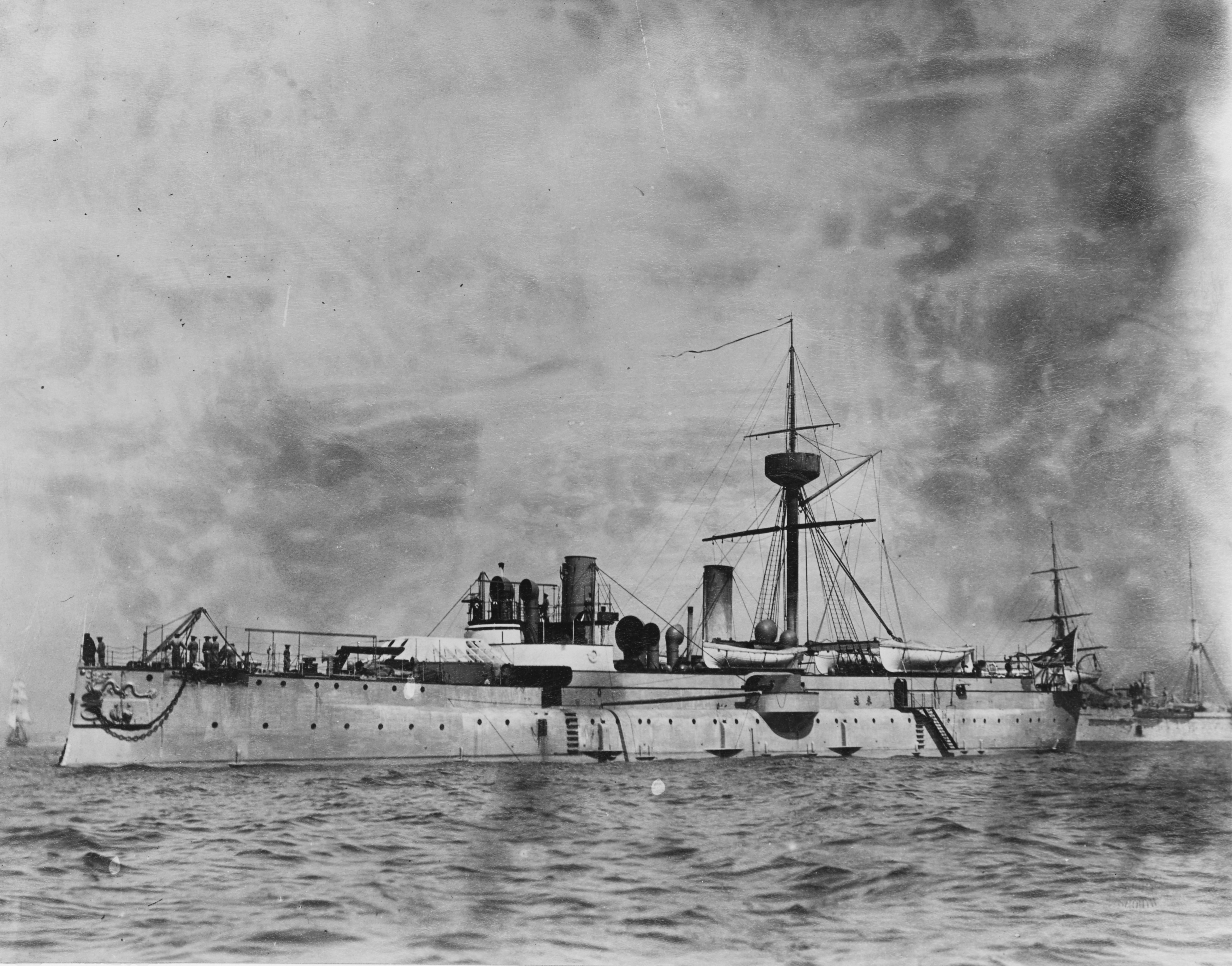
Laiyuan

### Deutschland
- Fürst Bismarck (1897)
- Prinz Heinrich (1900)
- Prinz-Adalbert-Klasse
  - Prinz Adalbert (1901)
  - Friedrich Carl (1902)
- Roon-Klasse
  - Roon (1903)
  - Yorck (1904)
- Scharnhorst-Klasse
  - Scharnhorst (1906)
  - Gneisenau (1906)
- Blücher (1908)

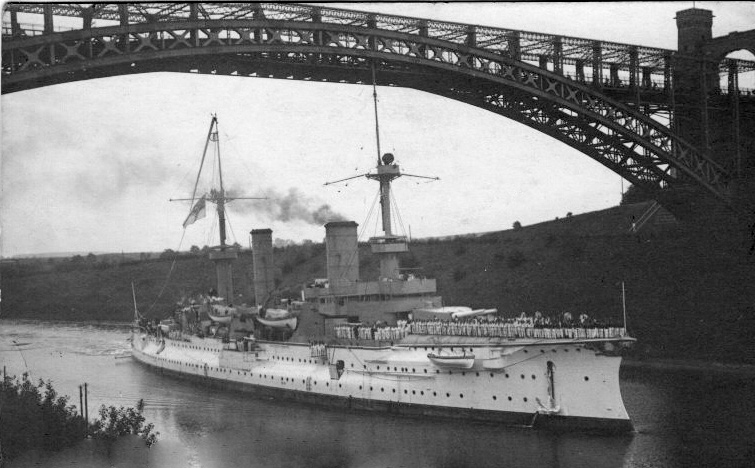
SMS Fürst Bismarck
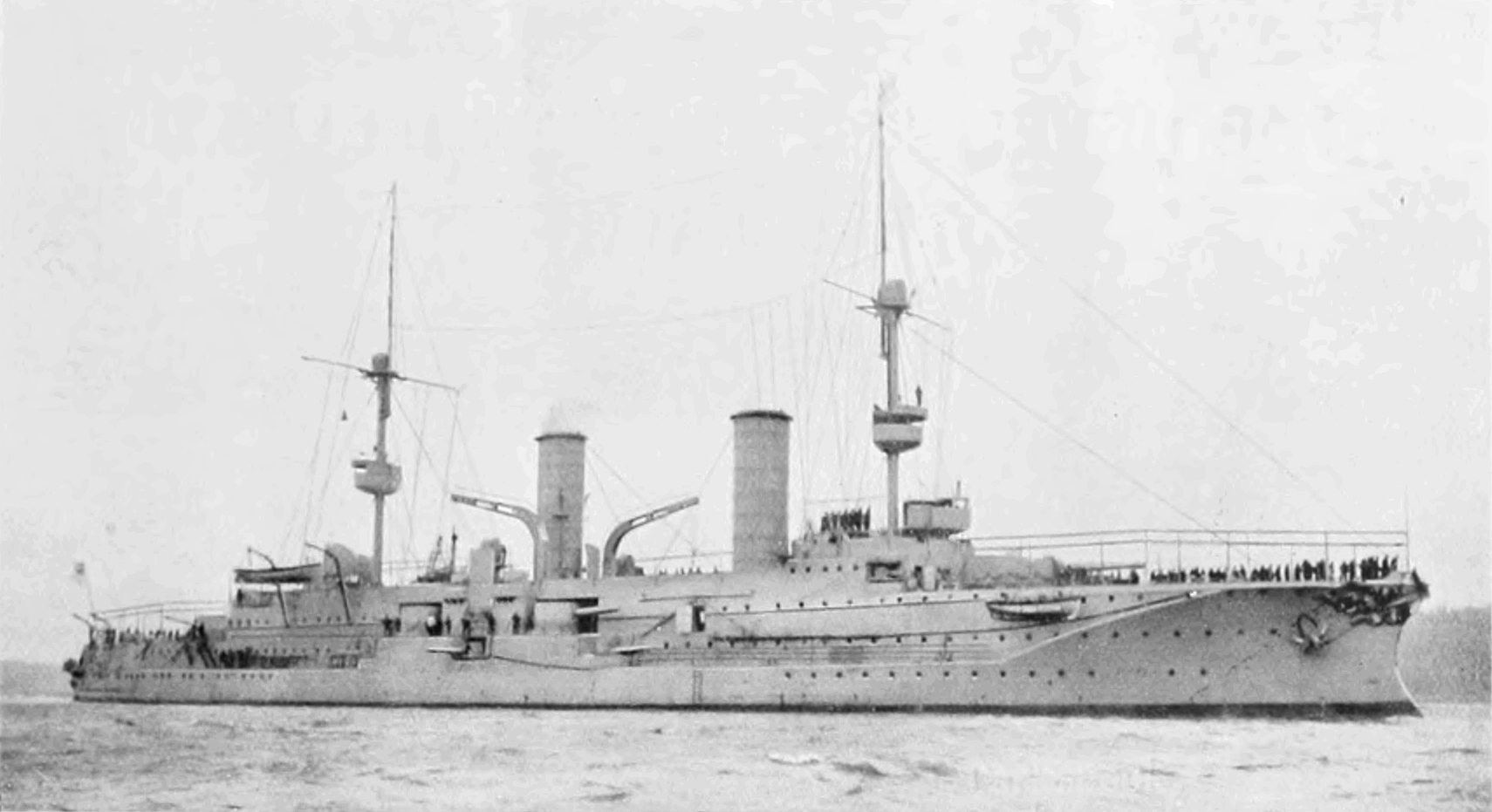
SMS Prinz Heinrich
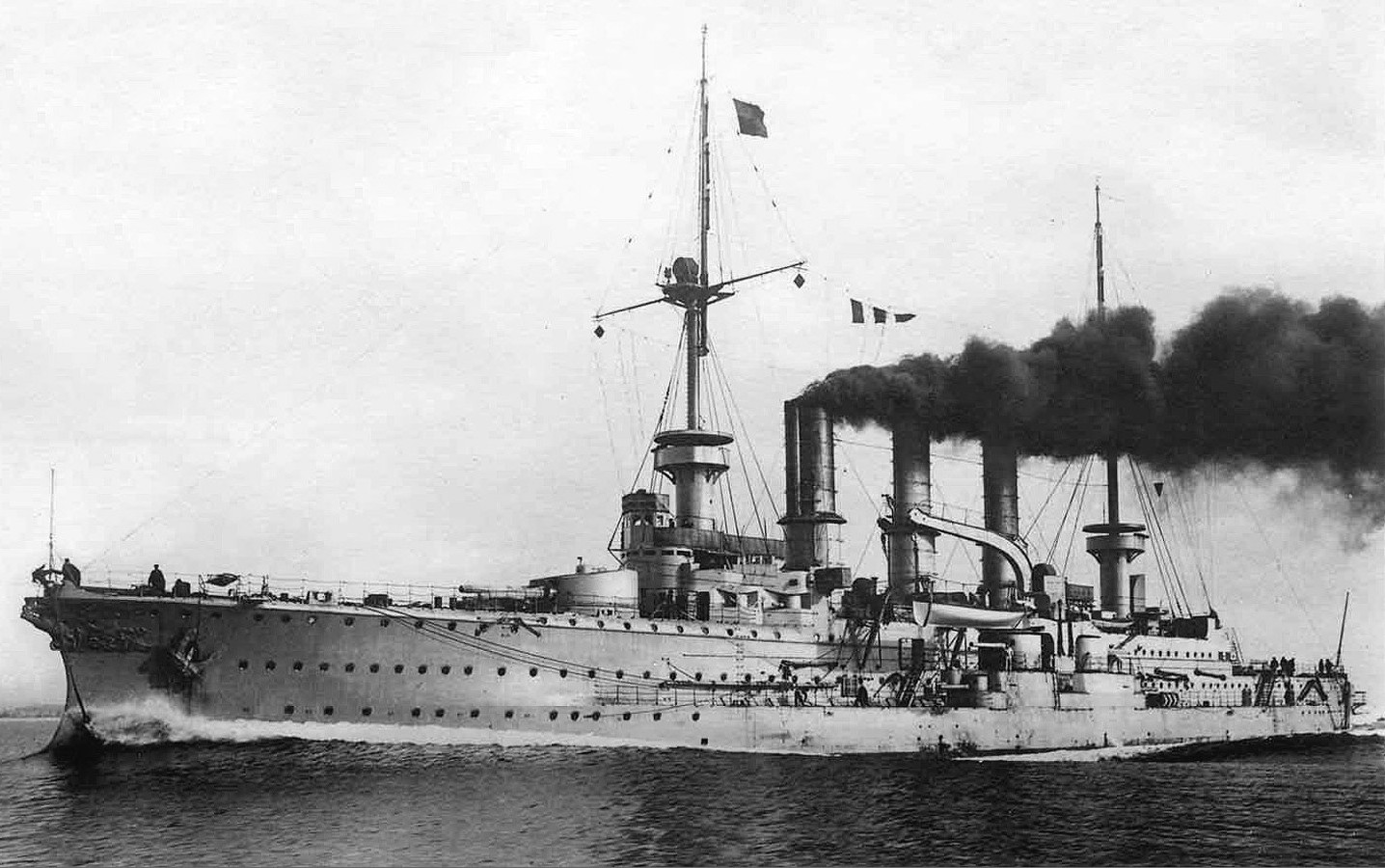
SMS Prinz Adalbert
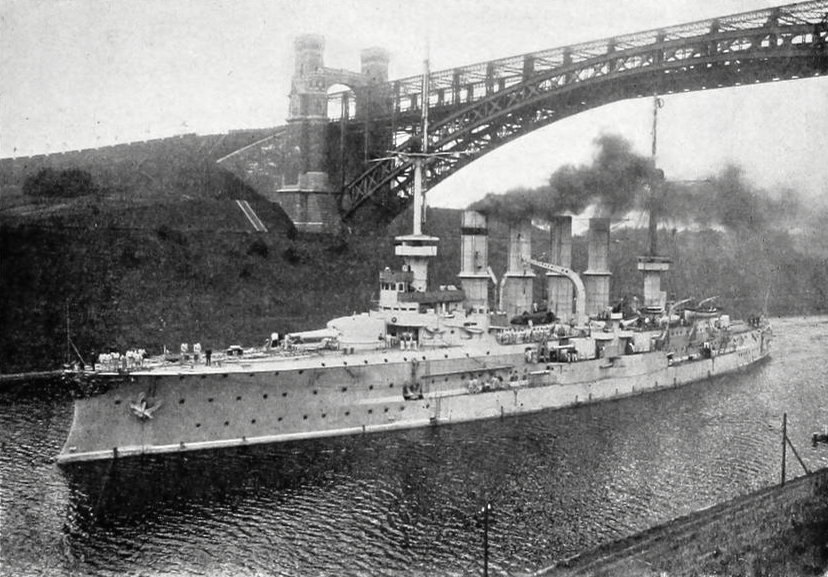
SMS Yorck
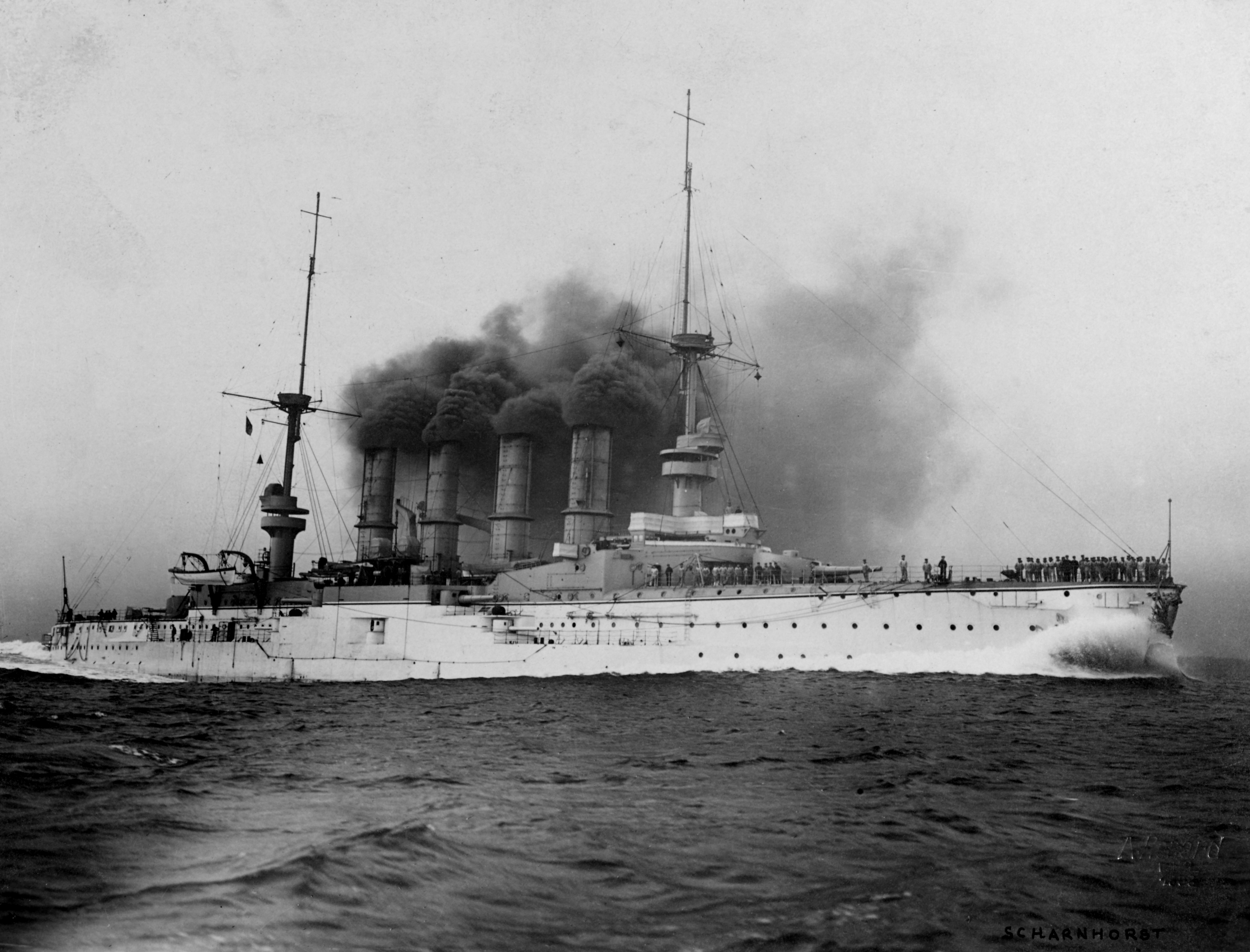
SMS Scharnhorst
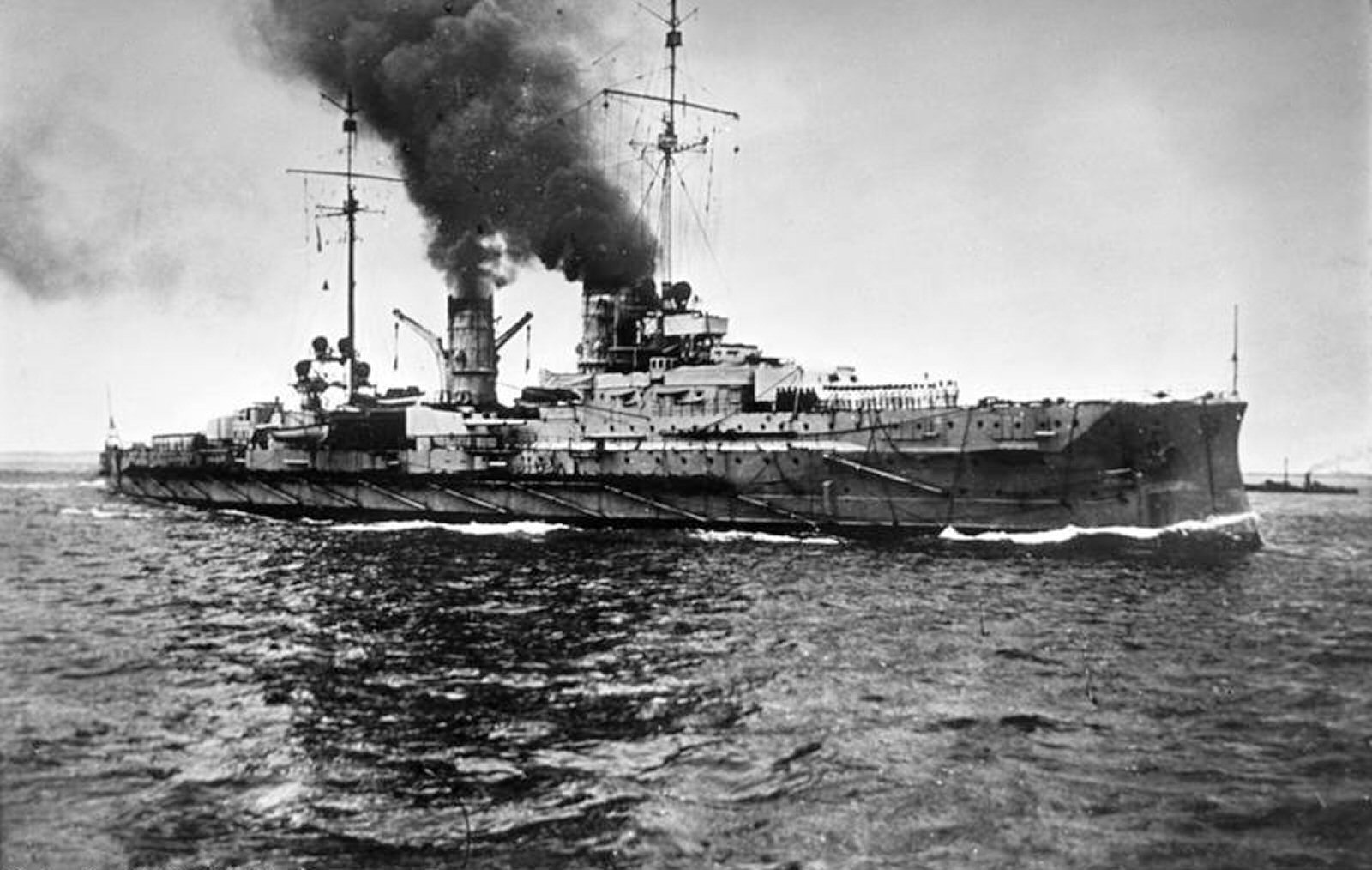
SMS Blücher

### Frankreich
- Dupuy de Lôme (1890)
- Amiral-Charner-Klasse
  - Amiral Charner (1893)
  - Bruix (1894)
  - Chanzy (1894)
  - Latouche-Tréville (1892)
- Pothuau (1895)
- Jeanne d'Arc (1899)
- Gueydon-Klasse
  - Gueydon (1899)
  - Montcalm (1900)
  - Dupetit-Thouars (1901)
- Dupleix-Klasse
  - Dupleix (1900)
  - Desaix (1901)
  - Kléber (1902)
- Gloire-Klasse
  - Gloire (1900)
  - Marseillaise (1900)
  - Sully (1901)
  - Condé (1902)
  - Amiral Aube (1902)
- Léon-Gambetta-Klasse
  - Léon Gambetta (1901)
  - Jules Ferry (1903)
  - Victor Hugo (1904)
- Jules Michelet (1905)
- Ernest Renan (1906)
- Edgar-Quinet-Klasse
  - Edgar Quinet (1907)
  - Waldeck-Rousseau (1908)

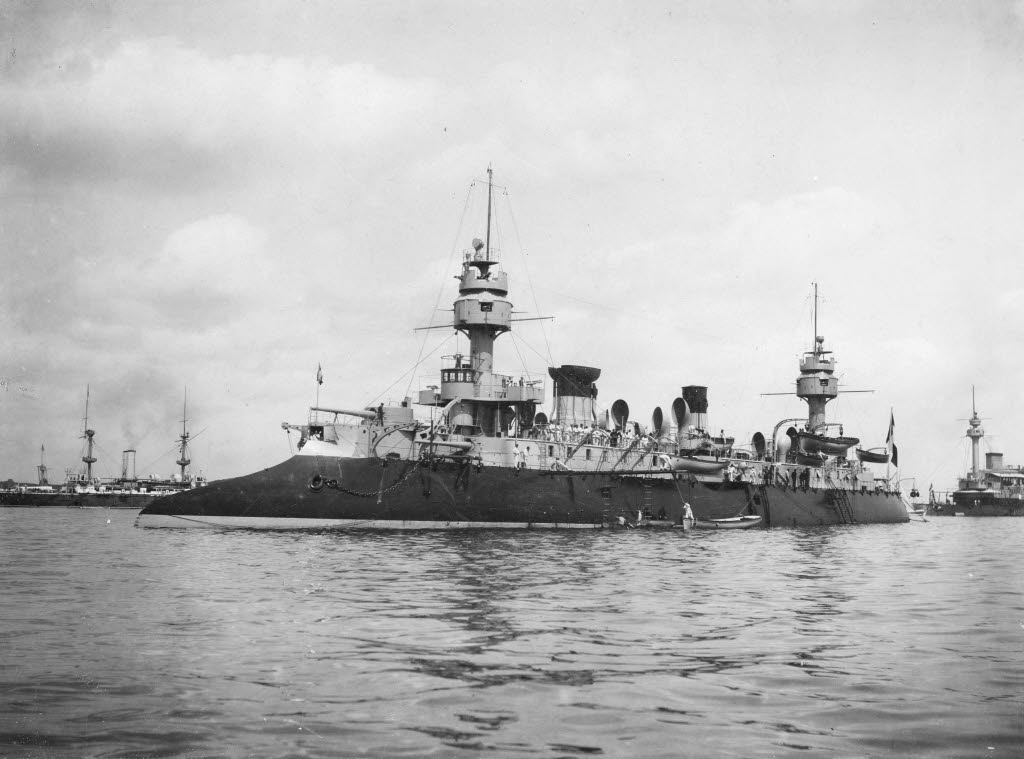
Dupuy de Lôme
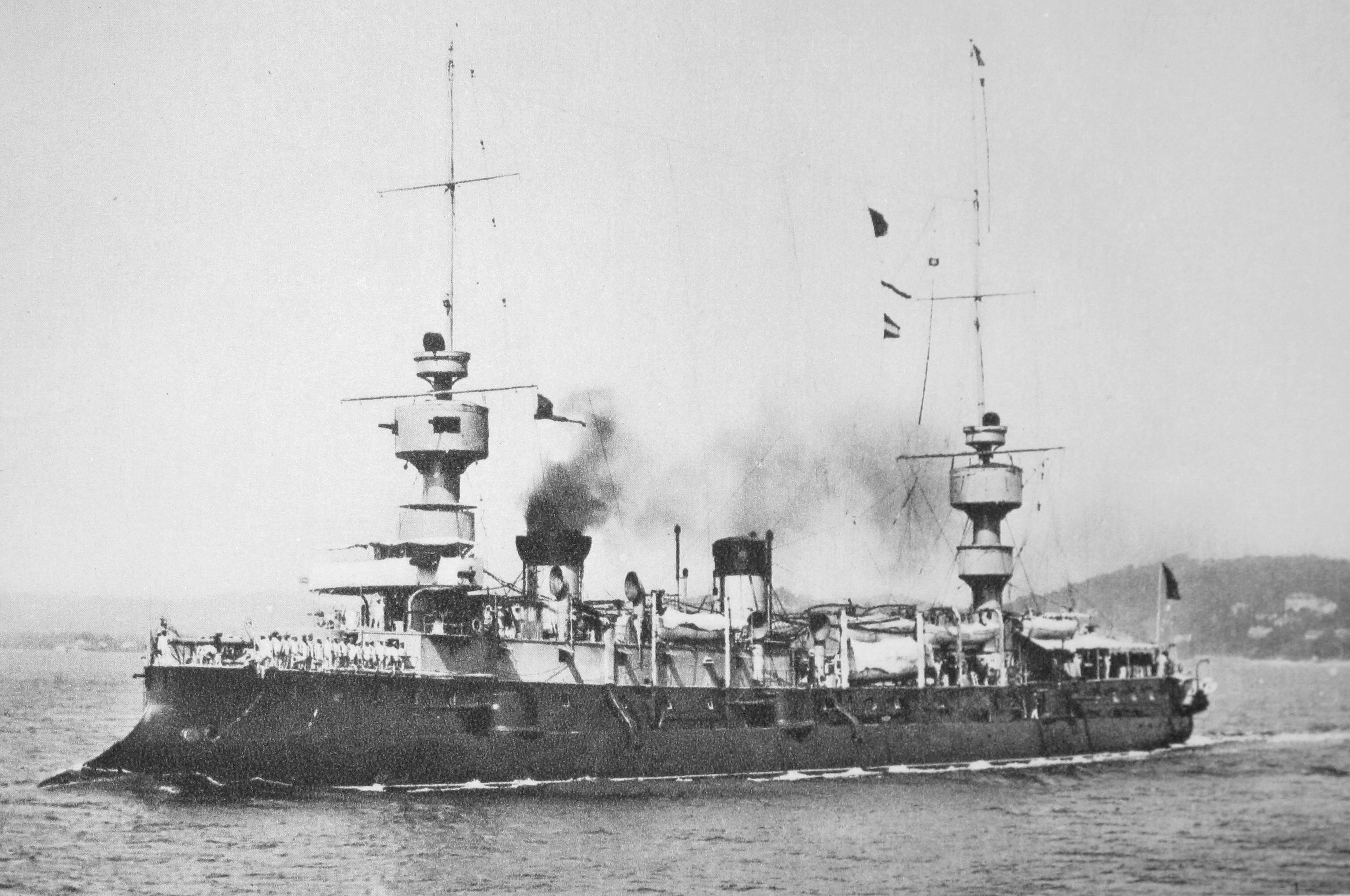
Bruix
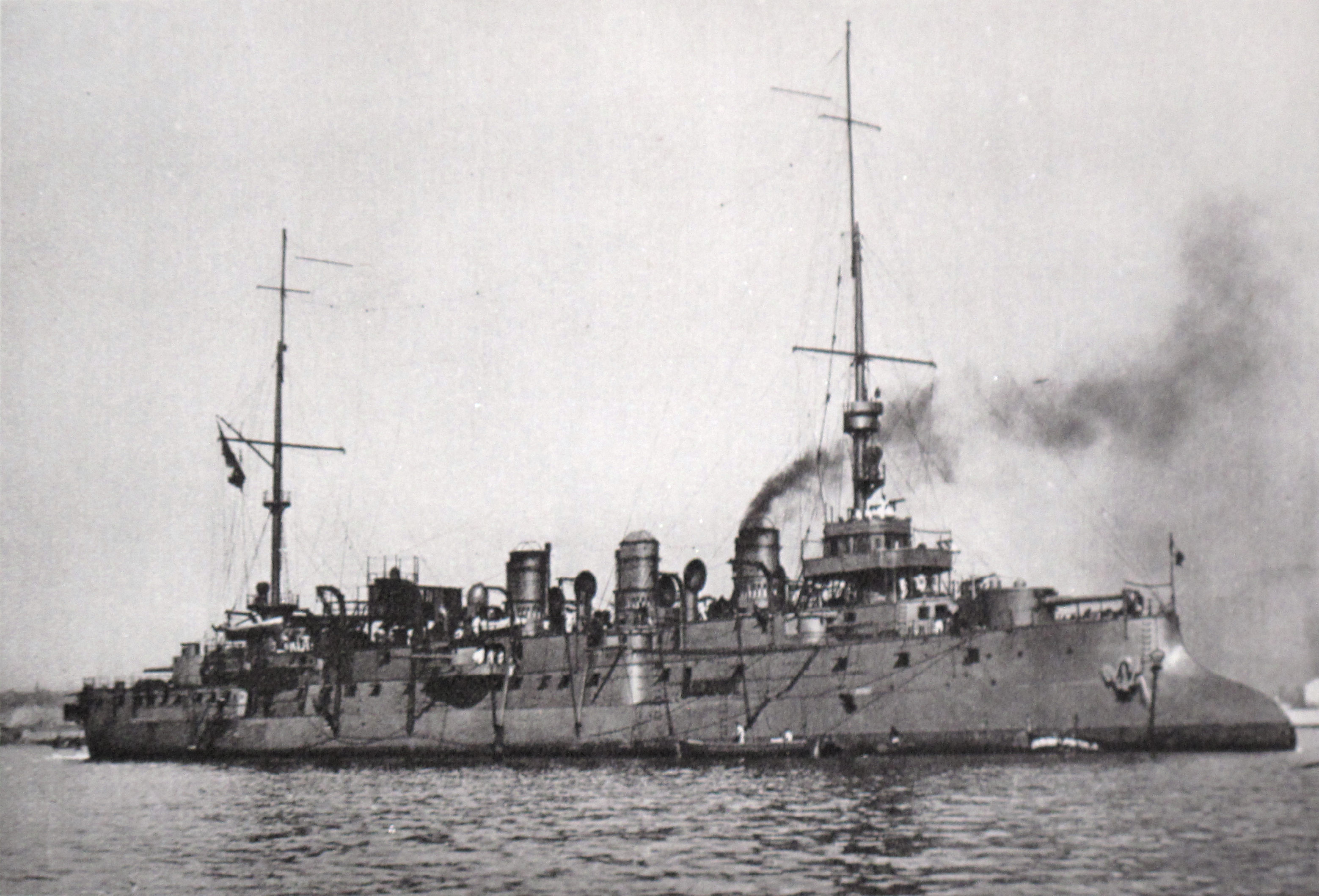
Pothuau
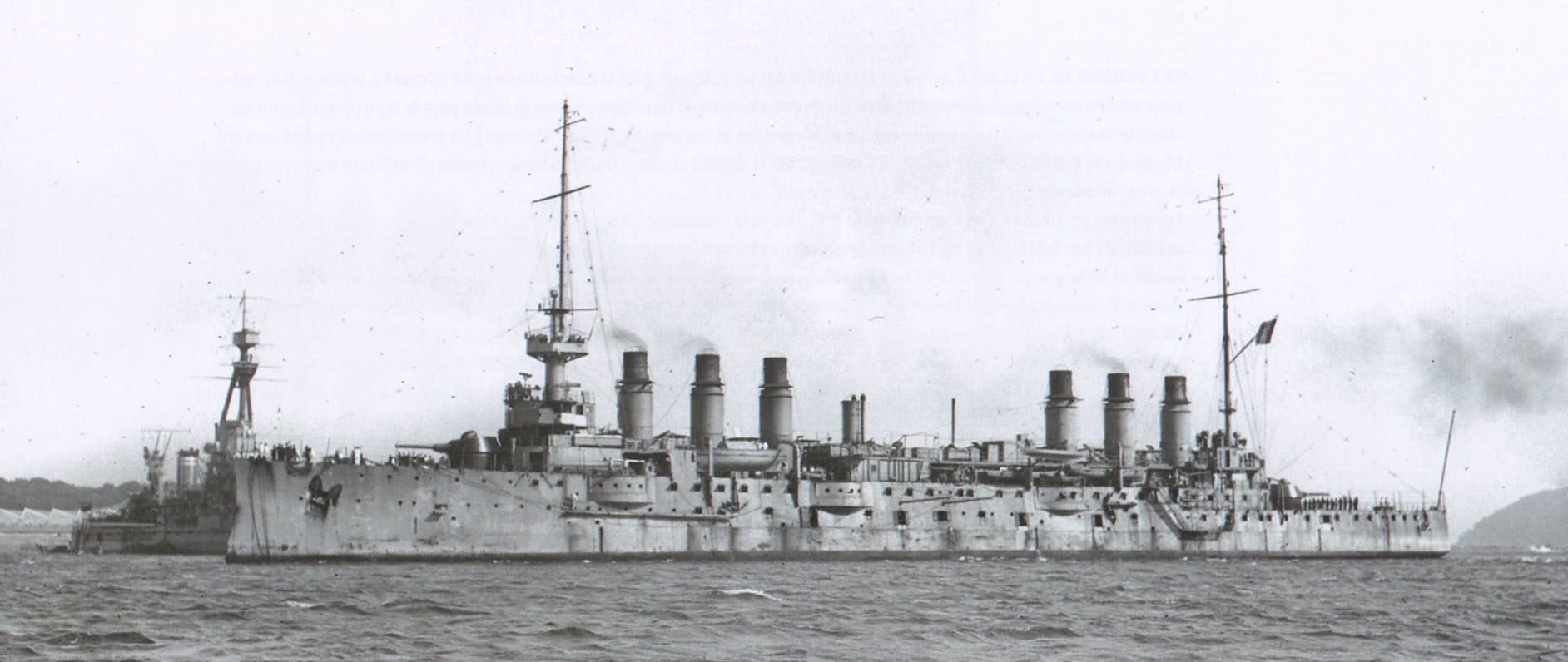
Jeanne d'Arc
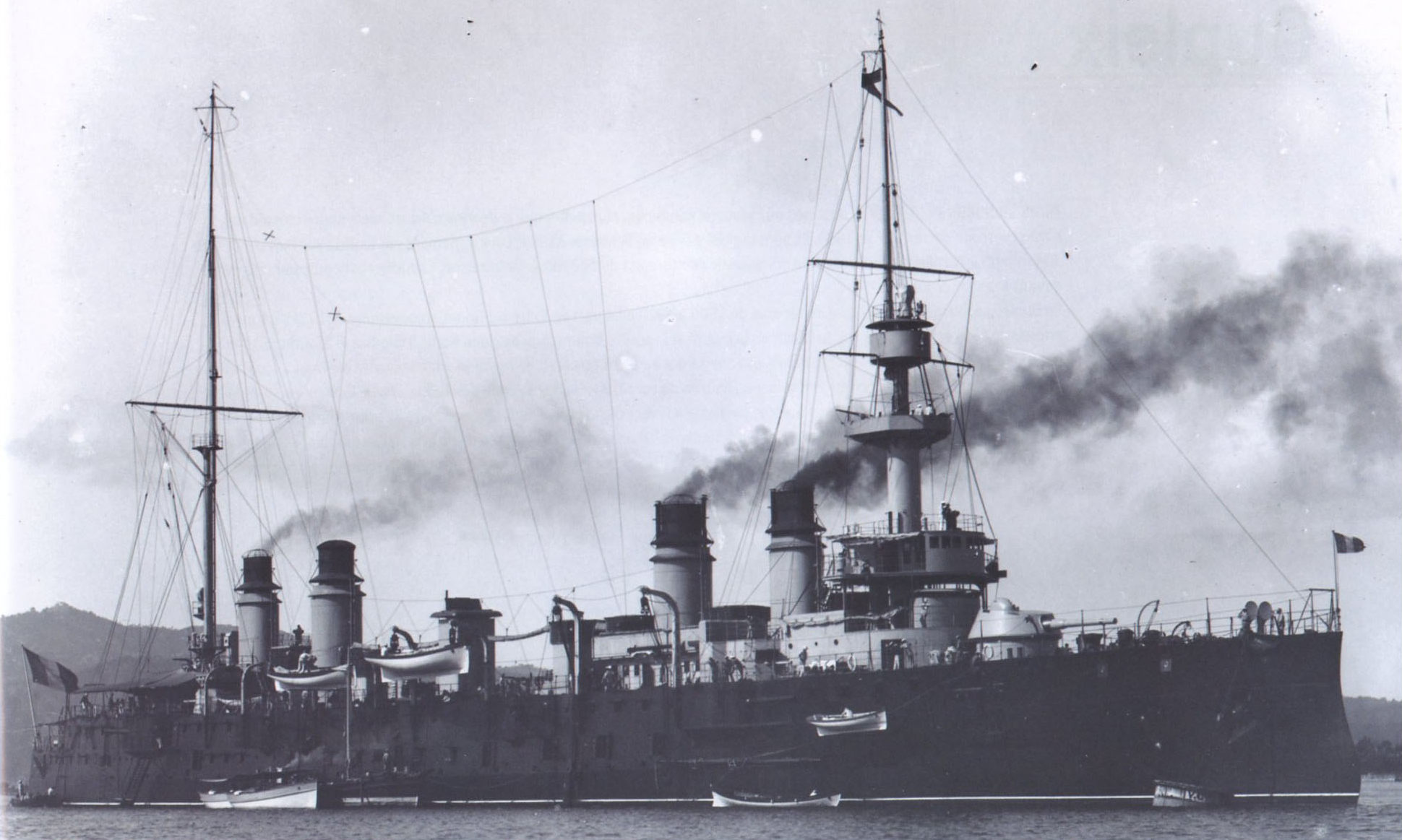
Dupetit-Thouars
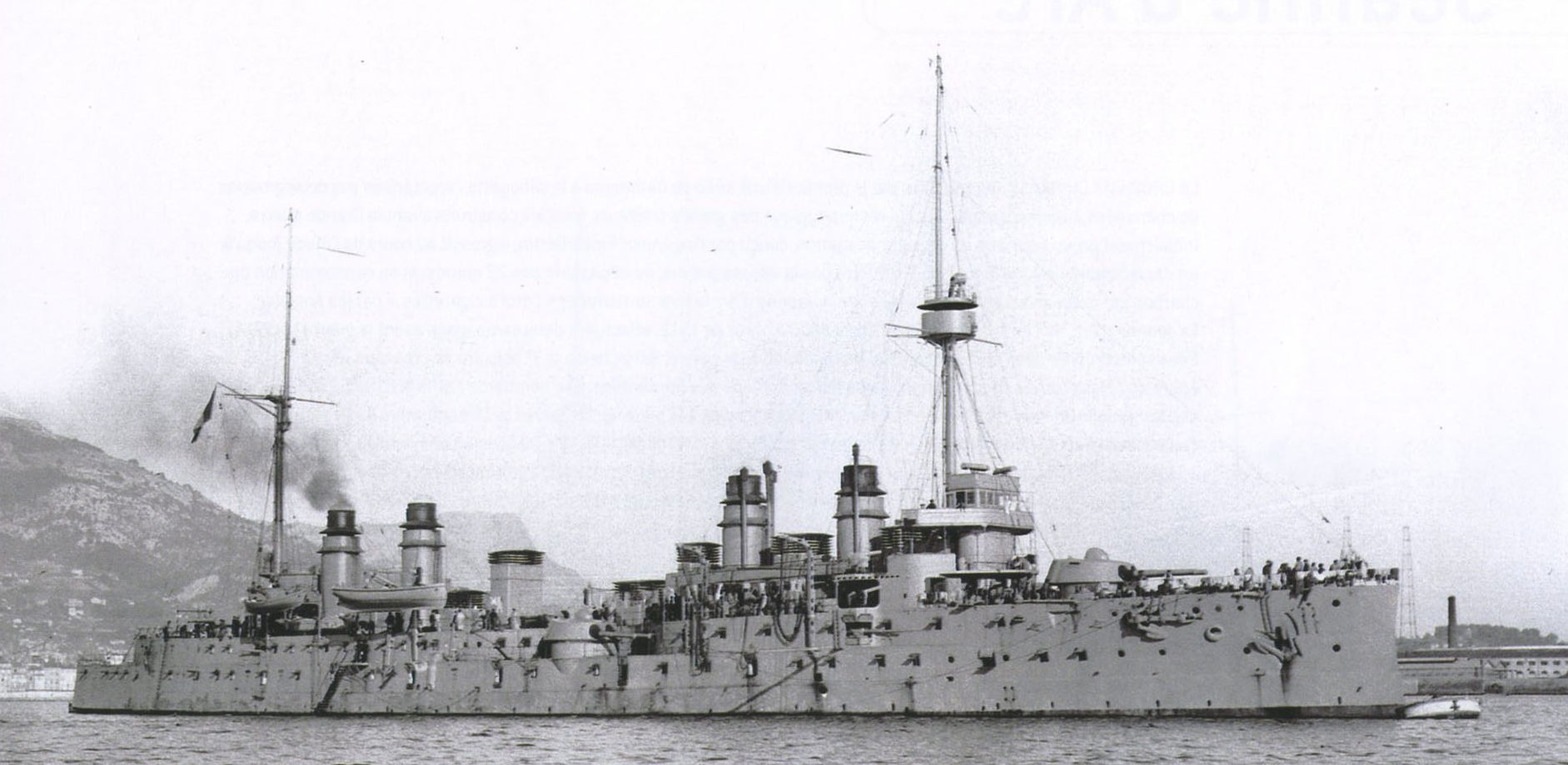
Dupleix
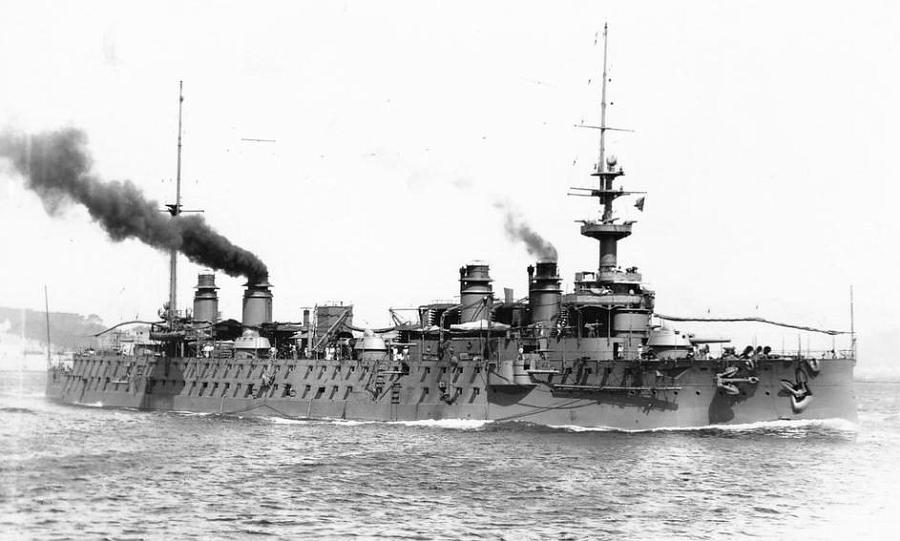
Gloire
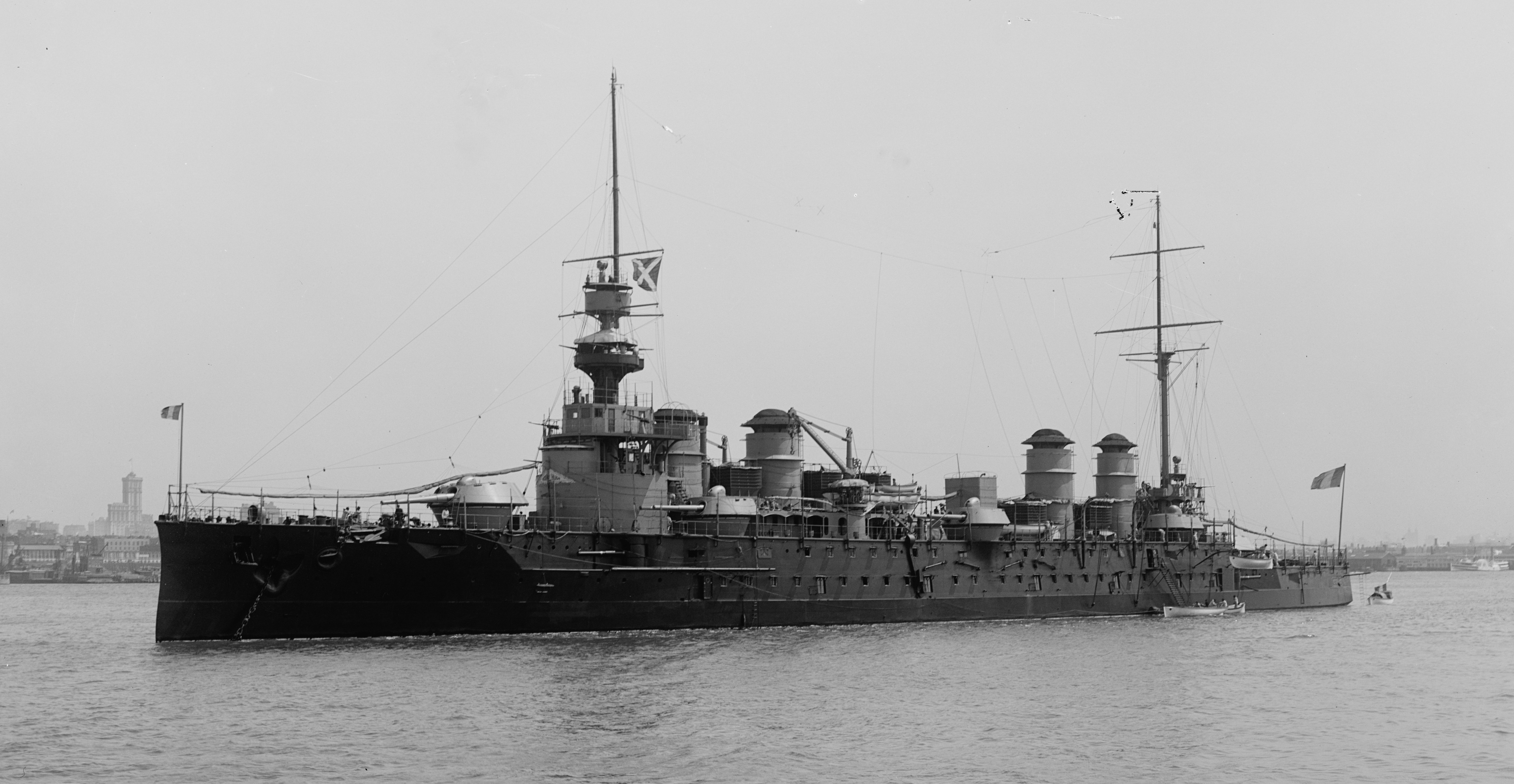
Victor Hugo
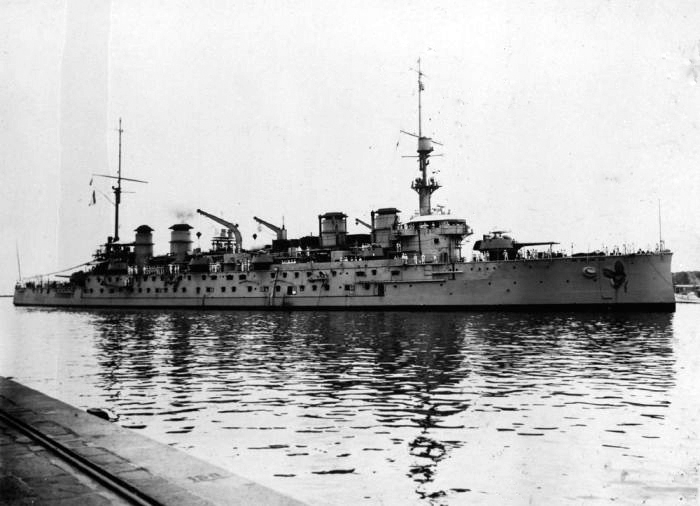
Jules Michelet
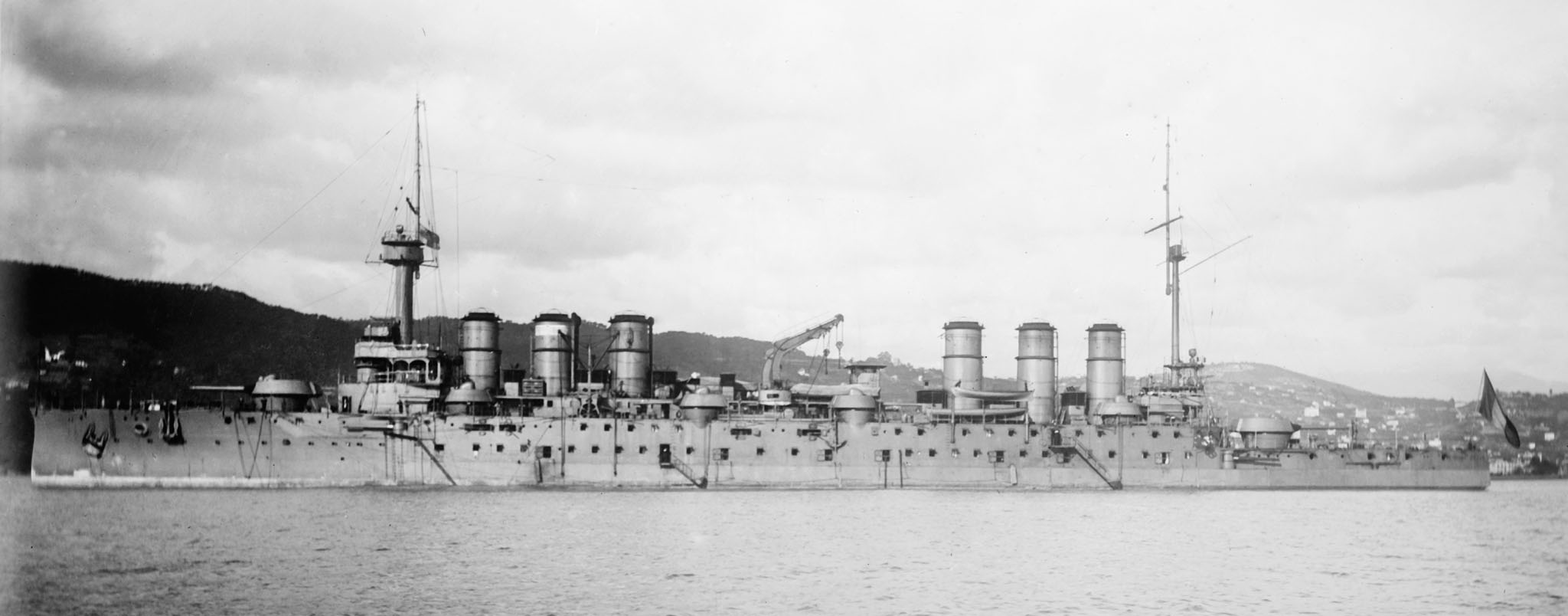
Ernest Renan
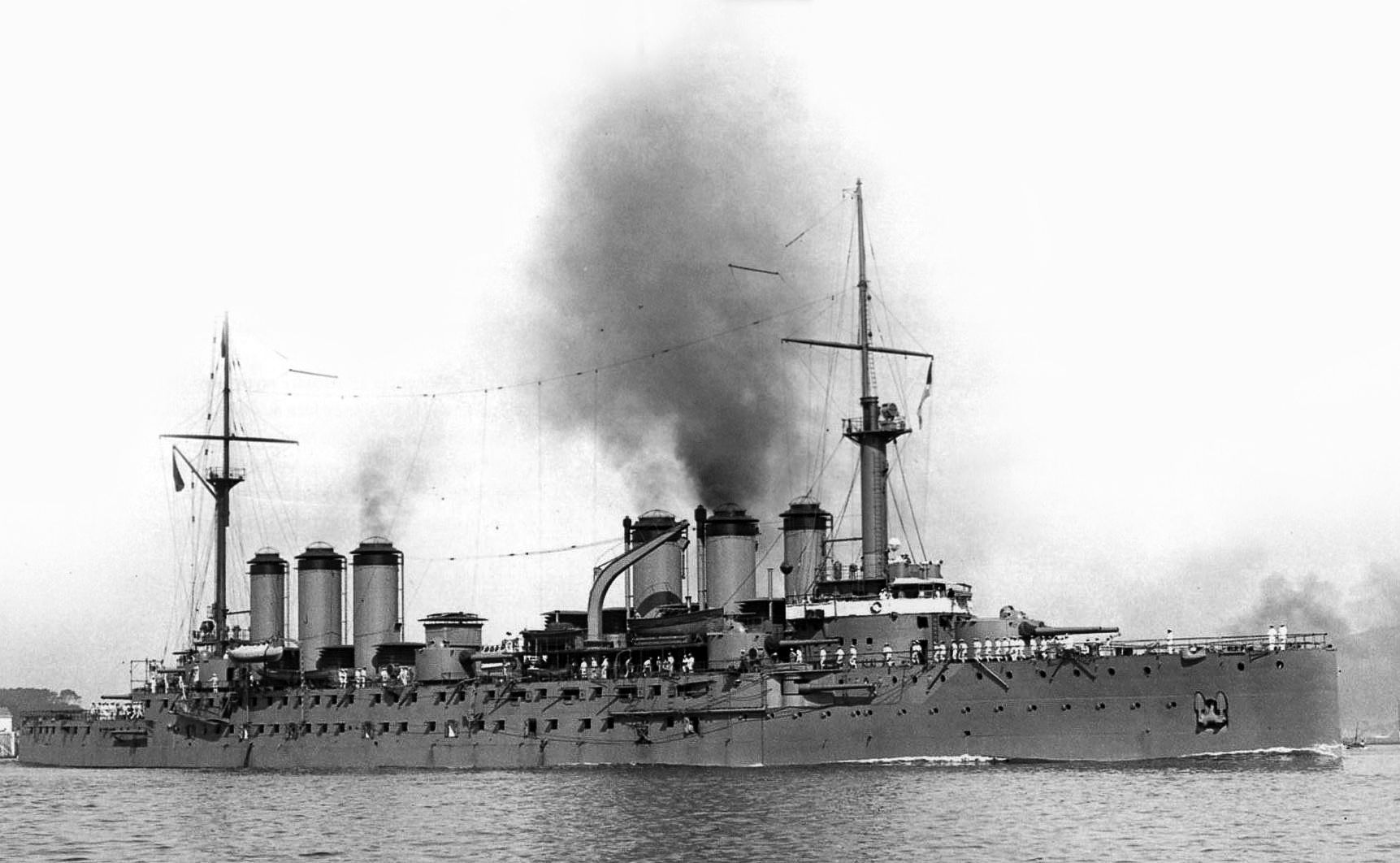
Edgar Quinet

### Griechenland
- (Italienische) Pisa-Klasse
  - Georgios Averoff (1910) – letzter und einzig erhaltener Panzerkreuzer

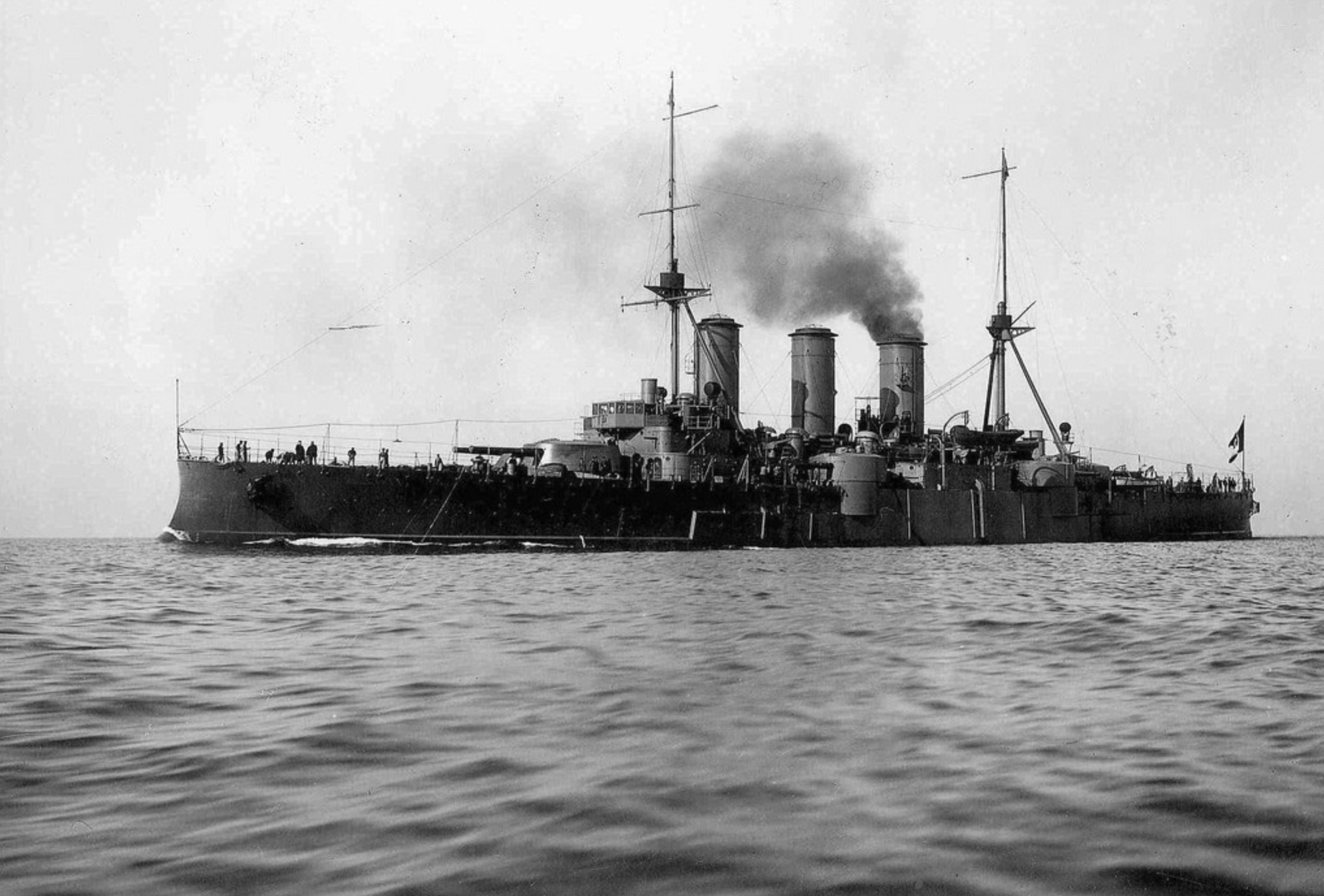
Georgios Averoff
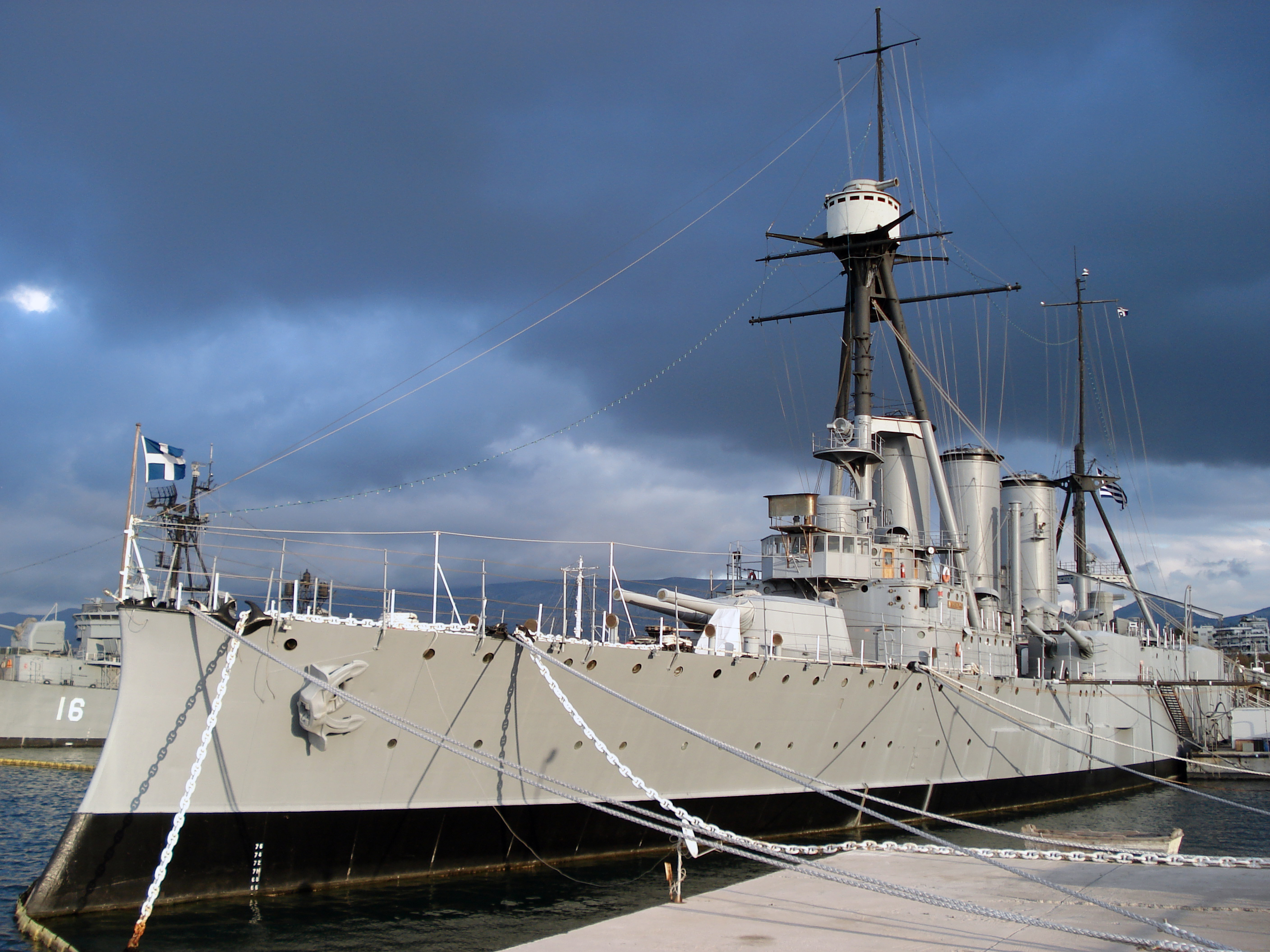
Georgios Averoff als Museumsschiff

### Großbritannien
- HMS Shannon (1875)
- Nelson-Klasse
  - HMS Nelson (1876)
  - HMS Northampton (1876)
- Imperieuse-Klasse
  - HMS Imperieuse (1883)
  - HMS Warspite (1884)
- Orlando-Klasse
  - HMS Aurora (1887)
  - HMS Australia (1886)
  - HMS Galatea (1887)
  - HMS Immortalité (1887)
  - HMS Narcissus (1886)
  - HMS Orlando (1886)
  - HMS Undaunted (1886)
- Cressy-Klasse
  - HMS Aboukir (1900)
  - HMS Bacchante (1901)
  - HMS Cressy (1899)
  - HMS Euryalus (1901)
  - HMS Hogue (1900)
  - HMS Sutlej (1899)
- Drake-Klasse
  - HMS Drake (1901)
  - HMS Good Hope (1901, urspr. Africa)
  - HMS King Alfred (1901)
  - HMS Leviathan (1901)
- Monmouth-Klasse
  - HMS Bedford (1901)
  - HMS Berwick (1902)
  - HMS Cornwall (1902)
  - HMS Cumberland (1902)
  - HMS Donegal (1902)
  - HMS Essex (1901)
  - HMS Kent (1901)
  - HMS Lancaster (1902)
  - HMS Monmouth (1901)
  - HMS Suffolk (1903)
- Devonshire-Klasse
  - HMS Antrim (1903)
  - HMS Argyll (1904)
  - HMS Carnarvon (1903)
  - HMS Devonshire (1904)
  - HMS Hampshire (1903)
  - HMS Roxburgh (1904)
- Duke-of-Edinburgh-Klasse
  - HMS Duke of Edinburgh (1904)
  - HMS Black Prince (1904)
- Warrior-Klasse
  - HMS Achilles (1905)
  - HMS Cochrane (1905)
  - HMS Natal (1905)
  - HMS Warrior (1905)
- Minotaur-Klasse
  - HMS Defence (1907)
  - HMS Minotaur (1906)
  - HMS Shannon (1906)

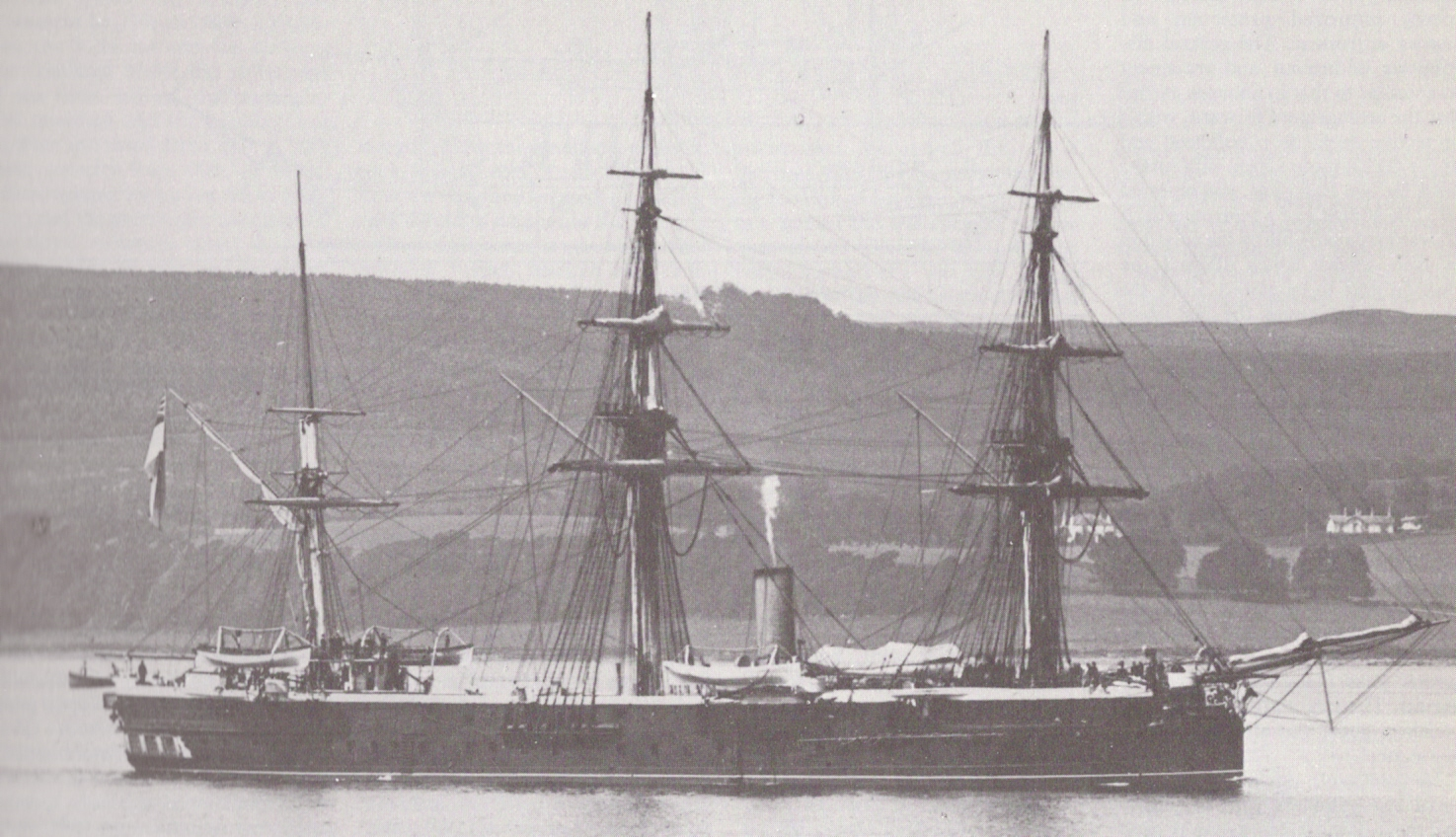
HMS Shannon
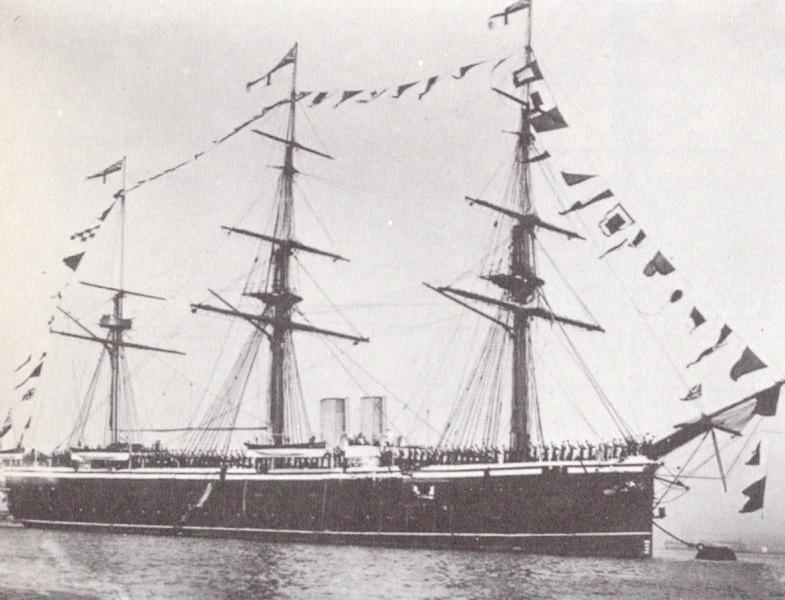
HMS Northampton
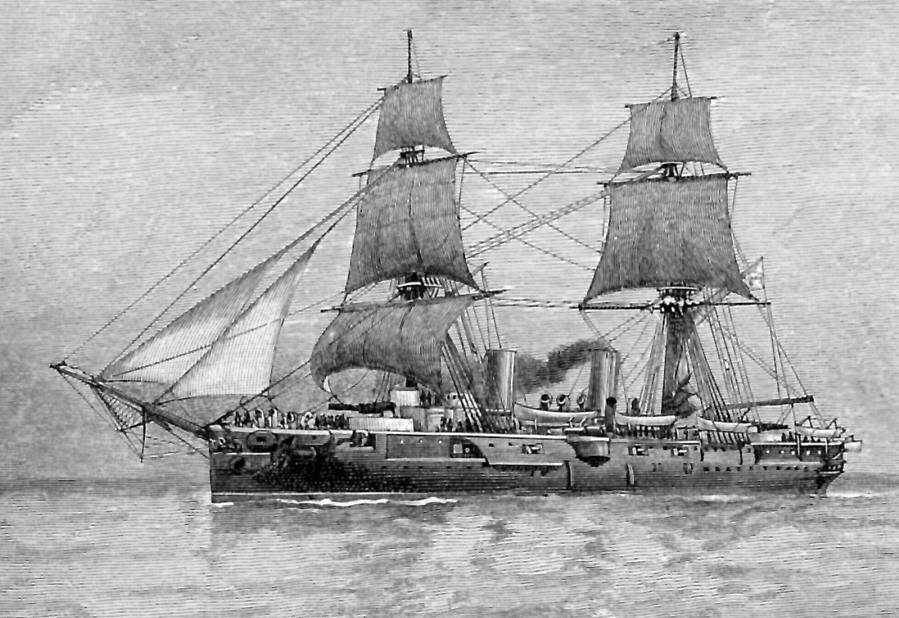
HMS Warspite
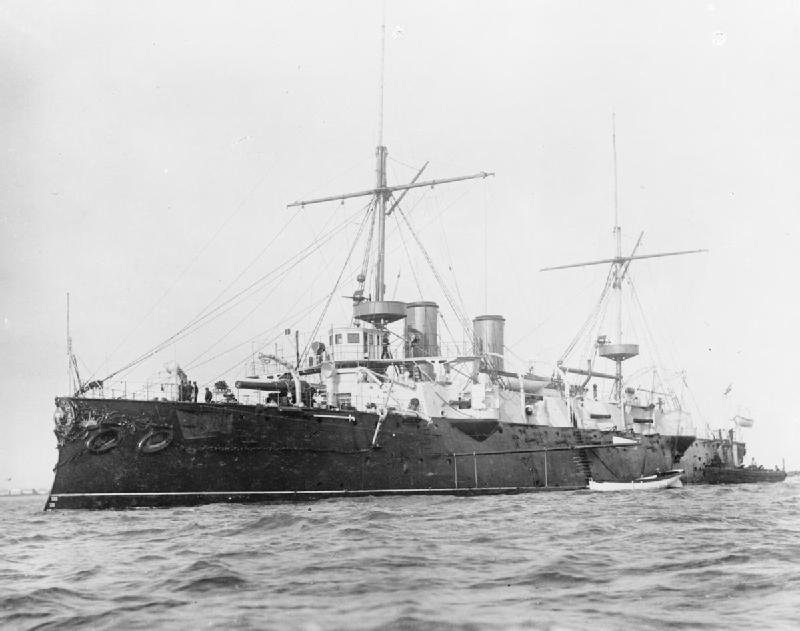
HMS Aurora
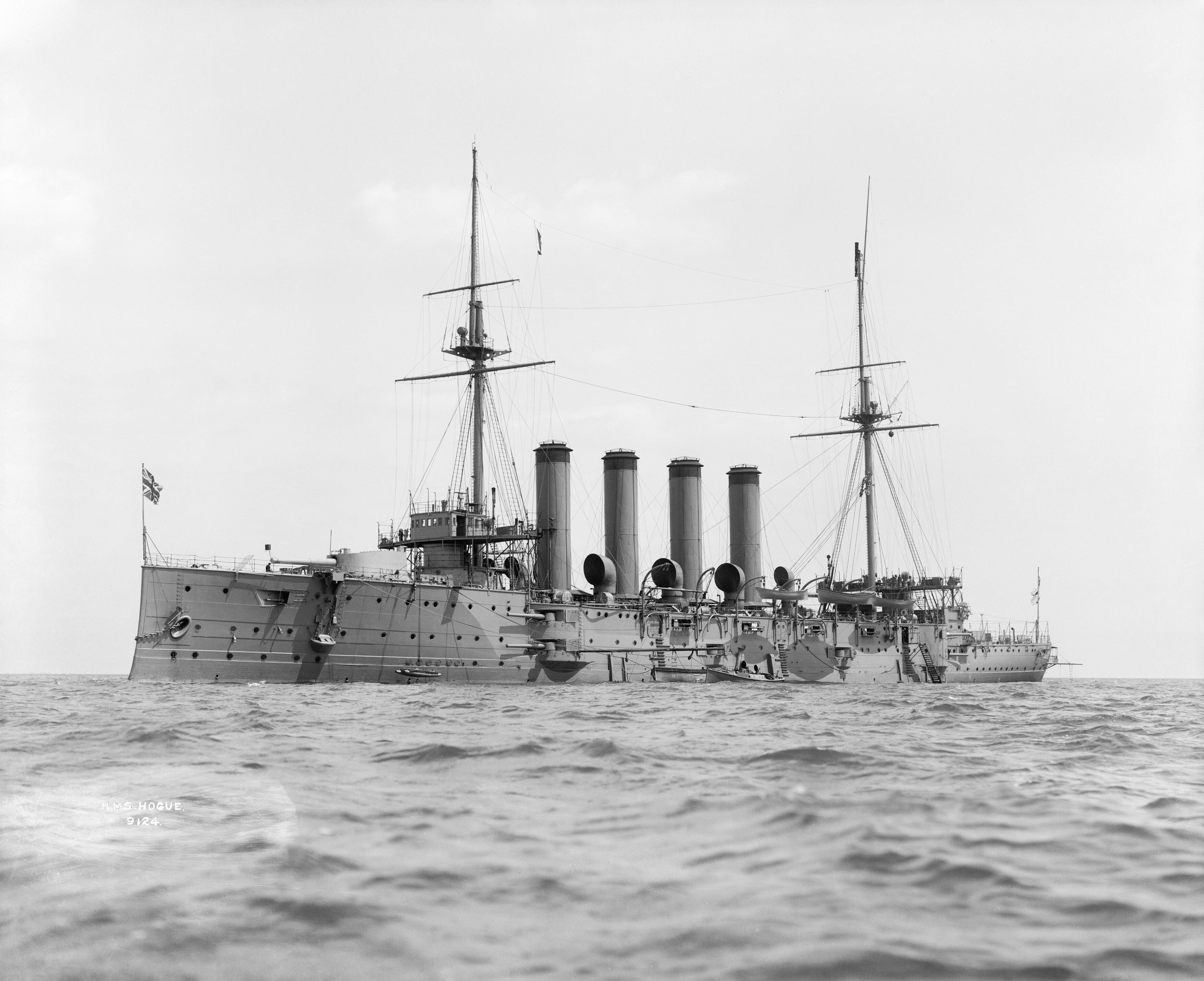
HMS Hogue
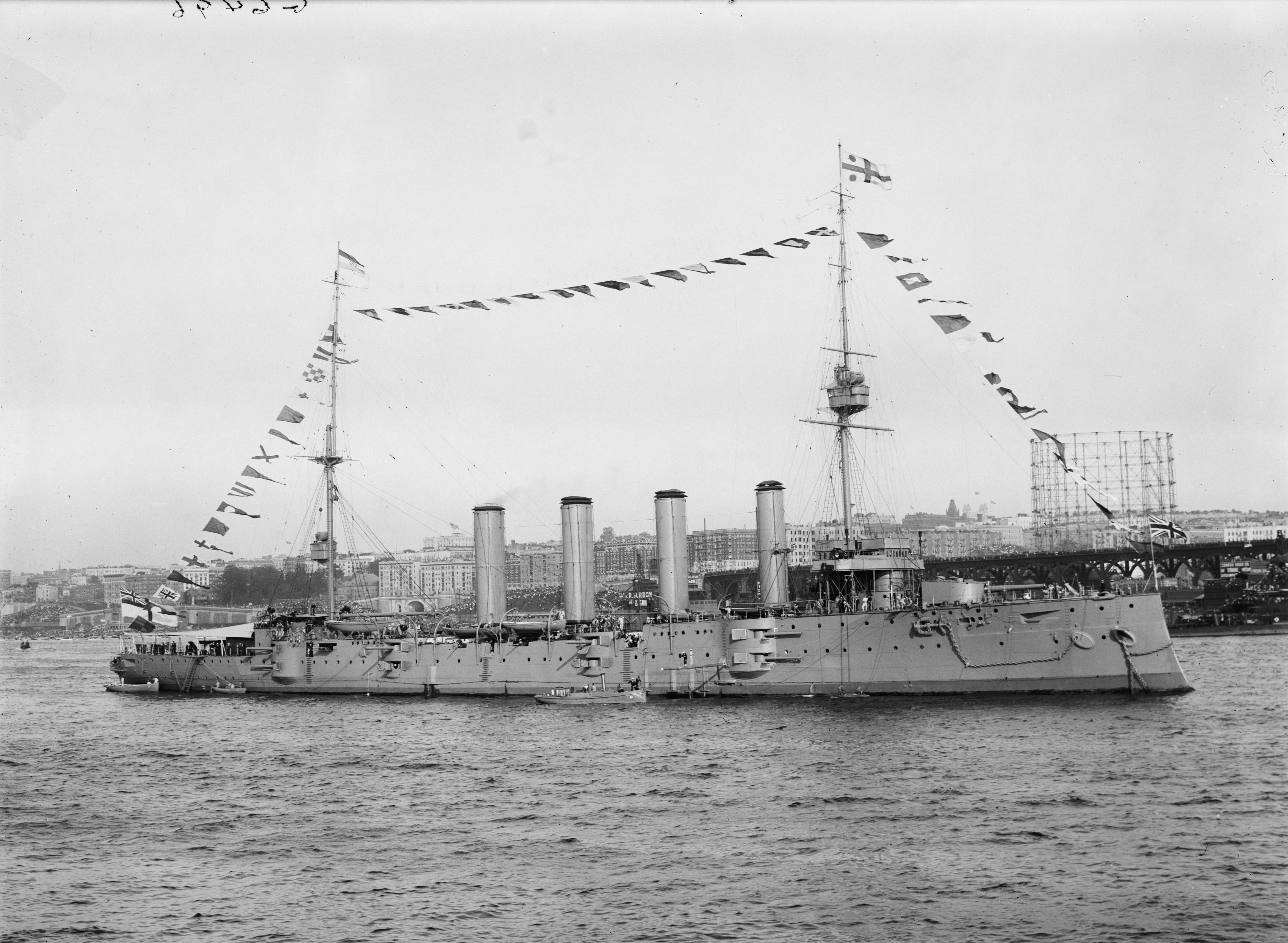
HMS Drake
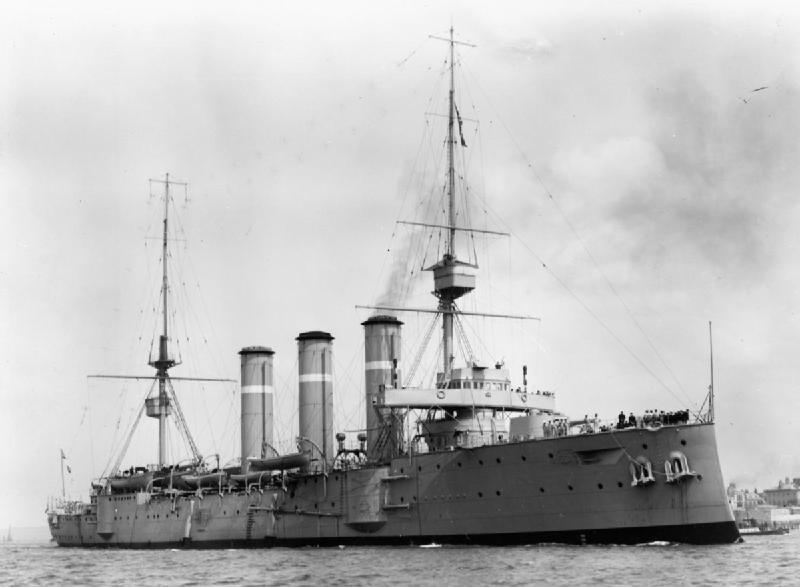
HMS Cumberland
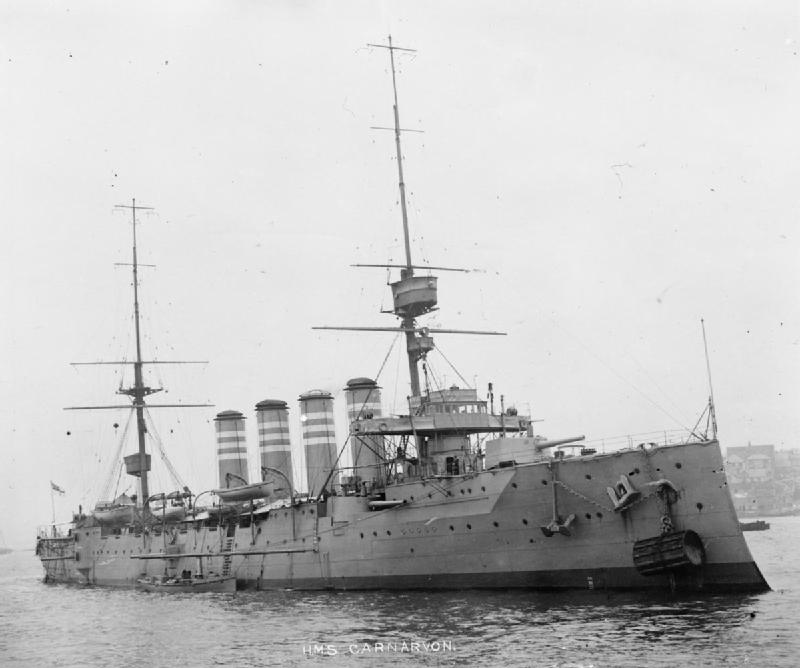
HMS Carnarvon
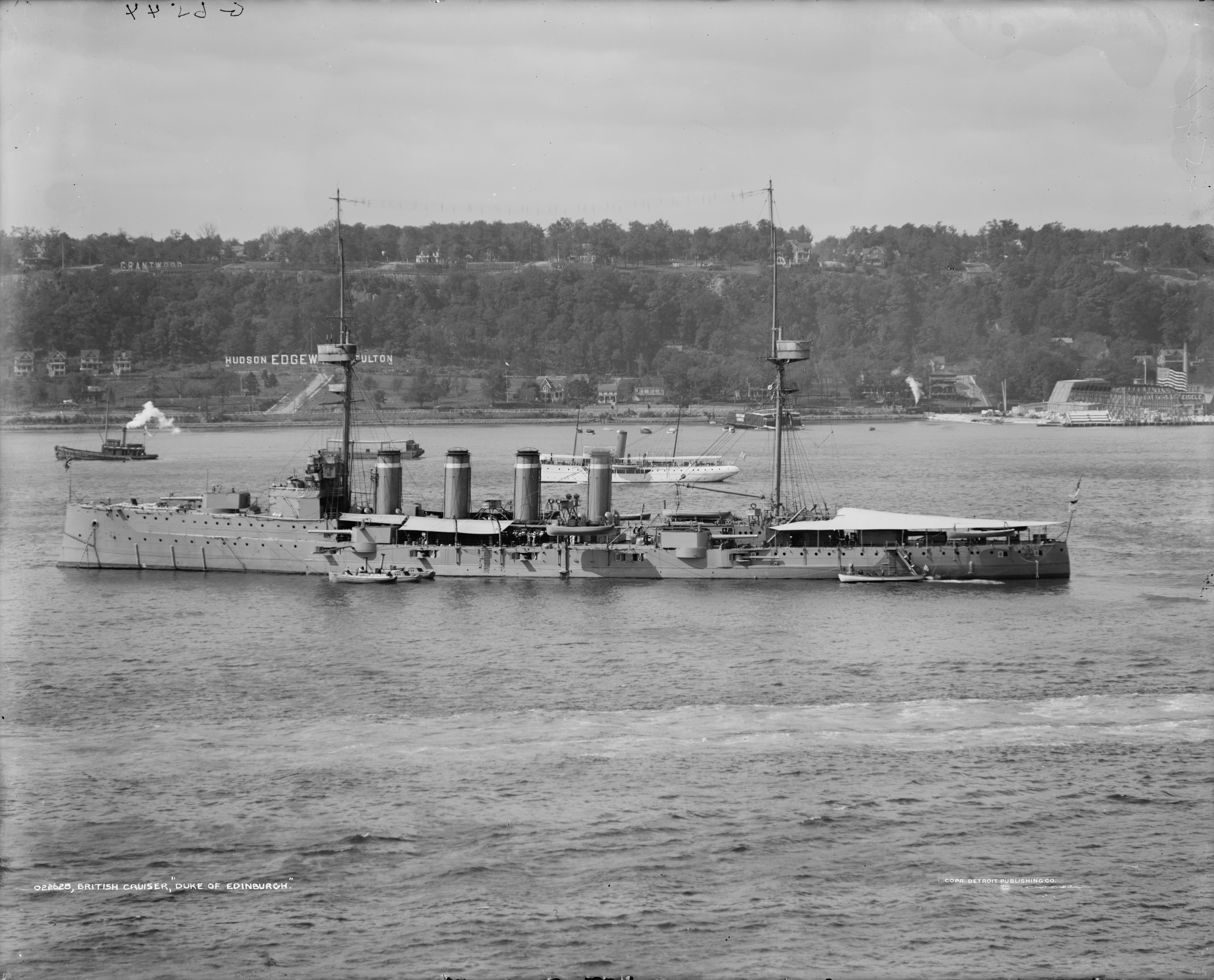
HMS Duke of Edinburgh
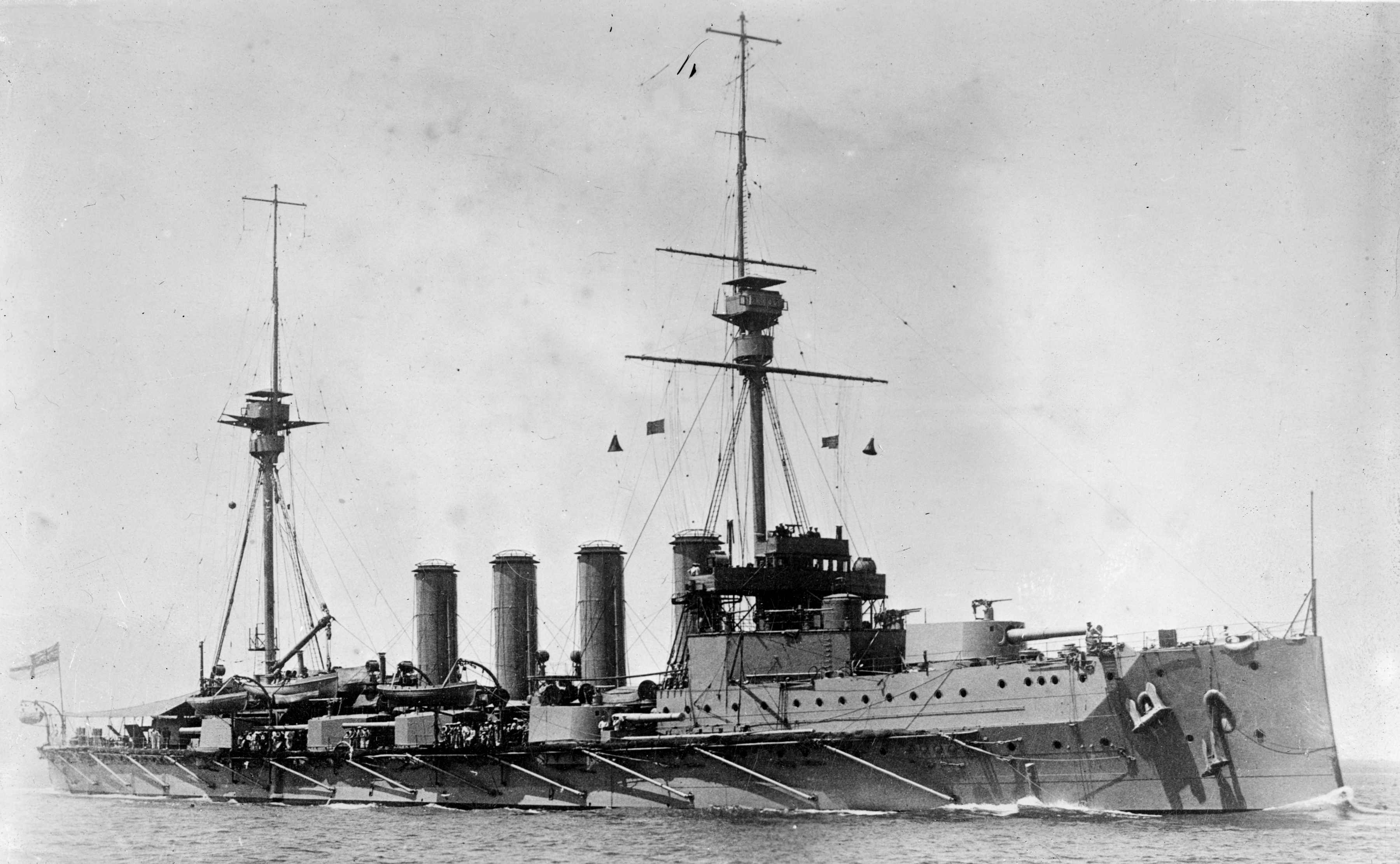
HMS Achilles
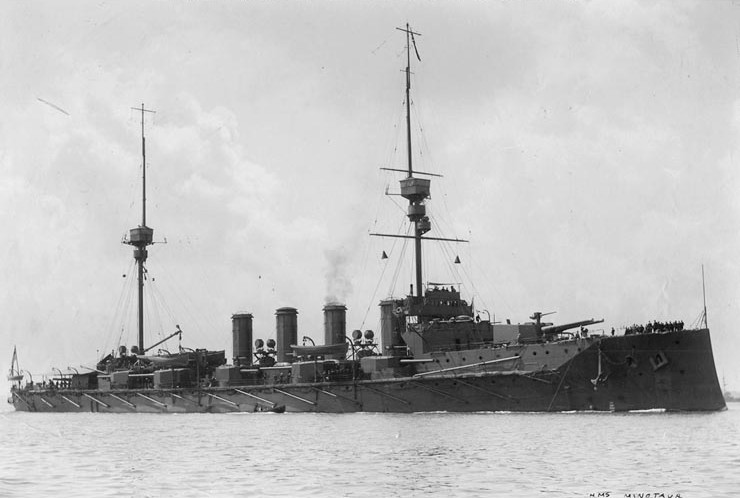
HMS Minotaur

### Italien
- RN Marco Polo (1892)
- Vettor-Pisani-Klasse
  - RN Vettor Pisani (1895)
  - RN Carlo Alberto (1896)
- Giuseppe-Garibaldi-Klasse
  - RN Varese (1899)
  - RN Giuseppe Garibaldi (1899)
  - RN Francesco Ferruccio (1902)
- Pisa-Klasse
  - RN Pisa (1907)
  - RN Amalfi (1908)
- San-Giorgio-Klasse
  - RN San Giorgio (1908)
  - RN San Marco (1908)

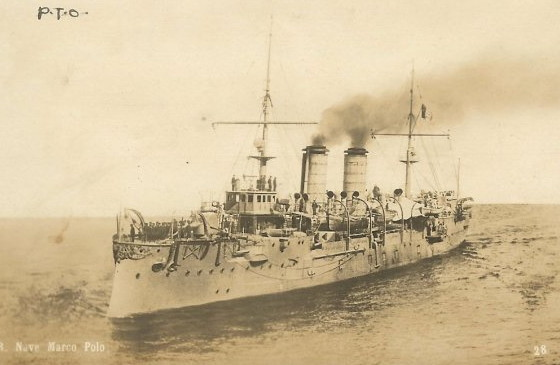
RN Marco Polo
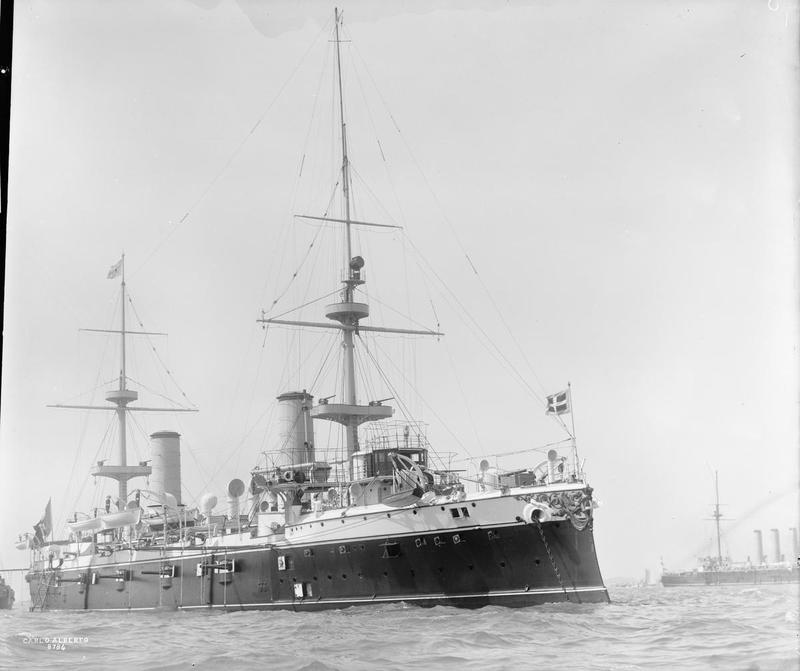
RN Carlo Alberto
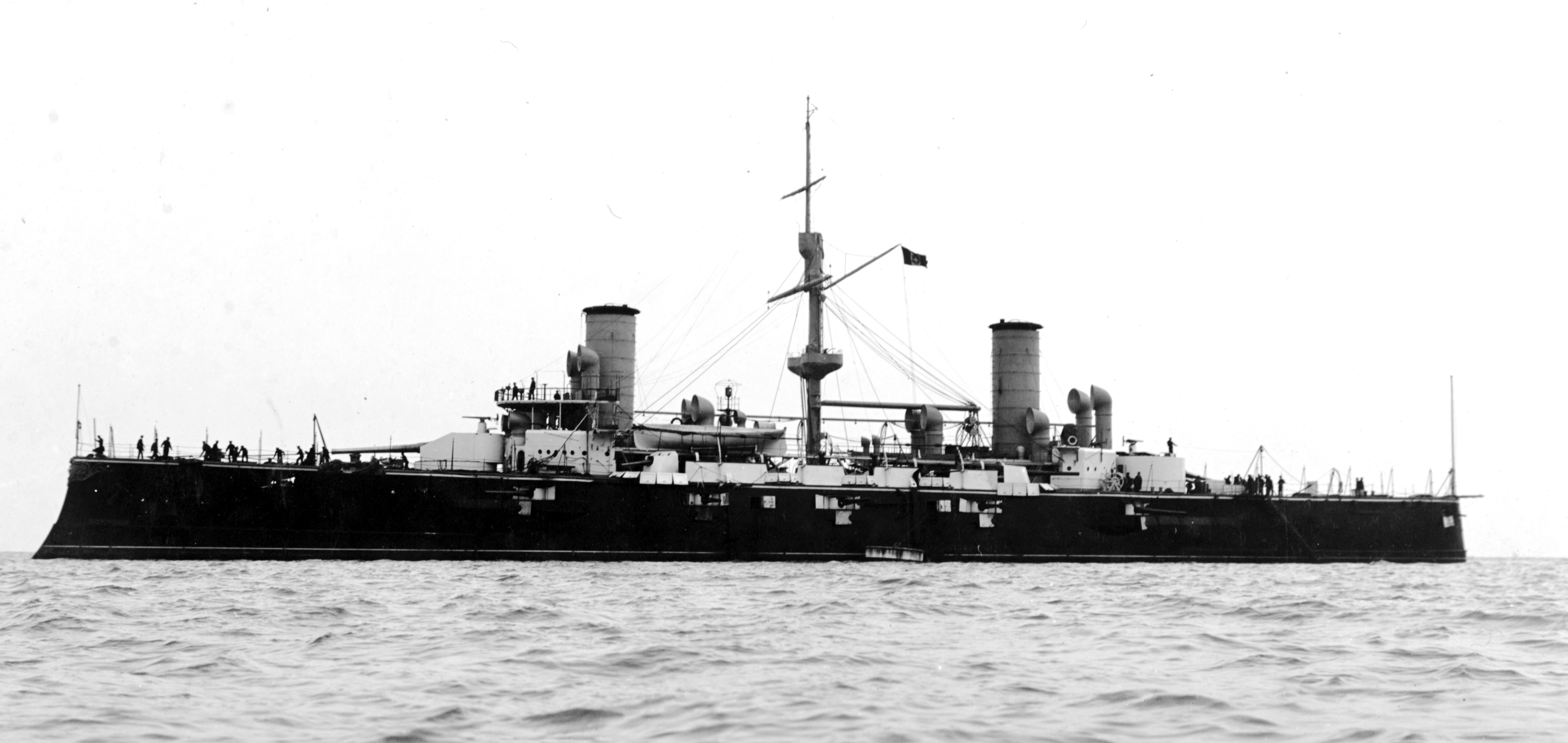
RN Varese
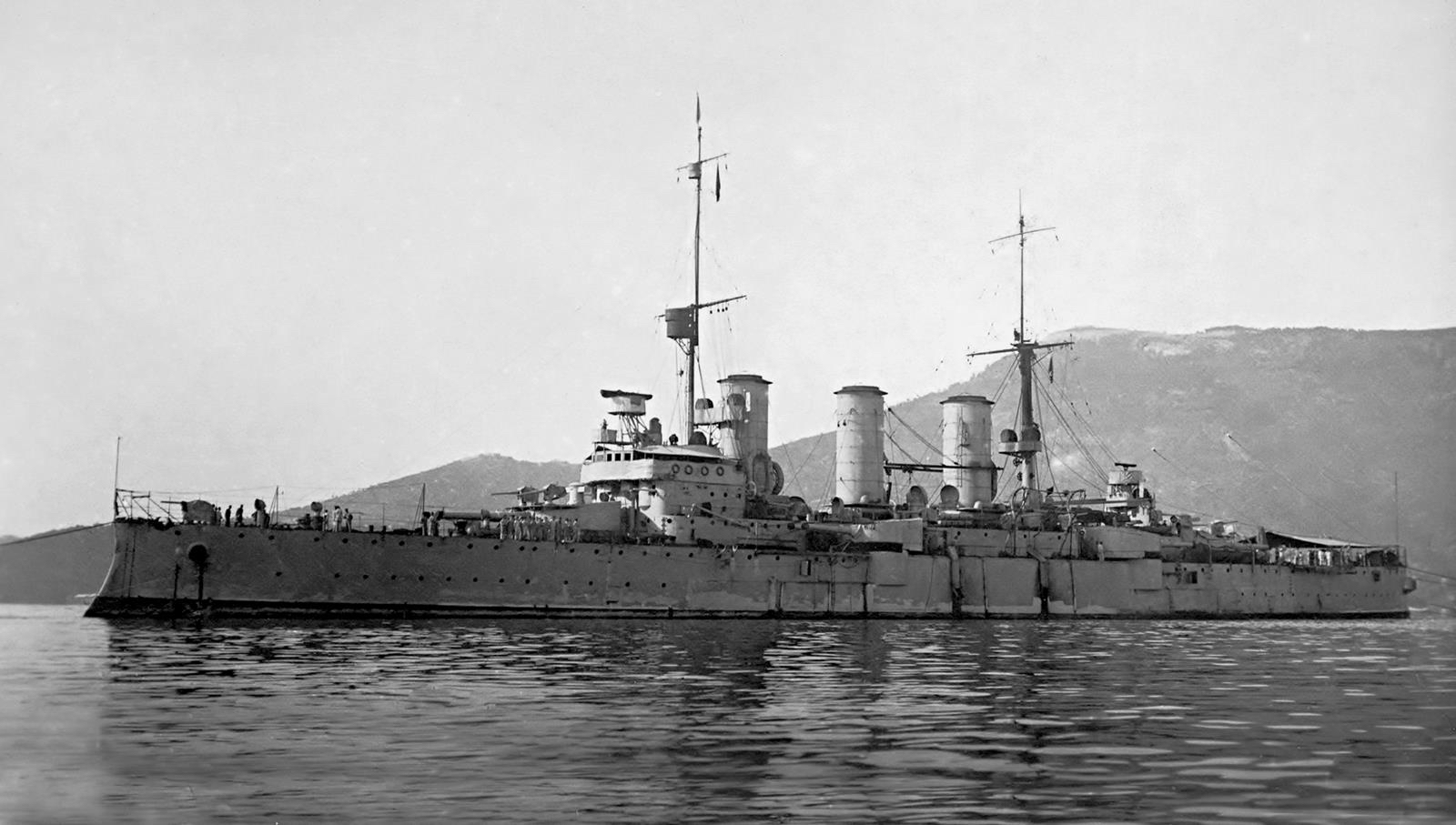
RN Pisa
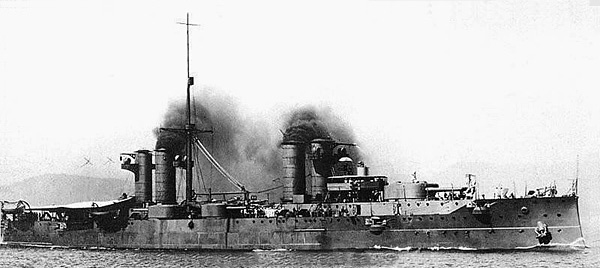
RN San Marco

### Japan
- Kongō-Klasse
  - Kongō (1877)
  - Hiei (1877)
- Chiyoda (1890)
- Asama-Klasse
  - Asama (1898)
  - Tokiwa (1898)
- Yakumo (1899)
- Azuma (1899)
- Izumo-Klasse
  - Izumo (1899)
  - Iwate (1900)
- (Italienische) Giuseppe-Garibaldi-Klasse
  - Kasuga (1902, urspr. argent. Mitre/Rivadavia)
  - Nisshin (1903, urspr. argent. Roca/Mariano Morena)
- Aso (1900, ex russ. Bajan, 1905 erbeutet)
- Tsukuba-Klasse
  - Tsukuba (1905)
  - Ikoma (1906)
- Ibuki-Klasse
  - Ibuki (1907)
  - Kurama (1905)

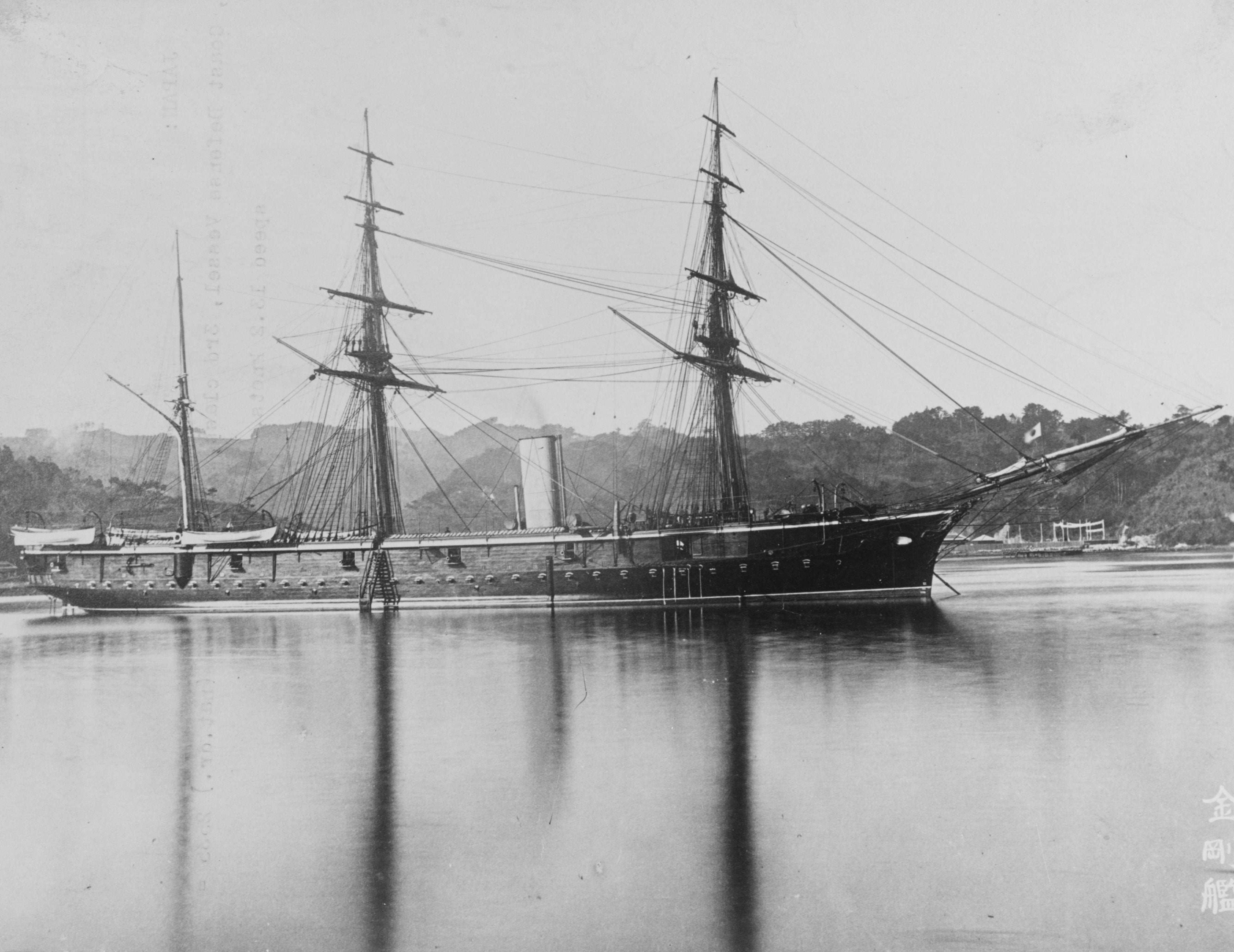
Kongō
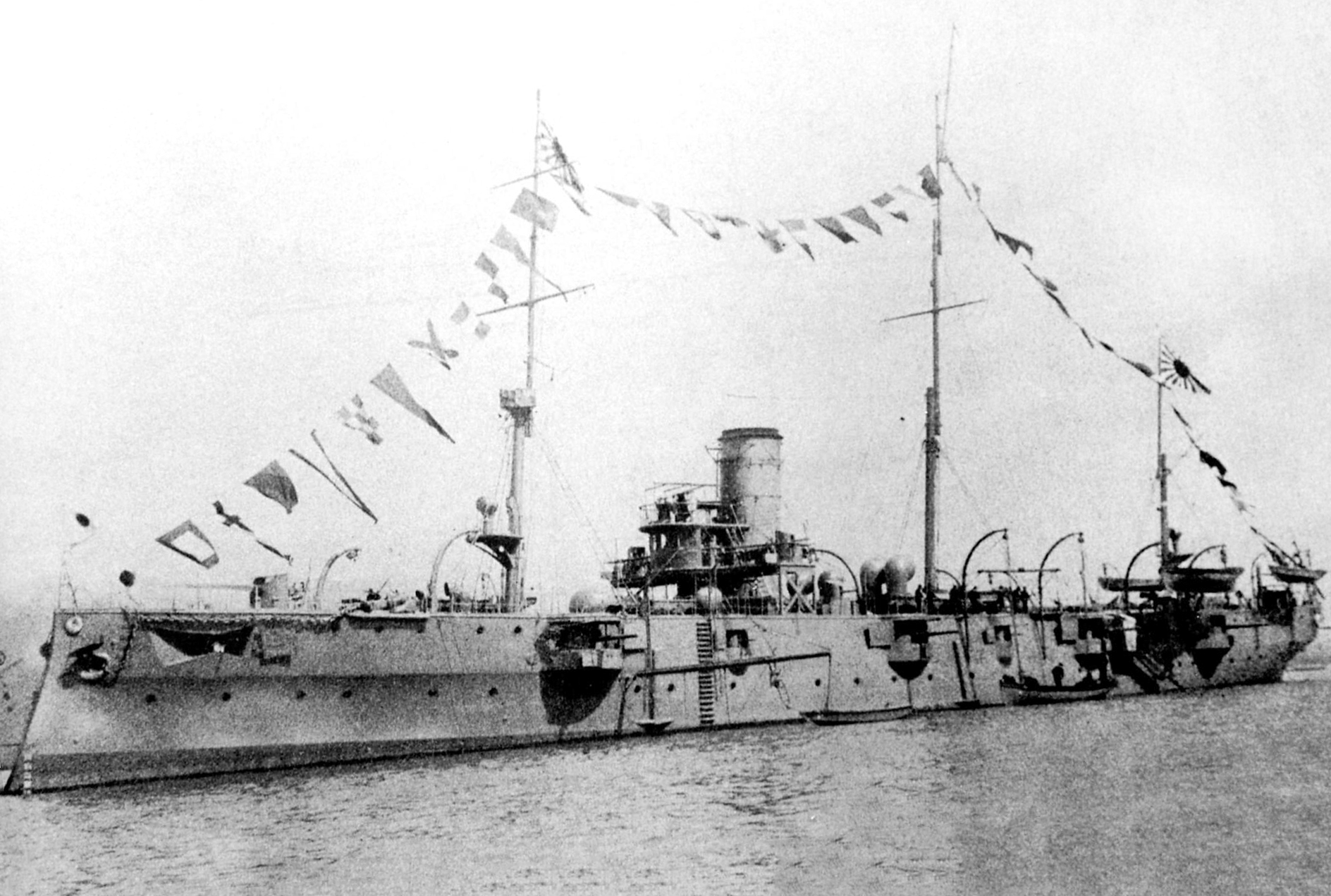
Chiyoda
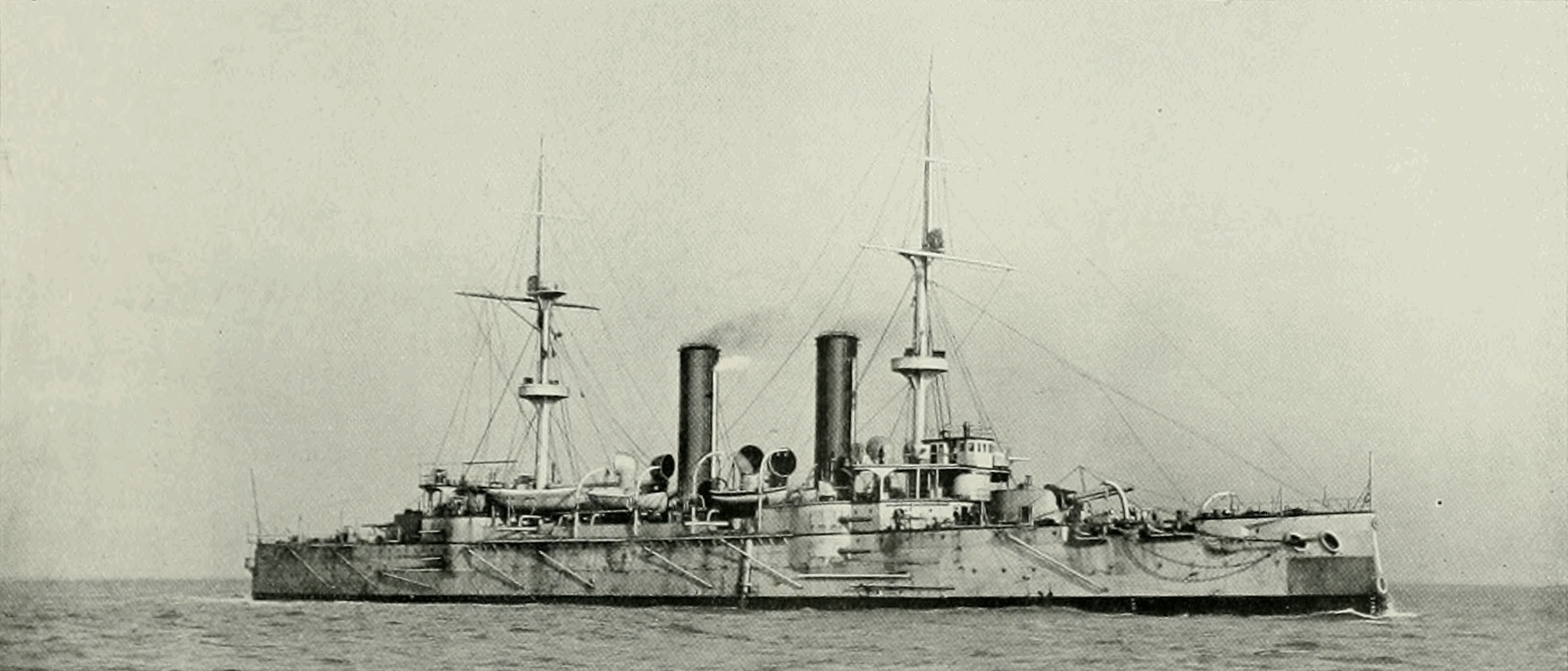
Asama
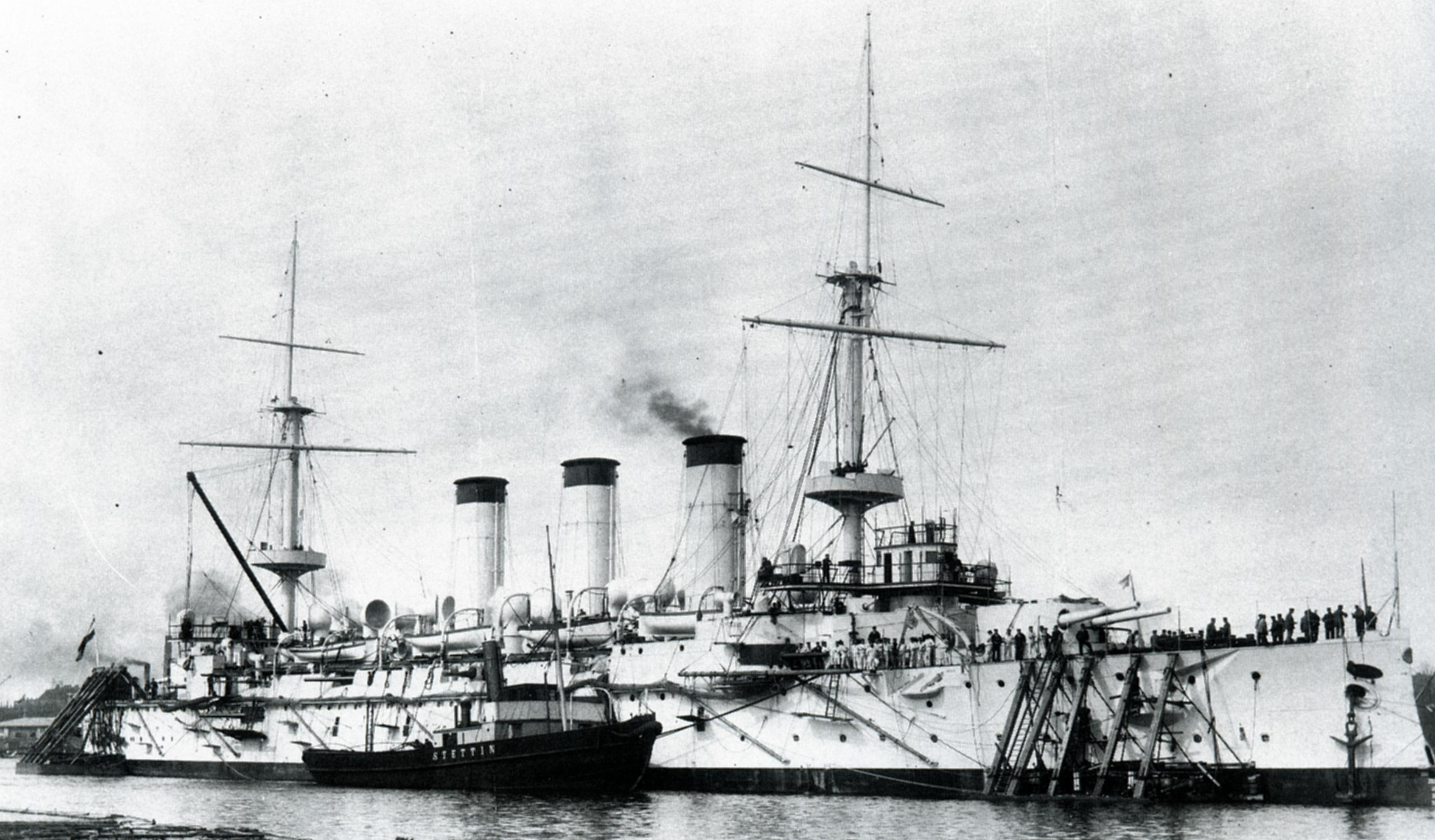
Yakumo
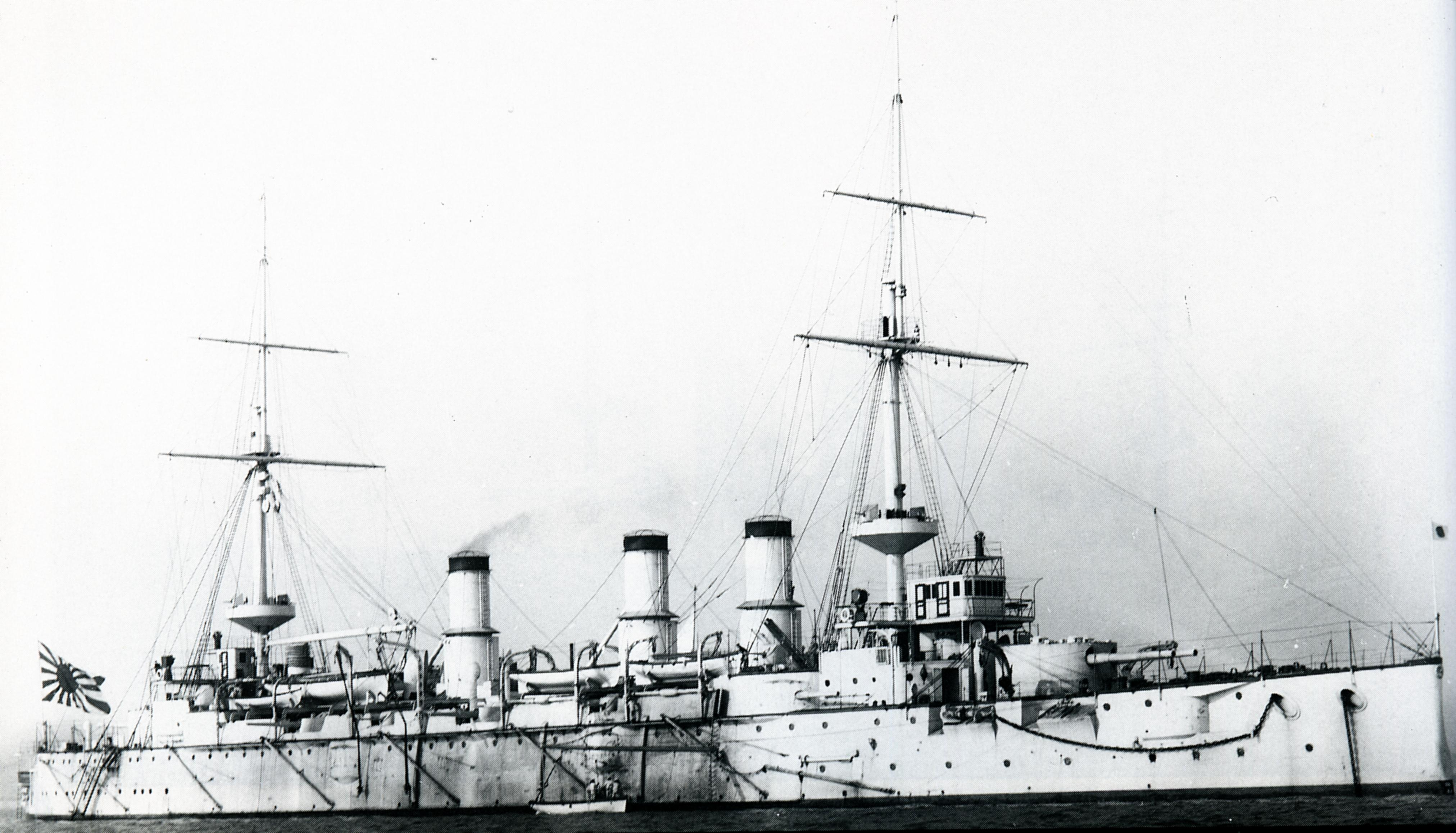
Azuma
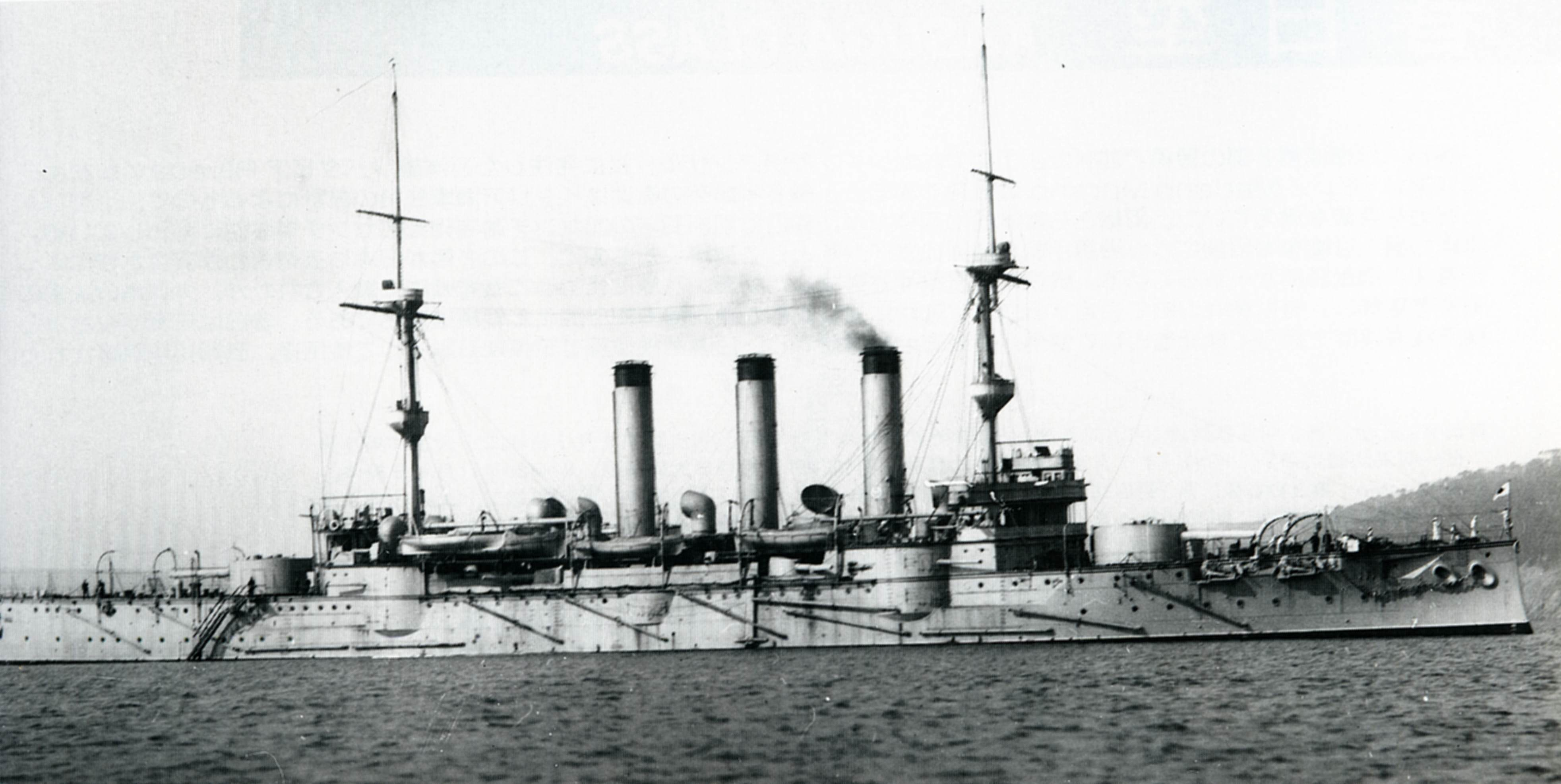
Iwate
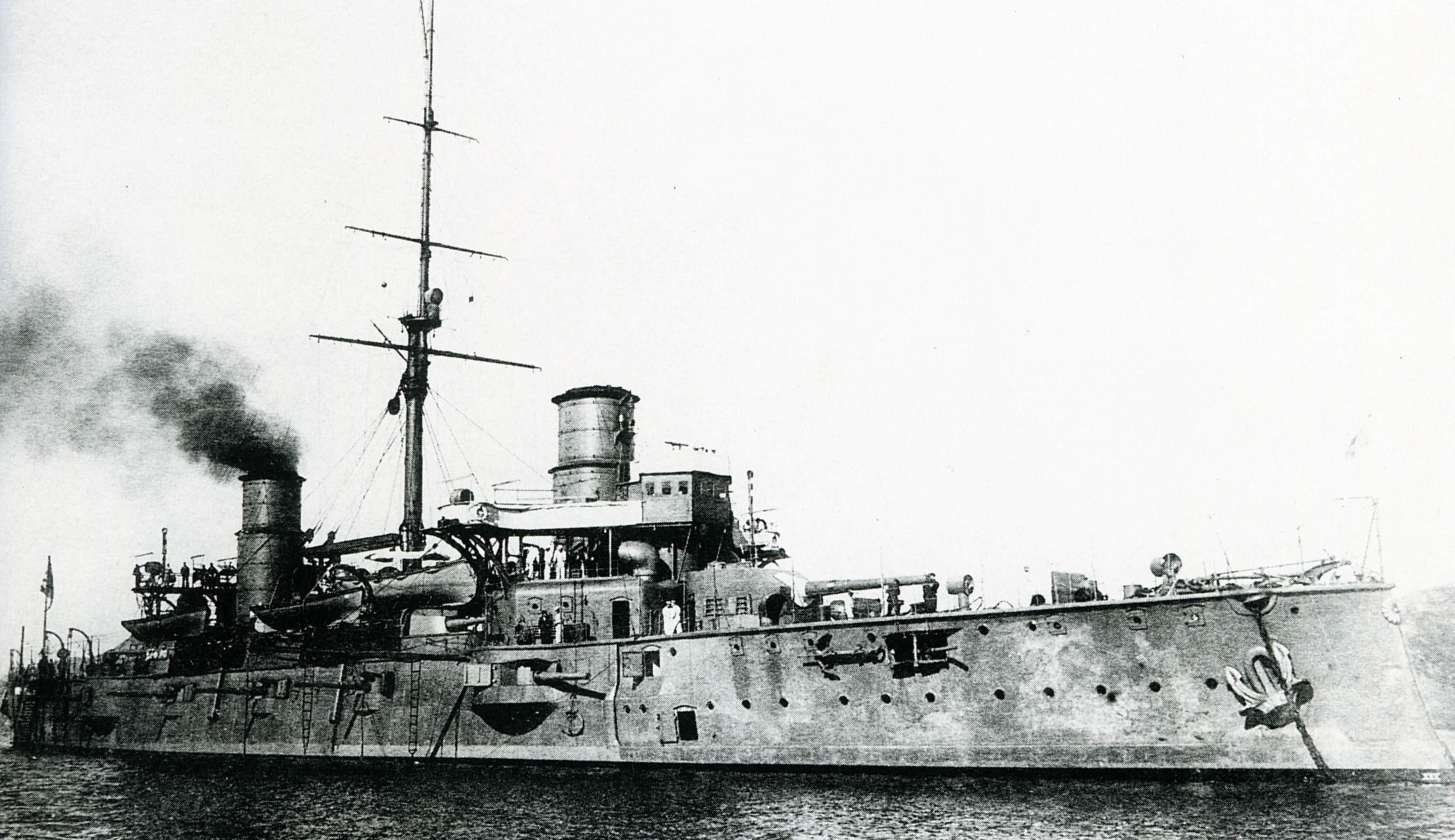
Kasuga
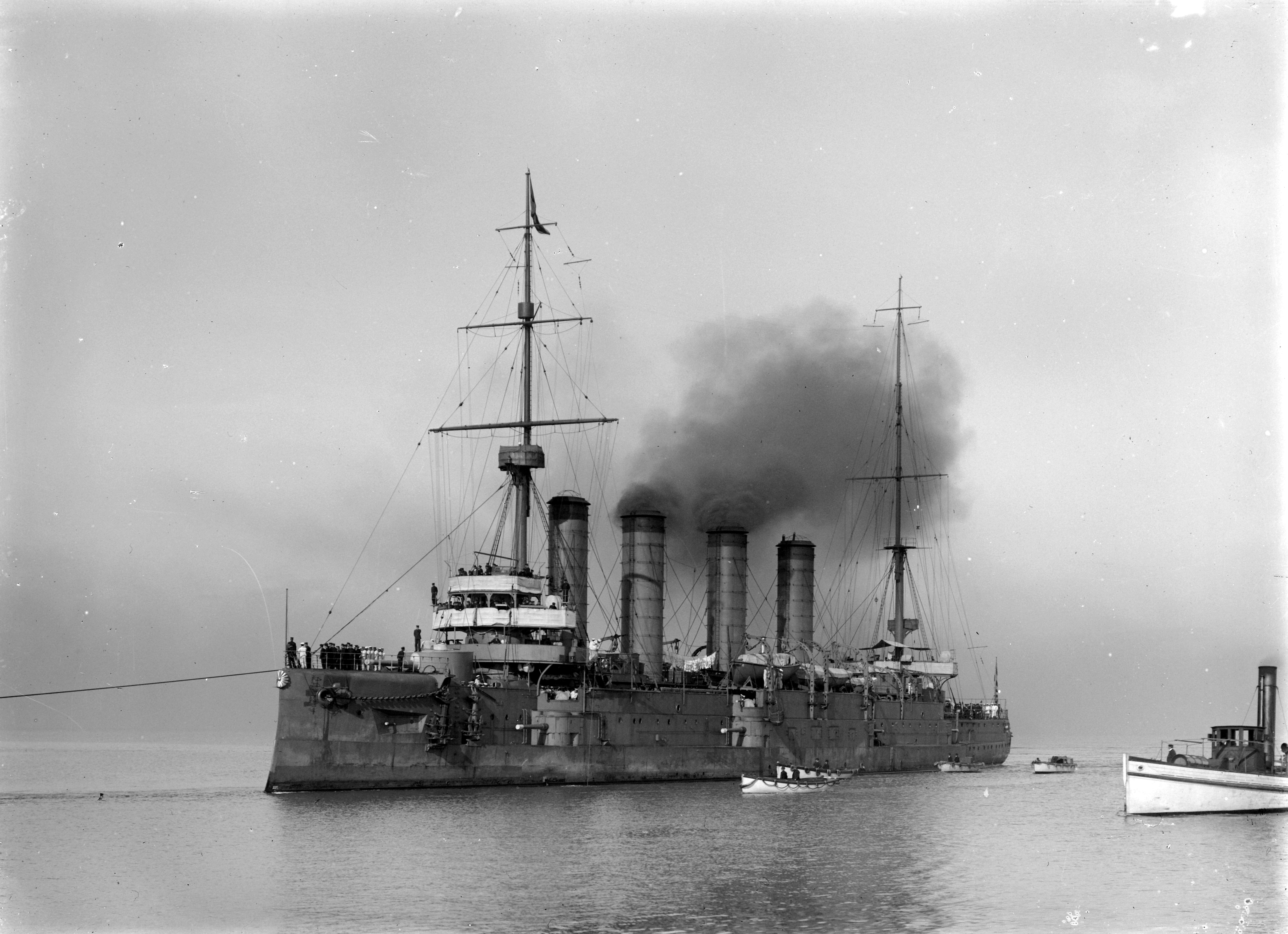
Aso
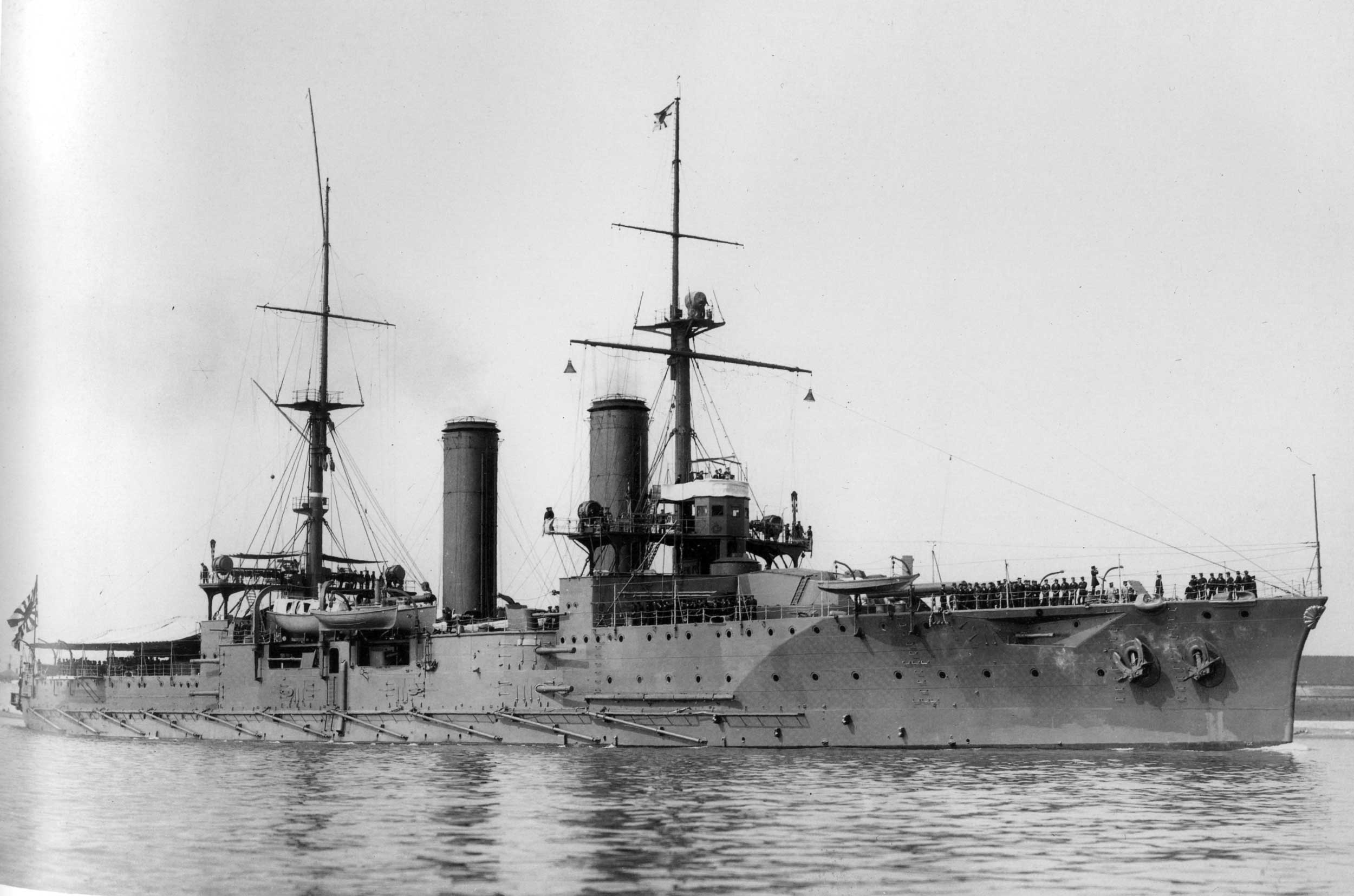
Tsukuba
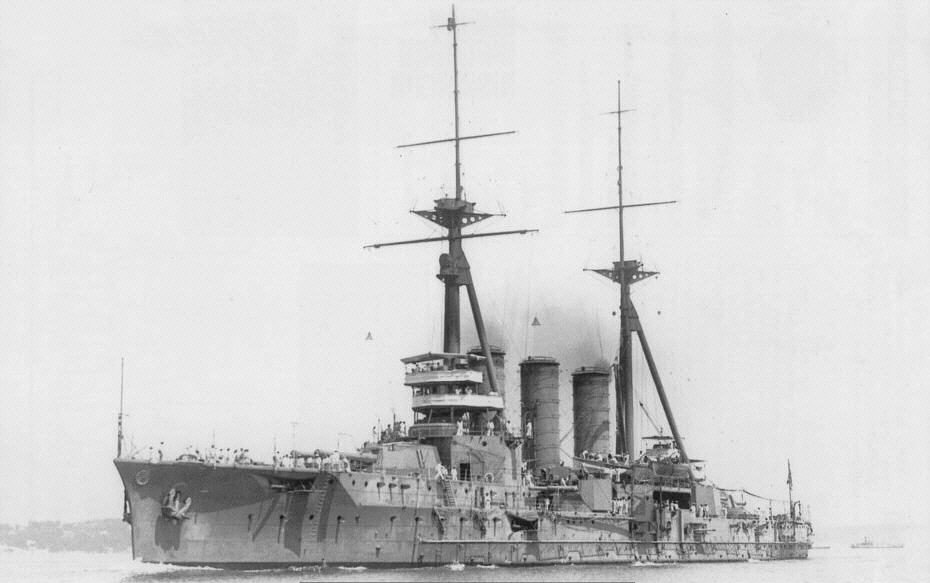
Kurama

### Österreich-Ungarn
- Kaiserin und Königin Maria Theresia (1893)
- Kaiser Karl VI. (1898)
- Sankt Georg (1905)

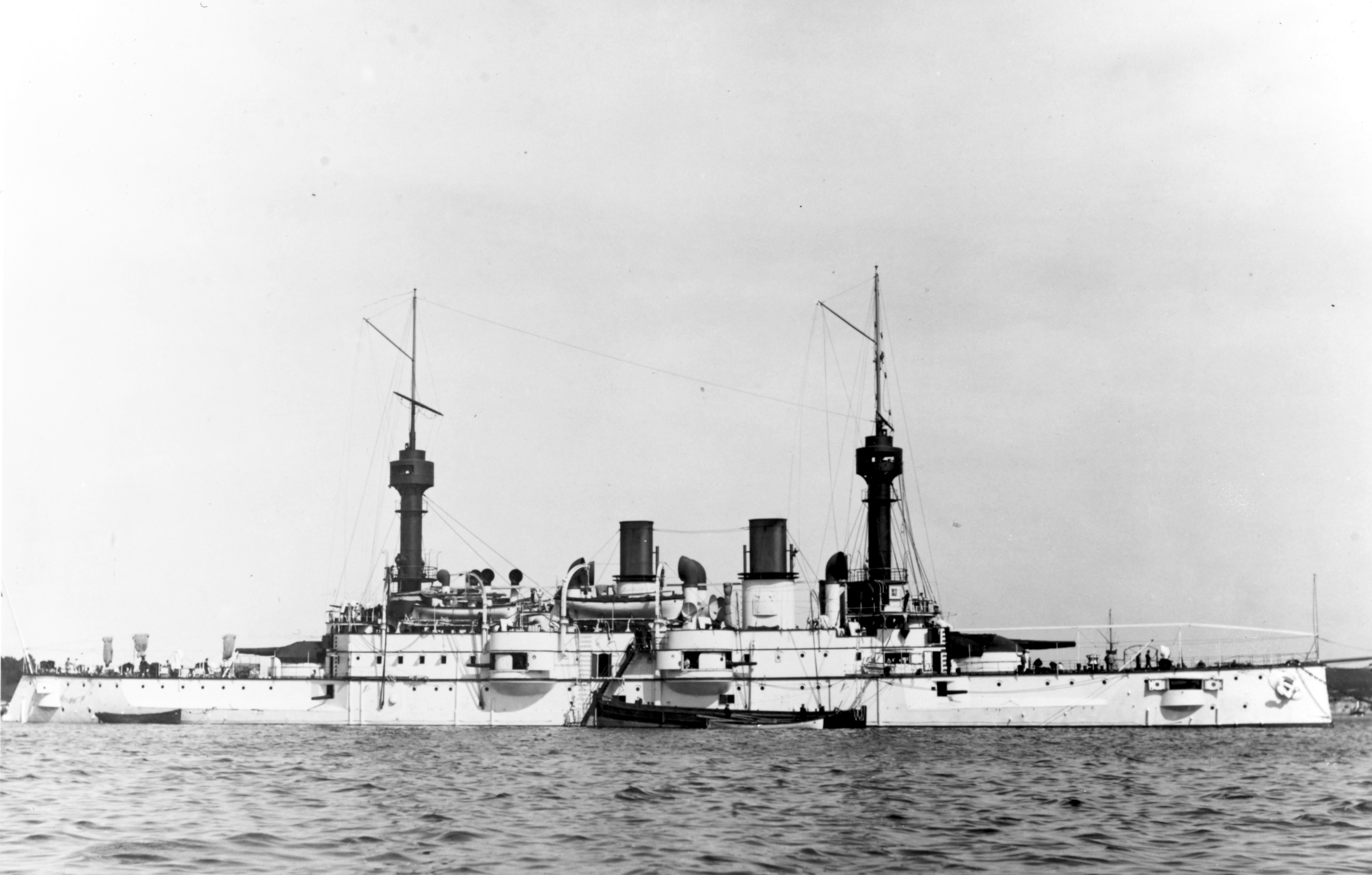
Kaiserin und Königin Maria Theresia
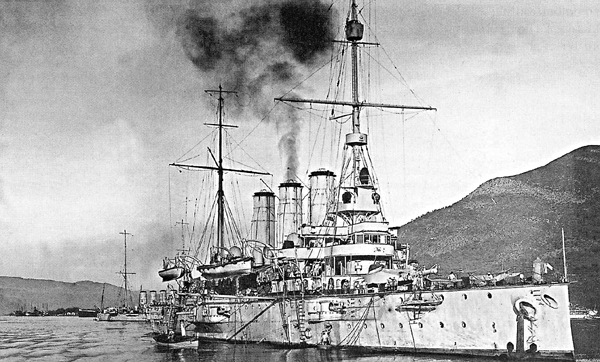
Kaiser Karl VI.
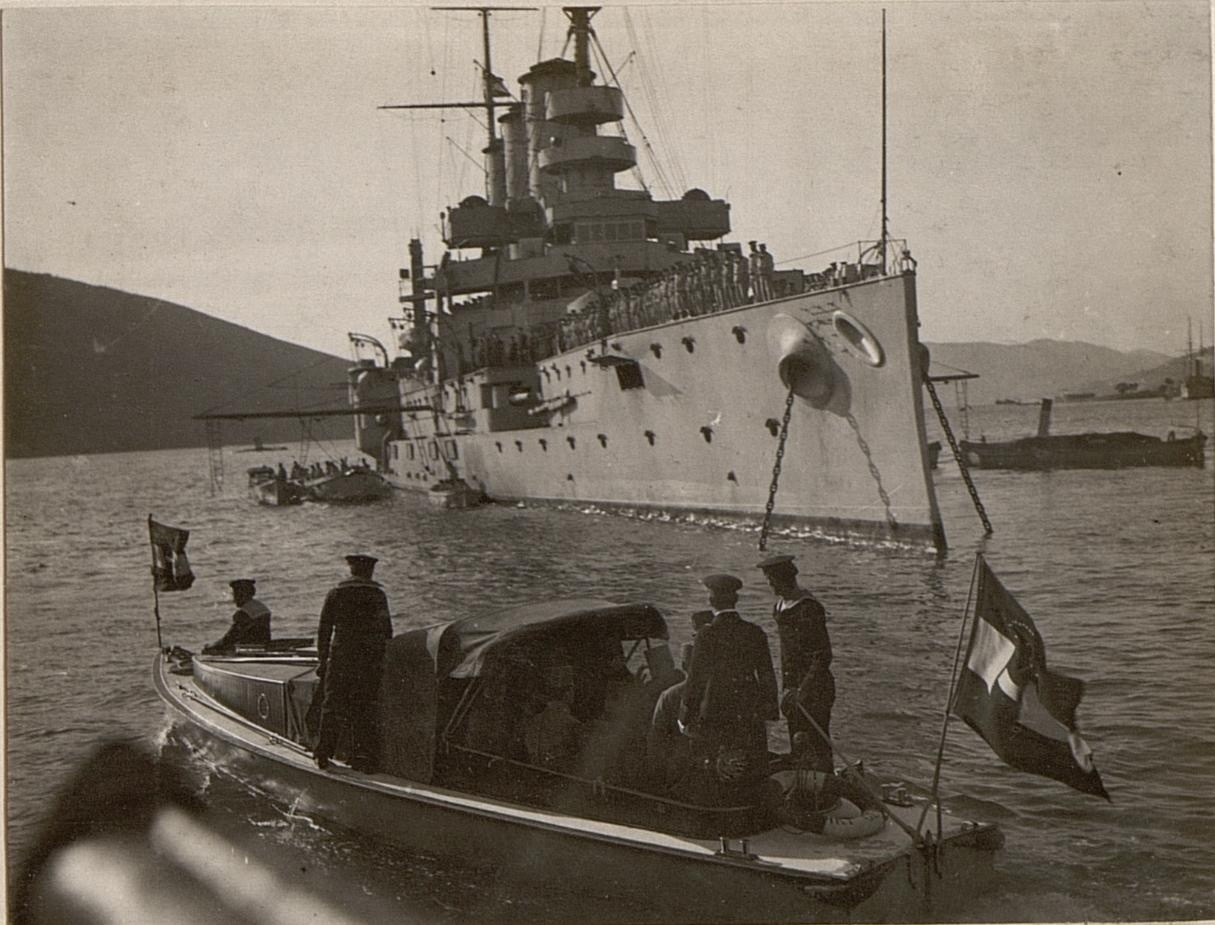
Sankt Georg

### Russland
- General-Admiral-Klasse
  - General-Admiral (1873) – erster Panzerkreuzer
  - Gerzog Edinburgski (1875)
- Minin (1869, umgebaut 1870–78)
- Wladimir Monomach (1882)
- Dmitri Donskoi (1883)
- Admiral Nachimow (1885)
- Pamjat Asowa (1888)
- Rurik (1892)
- Rossija (1896)
- Gromoboi (1899)
- Bajan-Klasse
  - Bajan (1900)
  - Admiral Makarow (1906)
  - Pallada (1906)
  - Bajan (1907)
- Rurik (1906)

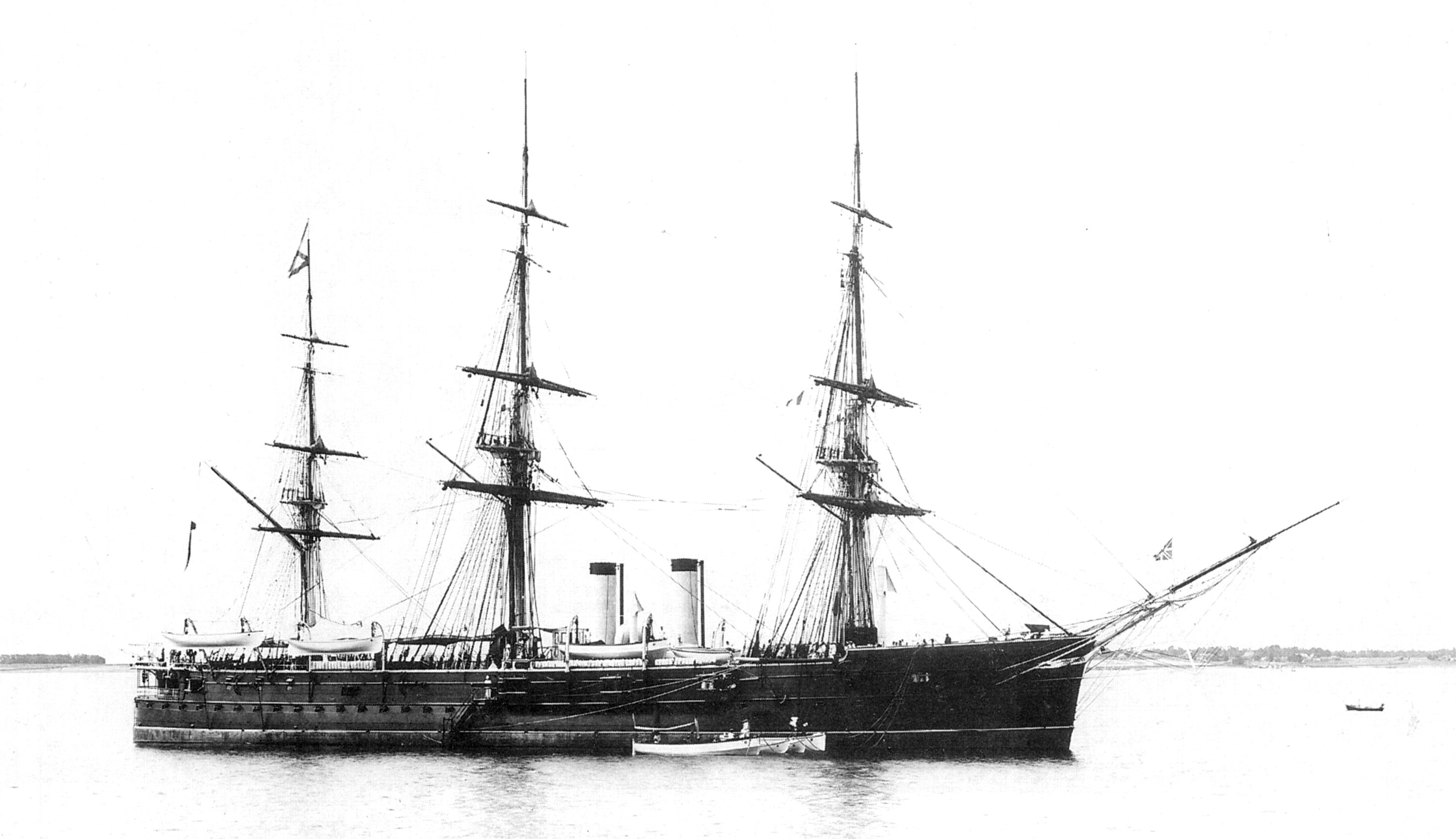
General-Admiral
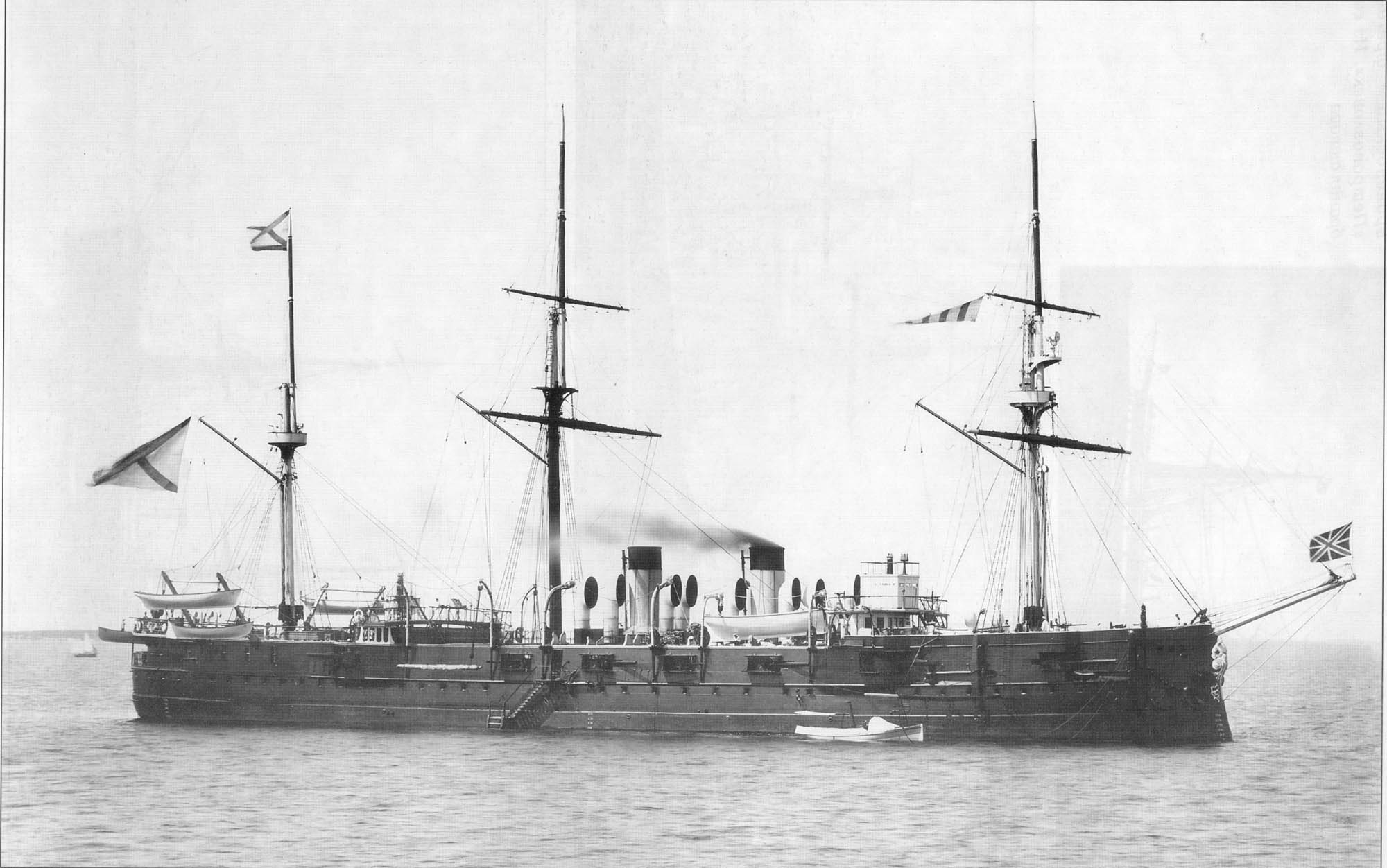
Minin
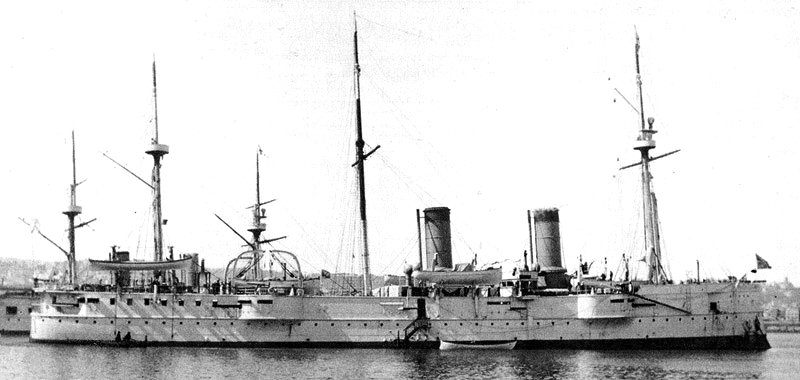
Wladimir Monomach
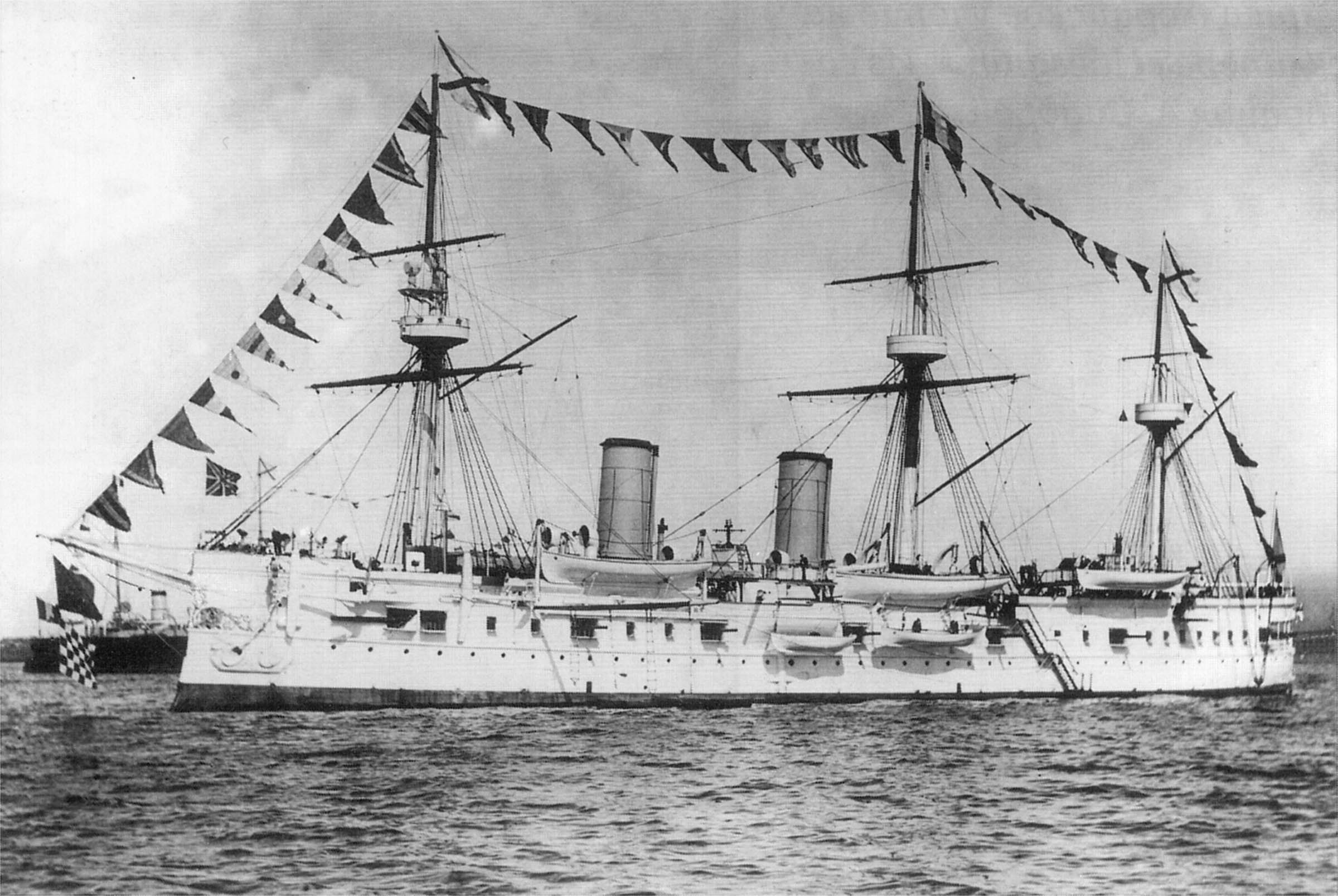
Dmitri Donskoi
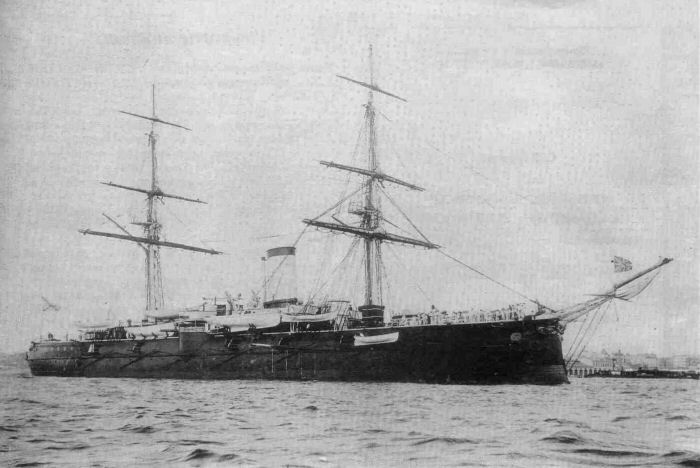
Admiral Nachimow
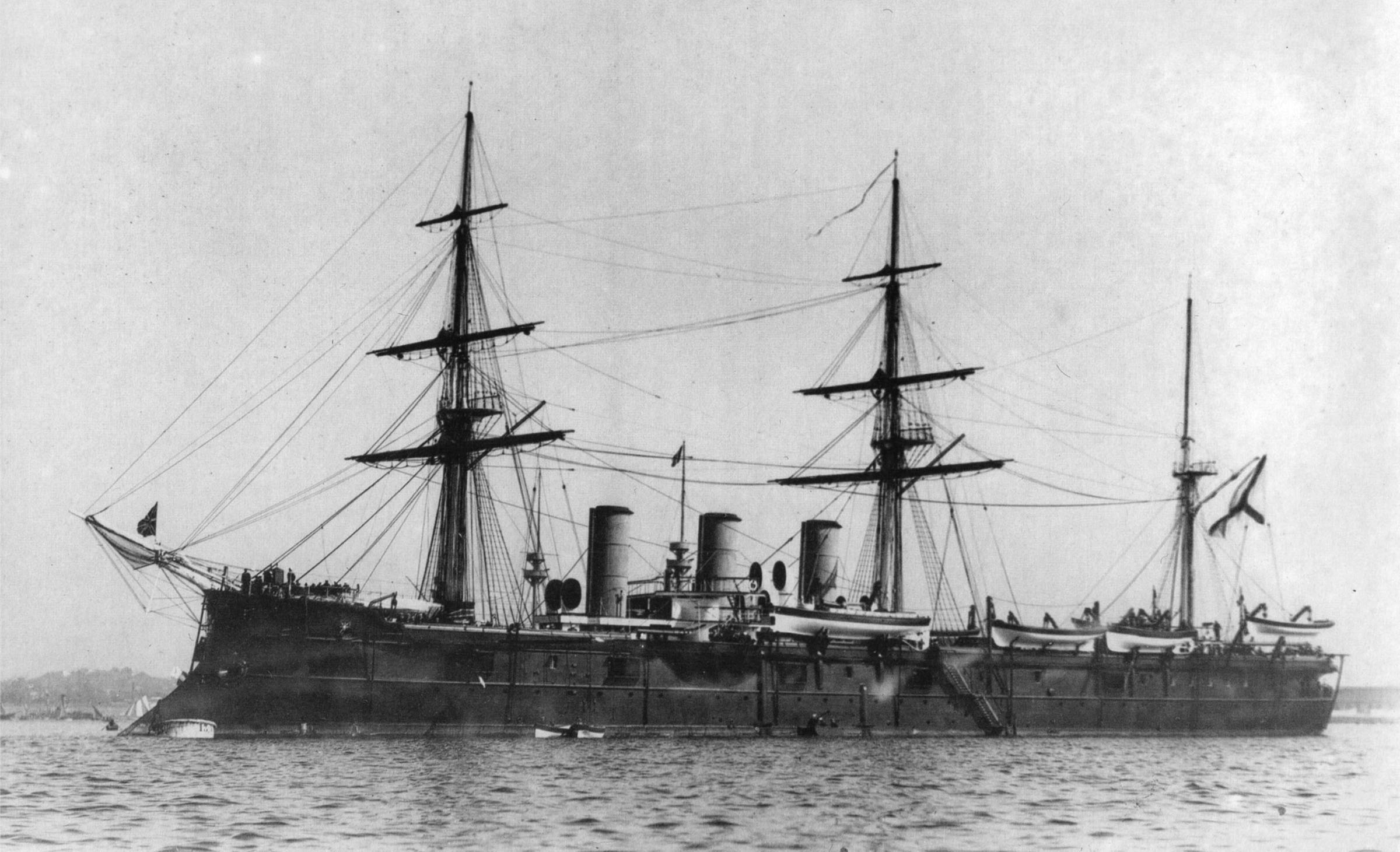
Pamjat Asowa
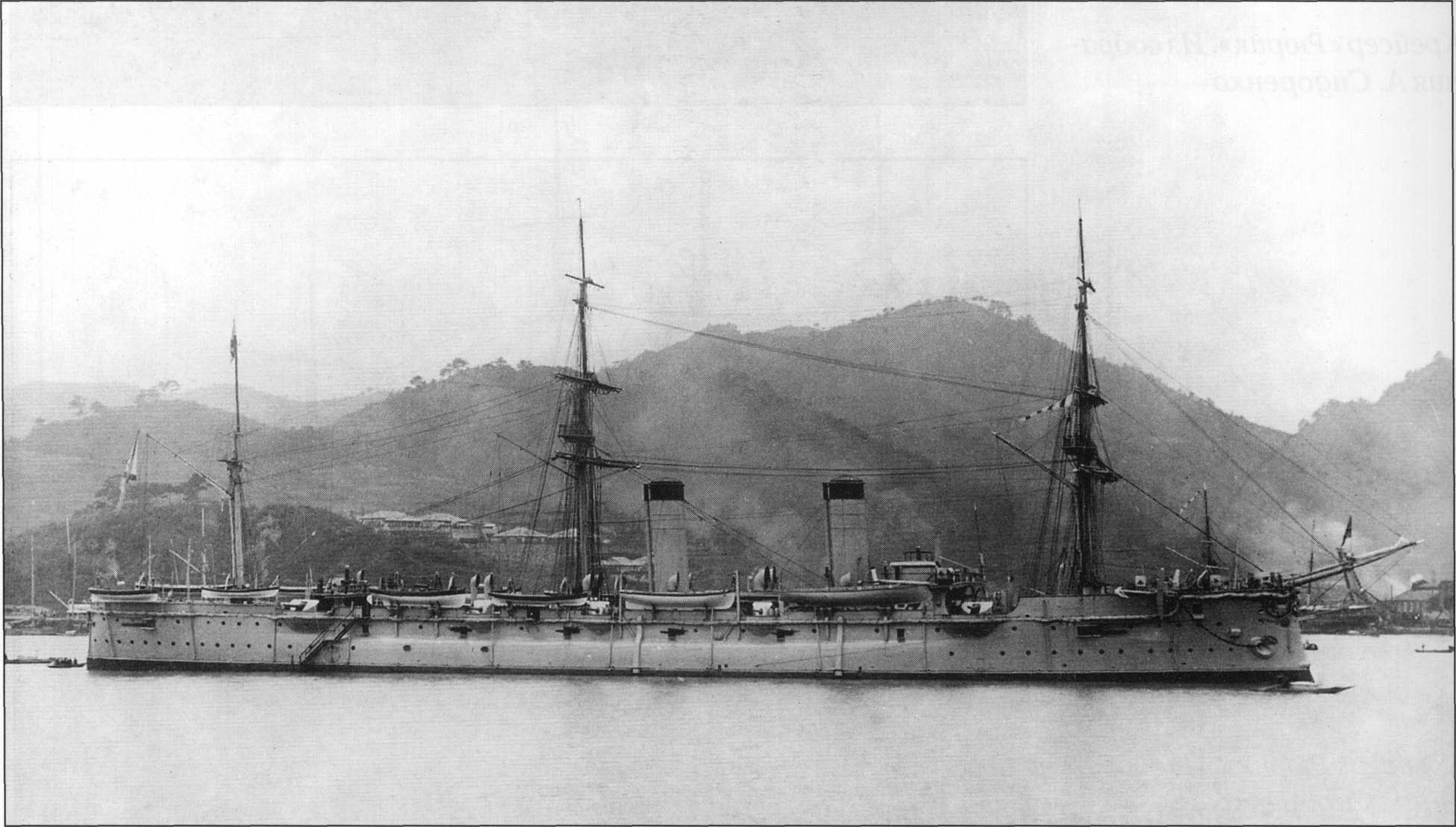
Rurik (1892)
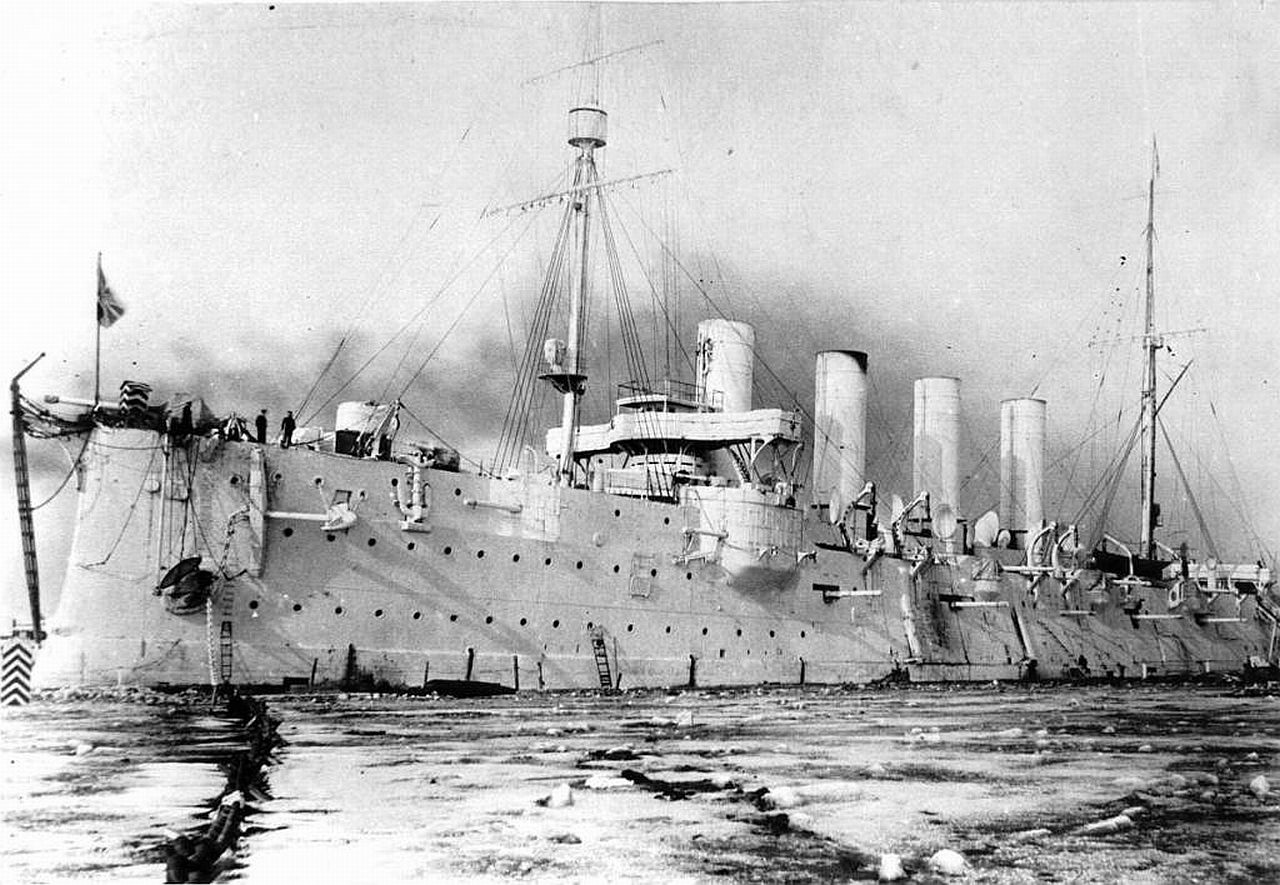
Rossija
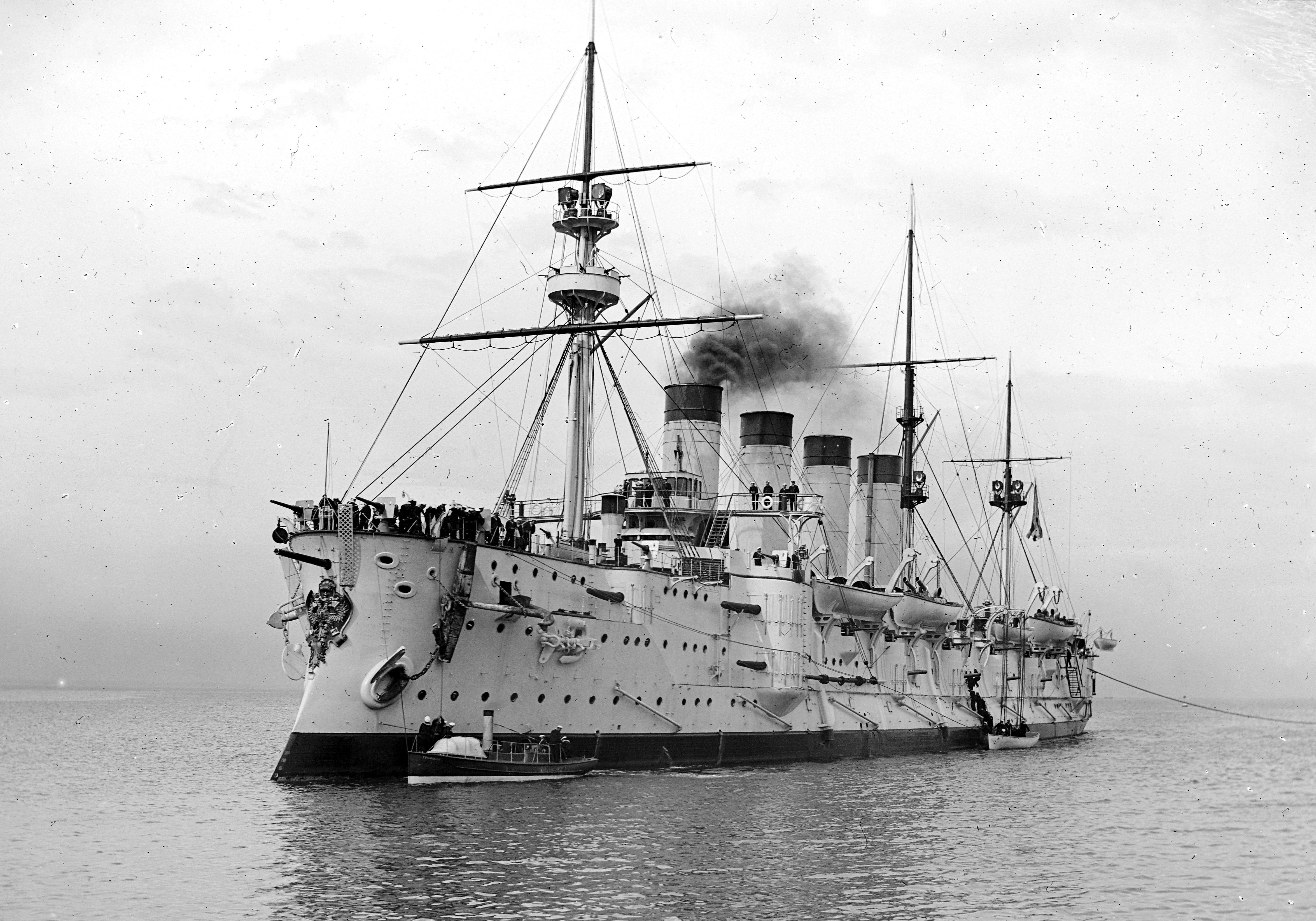
Gromoboi
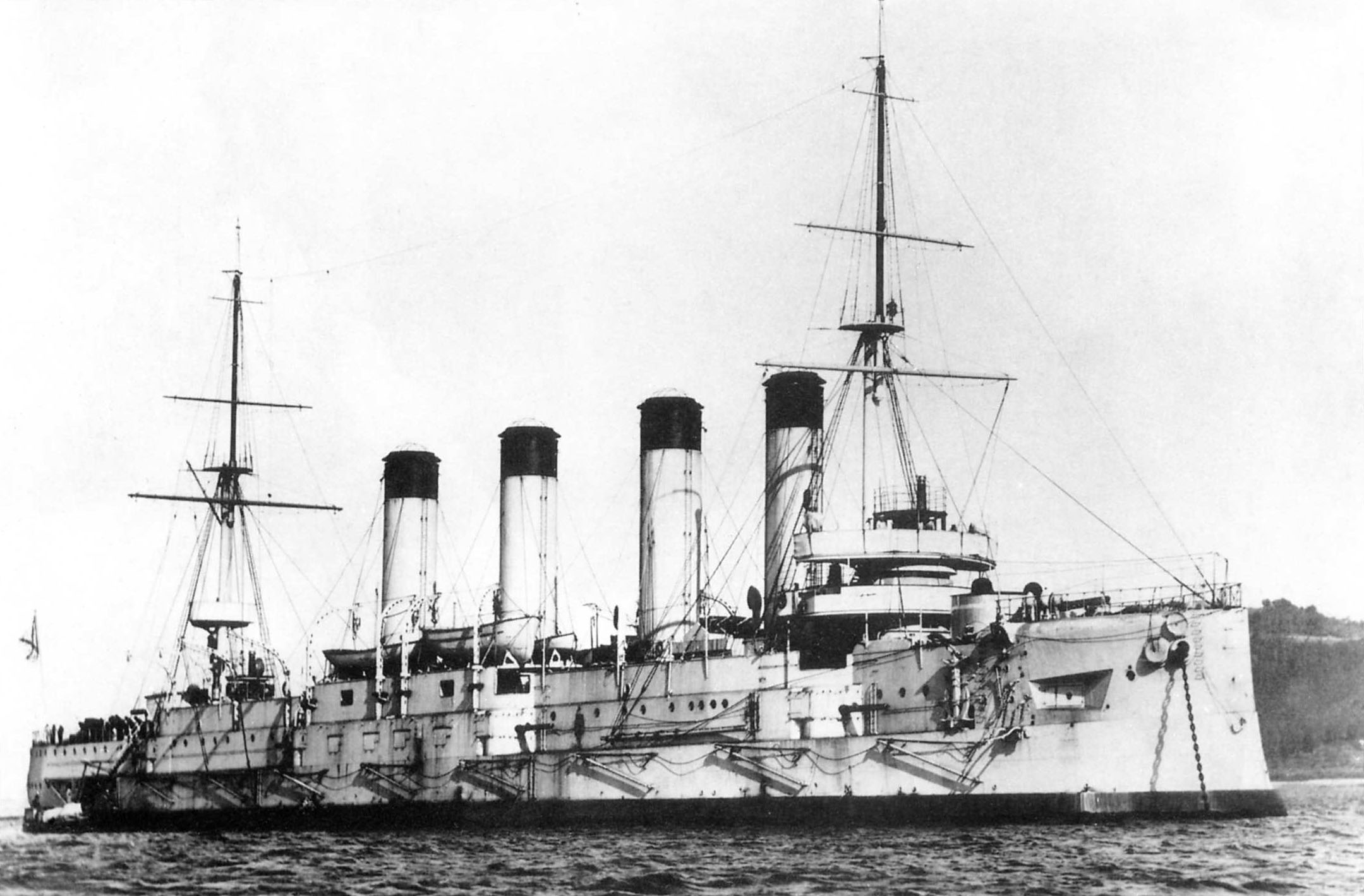
Bajan (1900)
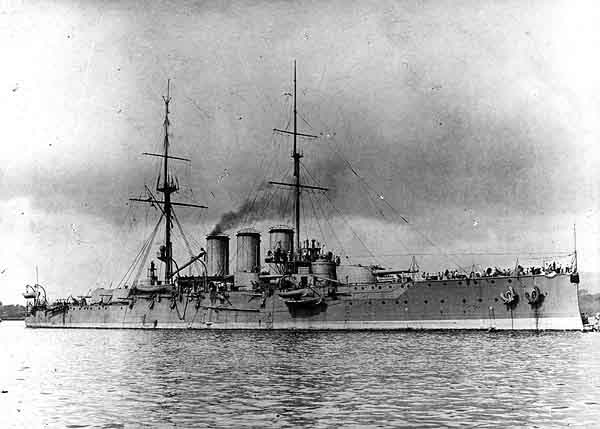
Rurik (1906)

### Spanien
- Infanta-Maria-Teresa-Klasse
  - Infanta Maria Teresa (1890)
  - Vizcaya (1891)
  - Almirante Oquendo (1891)
- Emperador Carlos V (1895)
- (Italienische) Giuseppe-Garibaldi-Klasse
  - Cristóbal Colón (1896)
- Princesa-de-Asturias-Klasse
  - Princesa de Asturias (1896)
  - Cardenal Cisneros (1897)
  - Cataluña (1900)

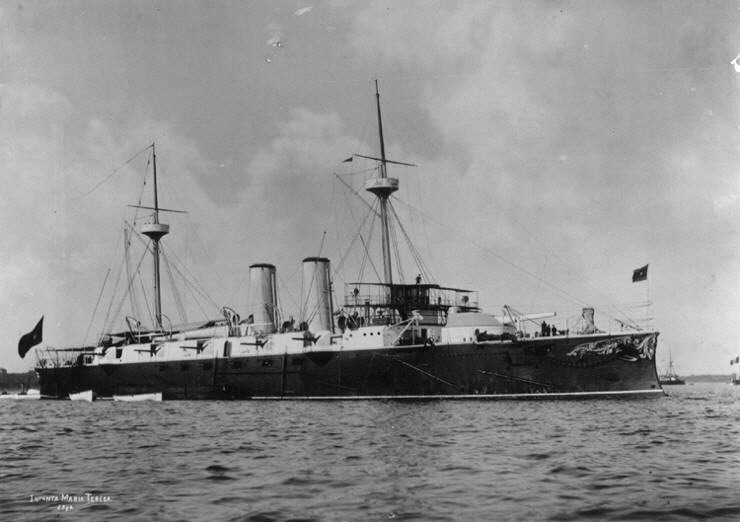
Infanta Maria Teresa
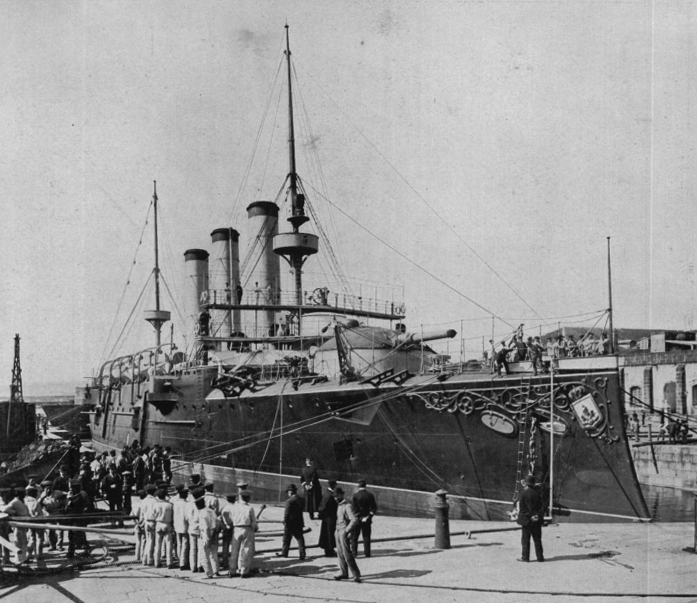
Emperador Carlos V
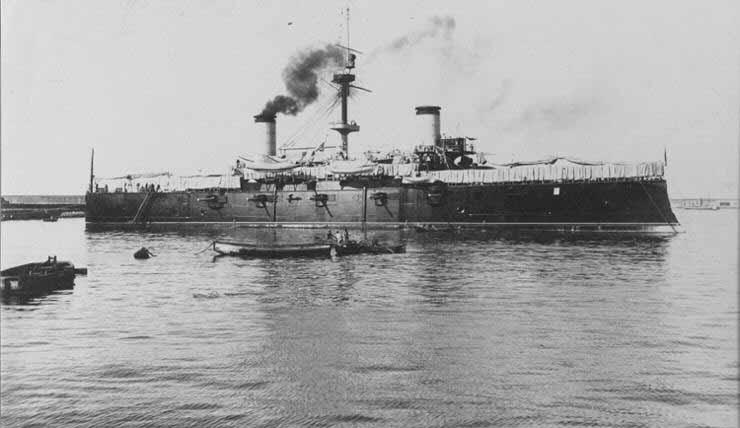
Cristóbal Colón
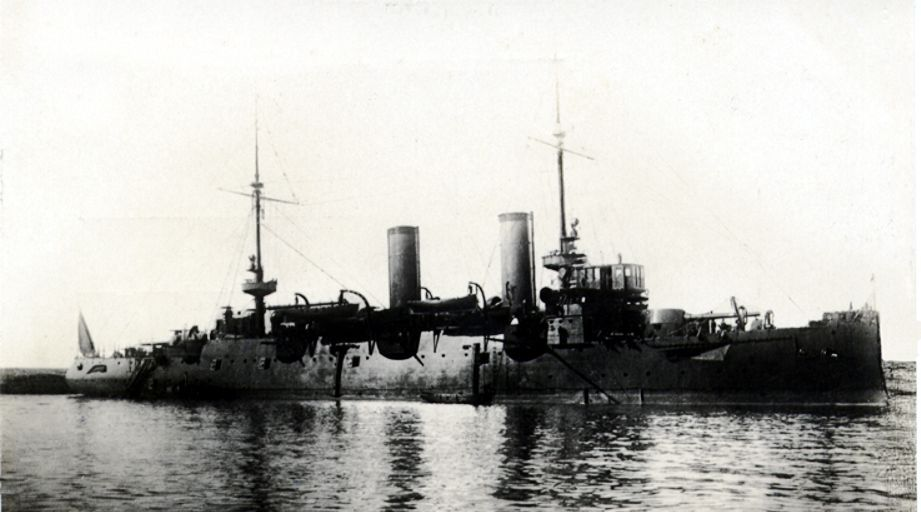
Cataluña

### Schweden
- HMS Fylgia (1905)

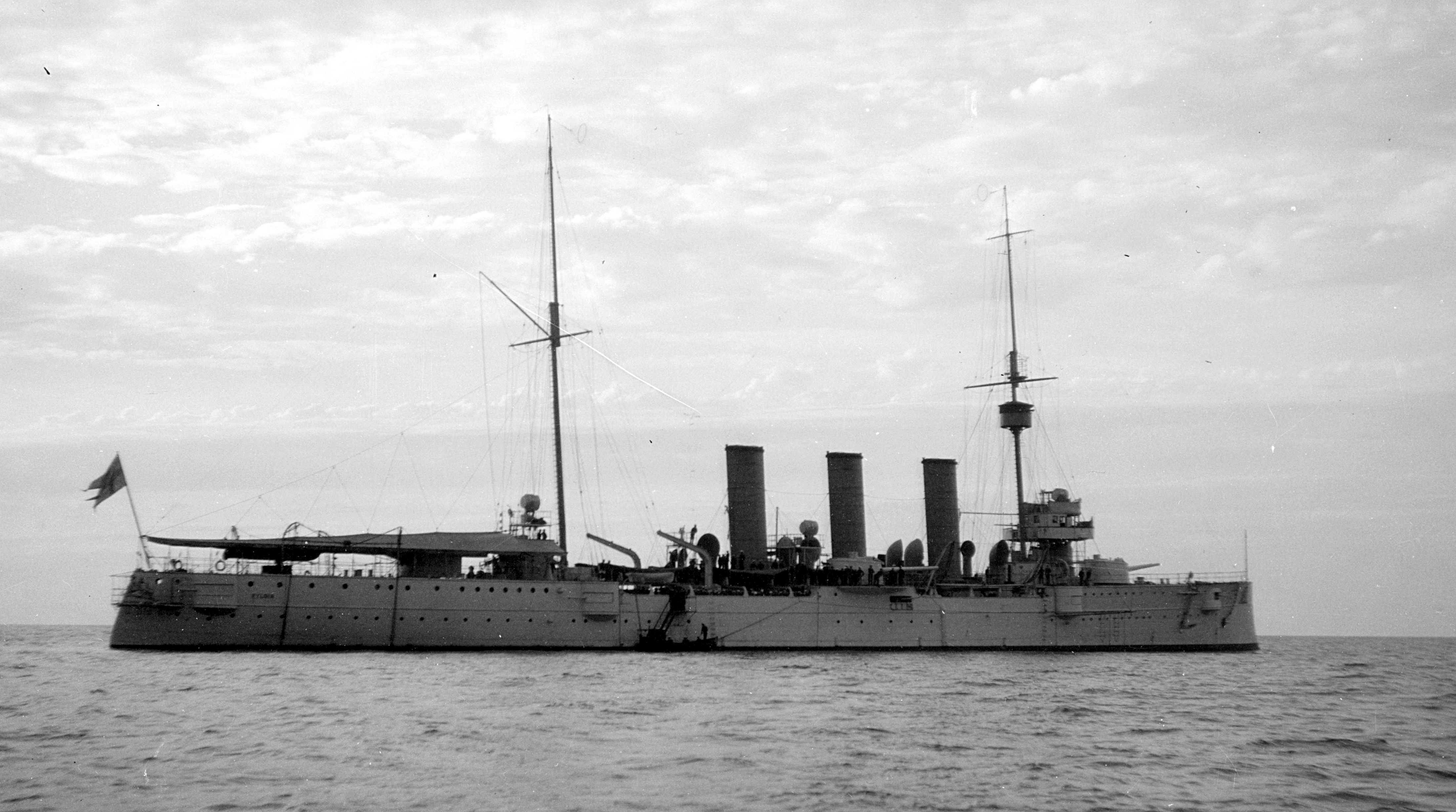
HMS Fylgia
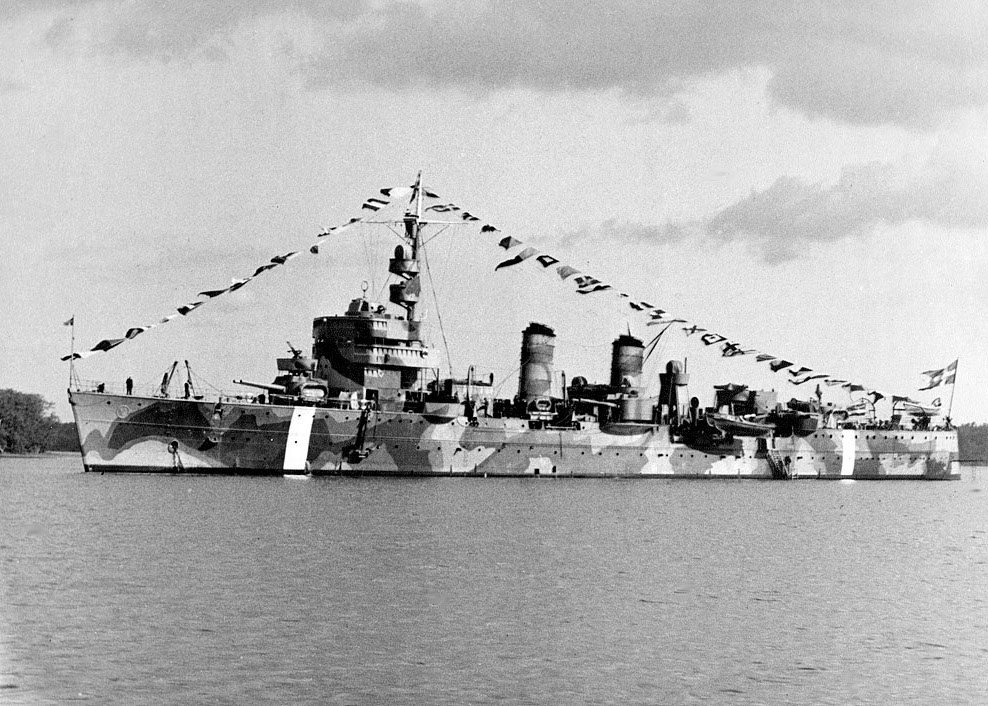
HMS Fylgia, modernisiert

### Vereinigte Staaten
- USS New York (1891), ab 1911 USS Saratoga, ab 1917 USS Rochester
- USS Brooklyn (1895)
- Pennsylvania-Klasse
  - USS Pennsylvania (1903), ab 1912 USS Pittsburgh
  - USS West Virginia (1903), ab 1916 USS Huntington
  - USS California (1904), ab 1914 USS San Diego
  - USS Colorado (1903), ab 1916 USS Pueblo
  - USS Maryland (1903), ab 1916 USS Frederick
  - USS South Dakota (1904), ab 1920 USS Huron
- St.-Louis-Klasse
  - USS St. Louis (1905)
  - USS Milwaukee (1904)
  - USS Charleston (1904)
- Tennessee-Klasse
  - USS Tennessee (1904), ab 1916 USS Memphis
  - USS Washington (1905), ab 1916 USS Seattle
  - USS North Carolina (1906), ab 1920 USS Charlotte
  - USS Montana (1906), ab 1920 USS Missoula

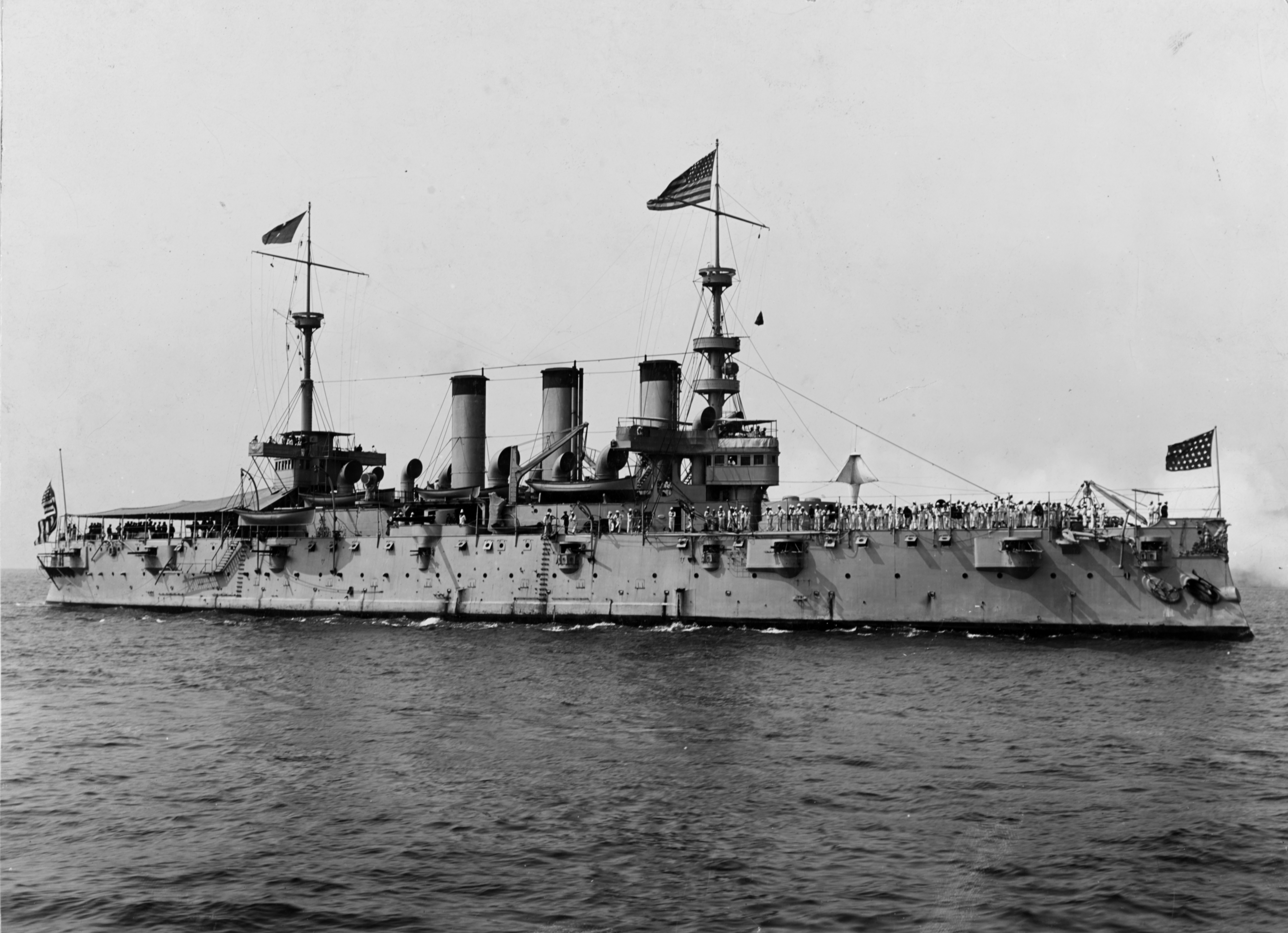
USS New York
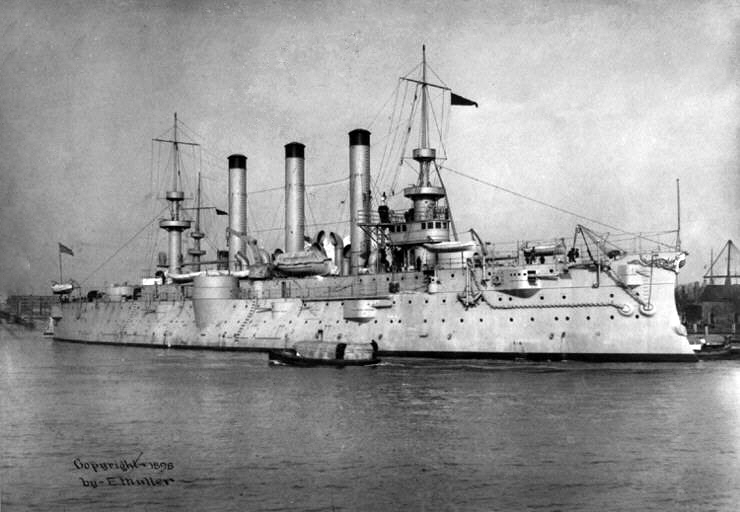
USS Brooklyn
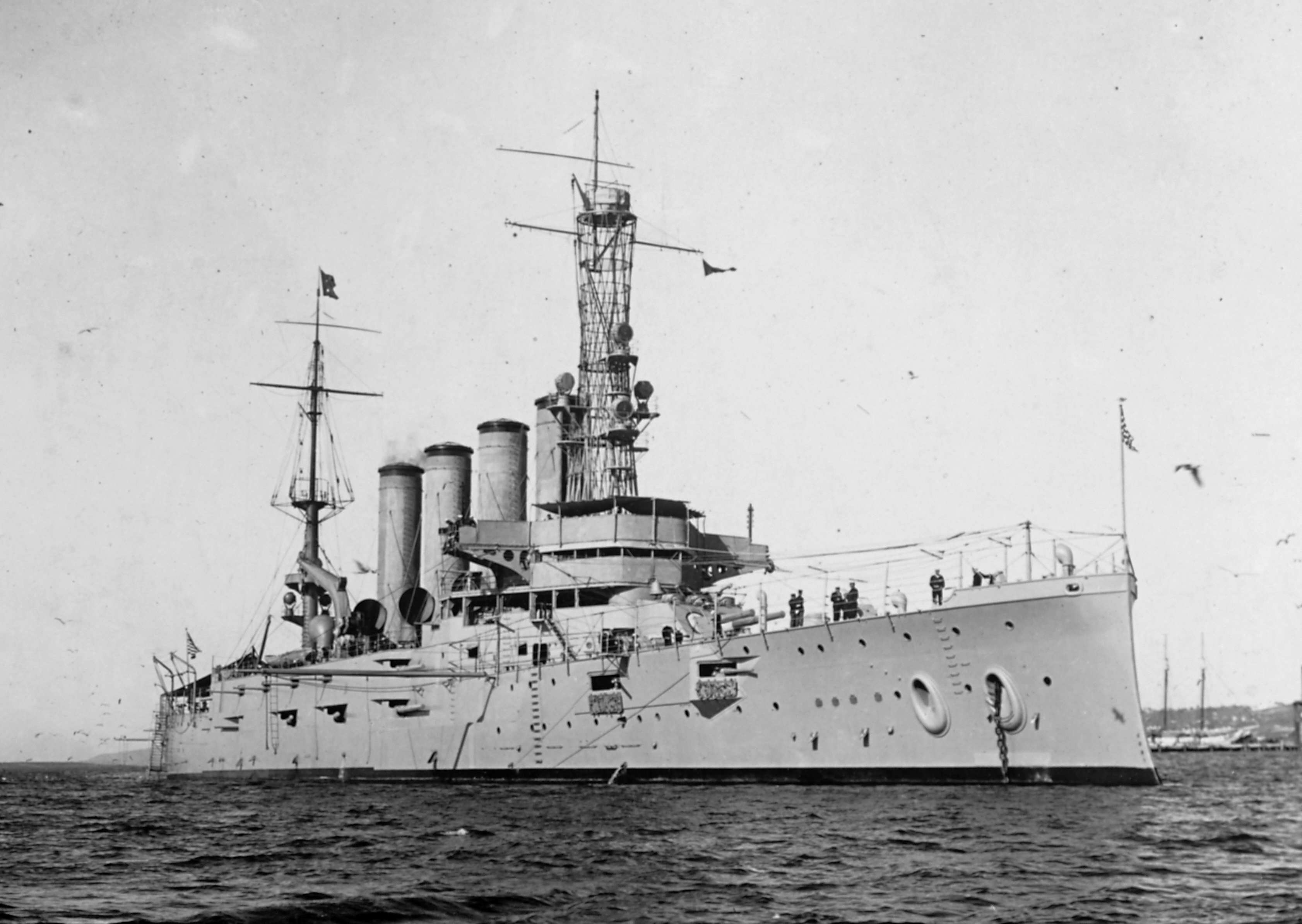
USS California
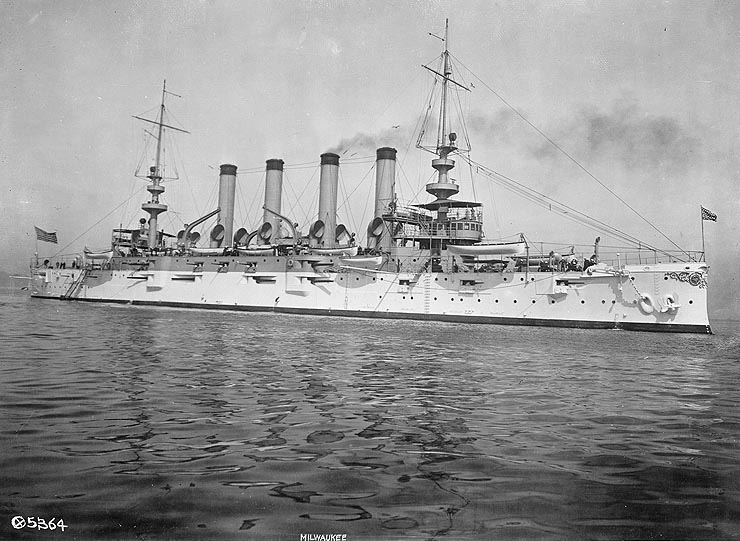
USS Milwaukee
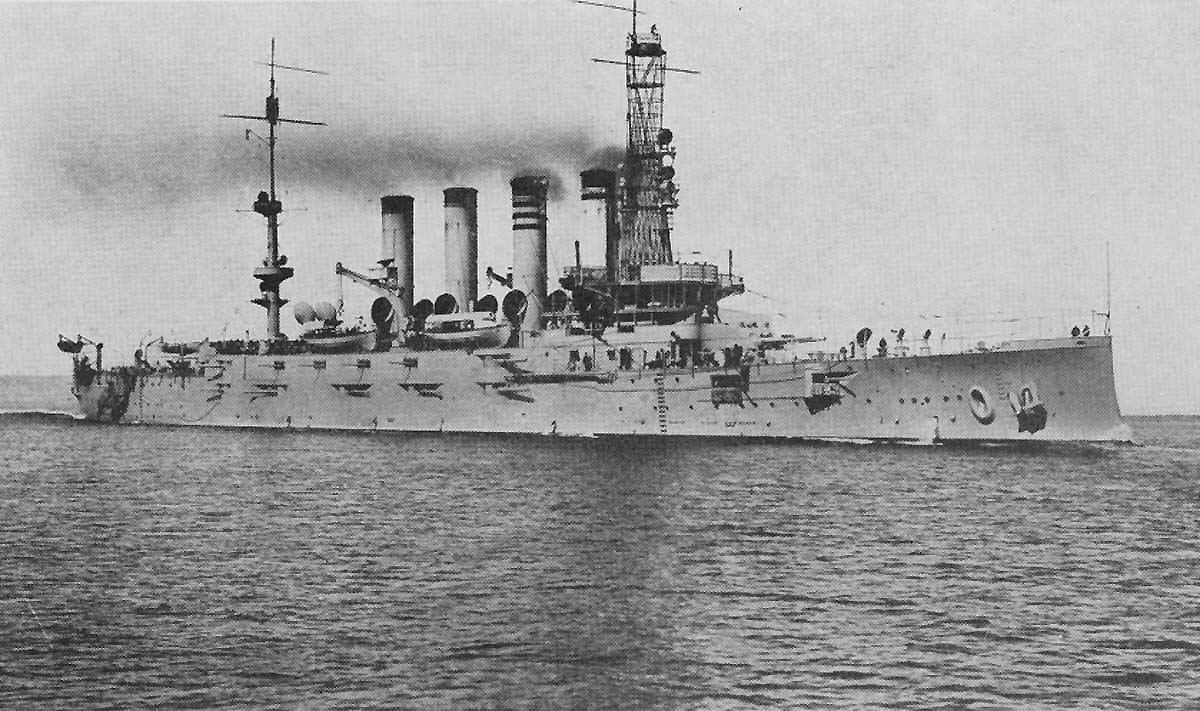
USS Montana